# Hamm

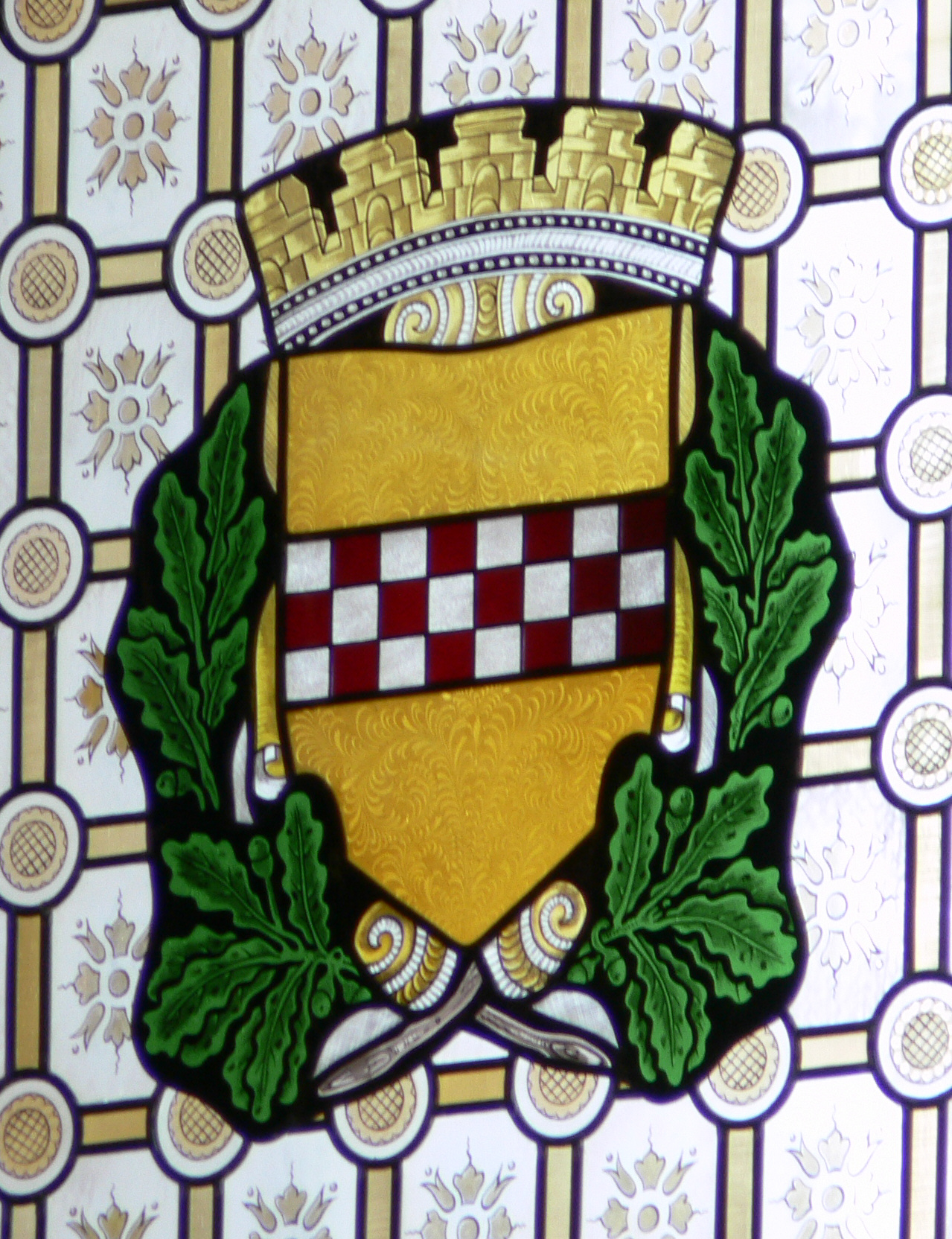
Ältere Darstellung des Hammer Stadtwappens in Bleiglas im Sitzungssaal des Reichsgerichts in Leipzig

Hamm (neulateinisch Hammona) ist eine kreisfreie Stadt in Nordrhein-Westfalen. Die westfälische Stadt liegt im Norden des Regierungsbezirks Arnsberg am Nordostrand des Ruhrgebiets und der Metropolregion Rhein-Ruhr. Hamm ist ein wichtiger Knotenpunkt mehrerer Eisenbahnstrecken. Der heute größtenteils stillgelegte Rangier- und Güterbahnhof war mit einer Fläche von 110 Hektar früher einer der größten Europas.
Die Stadt wird von der Landesplanung als Mittelzentrum ausgewiesen. Nach mehreren Gebietsreformen erreichte Hamm 1975 seine heutige Ausdehnung und mit über 100.000 Einwohnern den Status einer Großstadt. Hamm hat ca. 181.000 Einwohner und belegte am 31. Dezember 2022 den 44. Platz auf der Liste der größten Städte in der Bundesrepublik Deutschland.
Die Stadt ist Mitglied im Landschaftsverband Westfalen-Lippe, dem Regionalverband Ruhr und mit dem Oberlandesgericht Hamm Sitz des größten deutschen Oberlandesgerichts.

## Geographie
Hamm liegt im Osten des Ruhrgebiets und im Herzen Westfalens. Naturräumlich ist die Stadt der Westfälischen Bucht zuzuordnen. Ihre nördlich der Lippe gelegenen Teile liegen im Münsterland und den zugehörigen Lipper Höhen, an die sich das Lippetal mit seinen Niederungen nach Süden hin anschließt, im Süden schließlich geht die Landschaft in die Hellwegbörden über. Die Hammer Stadtbezirke erstrecken sich nördlich und südlich der Lippe, die die Stadt und ihr Zentrum von Osten kommend nach Westen auf einer Länge von 31,665 km durchfließt. Sie nimmt östlich der Innenstadt die Ahse als einen linken Nebenfluss auf. Diese ist das zweitgrößte Fließgewässer innerhalb des Stadtgebiets. Ihr Lauf wurde 1913 aus der westlichen Innenstadt heraus nach Osten verlegt, wo er heute im Kurpark den Düker erreicht, der die Ahse unter dem Datteln-Hamm-Kanal der Lippe zuführt. Der höchste natürliche Punkt im Stadtgebiet ist Teil der südöstlichen Lipper Höhen und befindet sich an der Straße „In der Sommerbree“ im nordwestlichen Stadtbezirk Bockum-Hövel und ist eingemessen auf 100,5 m ü. NN. Nur wenige Meter außerhalb der Stadtgrenze bilden der Kurricker Berg und der Homberg weitere höhere Erhebungen dieses die Lippe von Ahlen bis Olfen im Norden begleitenden Höhenzugs. Südlich steigen die Lippeniederungen langsam zu den Hellwegbörden an. Der höchste künstliche Punkt befindet sich auf der Bergehalde Kissinger Höhe mit 112,3 m ü. NN. Der niedrigste Punkt in Hamm – „Am Lausbach“ auf 37,7 m ü. NN – liegt südlich der Lippe. Die Stadtgrenze ist 104,0 km lang. Die größte Ausdehnung des Stadtgebiets beträgt in Nord-Süd-Richtung 18,2 km und in West-Ost-Richtung 21,9 km.

### Stadtgliederung

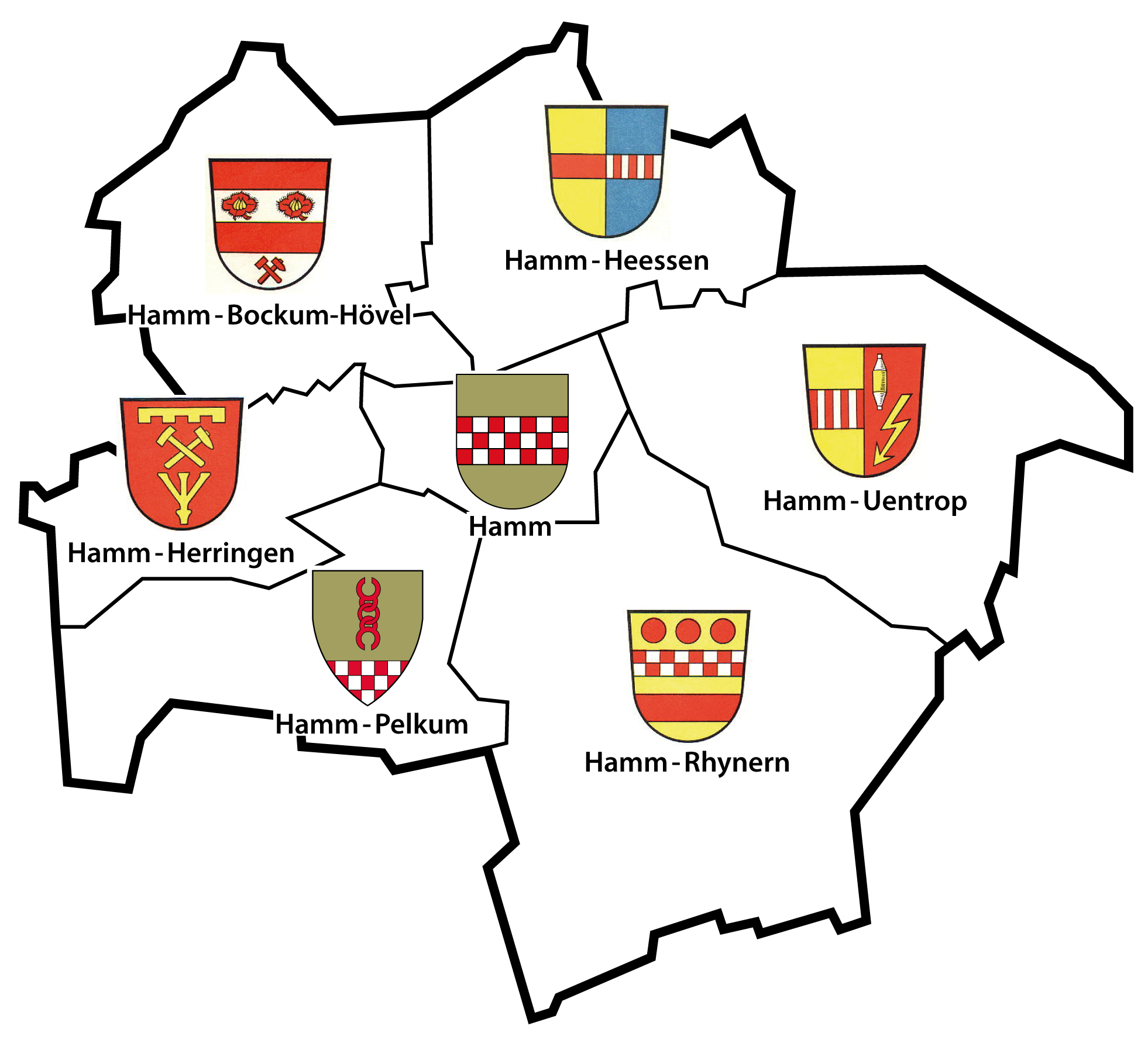
Hamm und seine Stadtbezirke

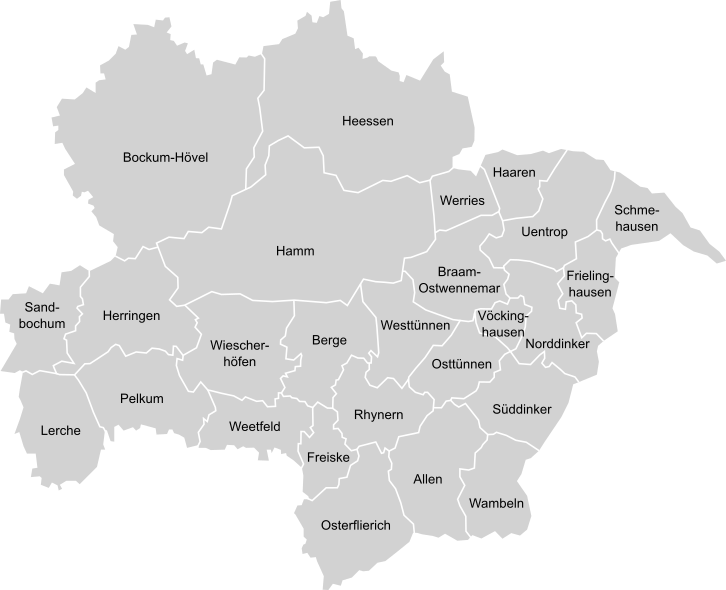
Ehemalige Gemeinden auf dem heutigen Stadtgebiet von Hamm

Das Stadtgebiet ist in die sieben Stadtbezirke Hamm-Mitte, Hamm-Uentrop, Hamm-Rhynern, Hamm-Pelkum, Hamm-Herringen, Hamm-Bockum-Hövel und Hamm-Heessen eingeteilt. Jeder Stadtbezirk hat eine Bezirksvertretung mit jeweils 19 Mitgliedern, die bei Kommunalwahlen von der Bevölkerung des Stadtbezirks gewählt werden. Die Bezirksvertretung wählt aus ihrer Mitte den Bezirksbürgermeister als Vorsitzenden und Repräsentanten des Stadtbezirks.
Mit Blick auf die Dezentralisierung der kommunalen Verwaltung versteht sich Hamm als Bürgerkommune.
Für statistische Zwecke sind die Stadtbezirke in so genannte „statistische Bezirke“ und diese wiederum in „Baublöcke“ unterteilt. Die statistischen Bezirke sind mit einer zweistelligen Nummer und mit einem besonderen Namen gekennzeichnet.
Die Stadtbezirke mit ihren zugehörigen statistischen Bezirken:
1. Hamm-Mitte: City, Innenstadt-Süd, Innenstadt-Ost, Süden östlich der Werler Straße, Süden westlich der Werler Straße, Westen nördlich der Lange Straße, Westen südlich der Lange Straße, Bahnhof einschließlich Ortsgüterbahnhof
2. Hamm-Uentrop: Kurpark, Mark, Braam, Werries, Geithe, Ostwennemar, Norddinker, Vöckinghausen, Frielinghausen, Schmehausen, Uentrop Ortskern
3. Hamm-Rhynern: Berge, Westtünnen westlich des Heidewegs, Westtünnen östlich des Heidewegs, Rhynern Ortskern, Osttünnen, Freiske, Osterflierich, Wambeln, Allen, Süddinker
4. Hamm-Pelkum: Wiescherhöfen/Daberg, Lohauserholz, Selmigerheide/Weetfeld, Zechensiedlung, Harringholz, Pelkum Ortskern, Westerheide, Lerche
5. Hamm-Herringen: Westenfeldmark, Ostfeld, Heidhof, Herringen Ortskern, Nordherringen, Herringer Heide, Sandbochum
6. Hamm-Bockum-Hövel: Nordenfeldmark-West, Hövel-Mitte, Hövel-Nord, Hövel-Radbod, Bockum, Barsen, Hamm-Norden, Holsen, Geinegge, Hölter
7. Hamm-Heessen: Nordenfeldmark-Ost, Mattenbecke, Zeche Sachsen, Heessener Gartenstadt, Heessener Dorf, Westhusen, Dasbeck, Frielick

### Nachbargemeinden
Die unten aufgelisteten Städte und Gemeinden grenzen an die Stadt Hamm. Die Aufzählung beginnt im Osten und setzt sich im Uhrzeigersinn fort:
Gemeinde Lippetal (5,7 km), Gemeinde Welver (19,4 km), Stadt Werl (8,1 km) (alle Kreis Soest (33,2 km)), Stadt Unna (0,3 km), Gemeinde Bönen (19,3 km), Stadt Kamen (2,4 km), Stadt Bergkamen (5,7 km) und Stadt Werne (14,0 km) (alle Kreis Unna (41,7 km)), Gemeinde Ascheberg (5,2 km) (Kreis Coesfeld) sowie Stadt Drensteinfurt (9,0 km) und Stadt Ahlen (14,9 km) (beide Kreis Warendorf (23,9 km)).
Die Zahlen in den Klammern bezeichnen die Länge der gemeinsamen Stadtgrenze. Die Stadtgrenze von Hamm hat damit eine Gesamtlänge von 104 km.
Die nächstgelegenen Großstädte sind Münster etwa 34 km nördlich der Stadtgrenze, Dortmund etwa 30 km südwestlich, Hagen etwa 43 km südlich, Paderborn etwa 64,5 km östlich, Gütersloh etwa 47 km und Bielefeld etwa 62 km, beide nordöstlich.

### Klima
|                       | Jan | Feb | Mär | Apr | Mai | Jun | Jul | Aug | Sep | Okt | Nov | Dez |   |     |
| Mittl. Tagesmax. (°C) | 4   | 5   | 8   | 12  | 17  | 20  | 22  | 22  | 18  | 14  | 8   | 5   | ⌀ | 13  |
| Mittl. Tagesmin. (°C) | 0   | 0   | 2   | 5   | 9   | 12  | 13  | 13  | 11  | 8   | 4   | 1   | ⌀ | 6,5 |

| 0 |

| 0 |

| 2 |

| 5 |

| 9 |

| 12 |

| 13 |

| 13 |

| 11 |

| 8 |

| 4 |

| 1 |

| 0 |

| 0 |

| 2 |

| 5 |

| 9 |

| 12 |

| 13 |

| 13 |

| 11 |

| 8 |

| 4 |

| 1 |

## Geschichte

### Stadtgeschichte

#### Von der Stadtgründung bis zur Reformation

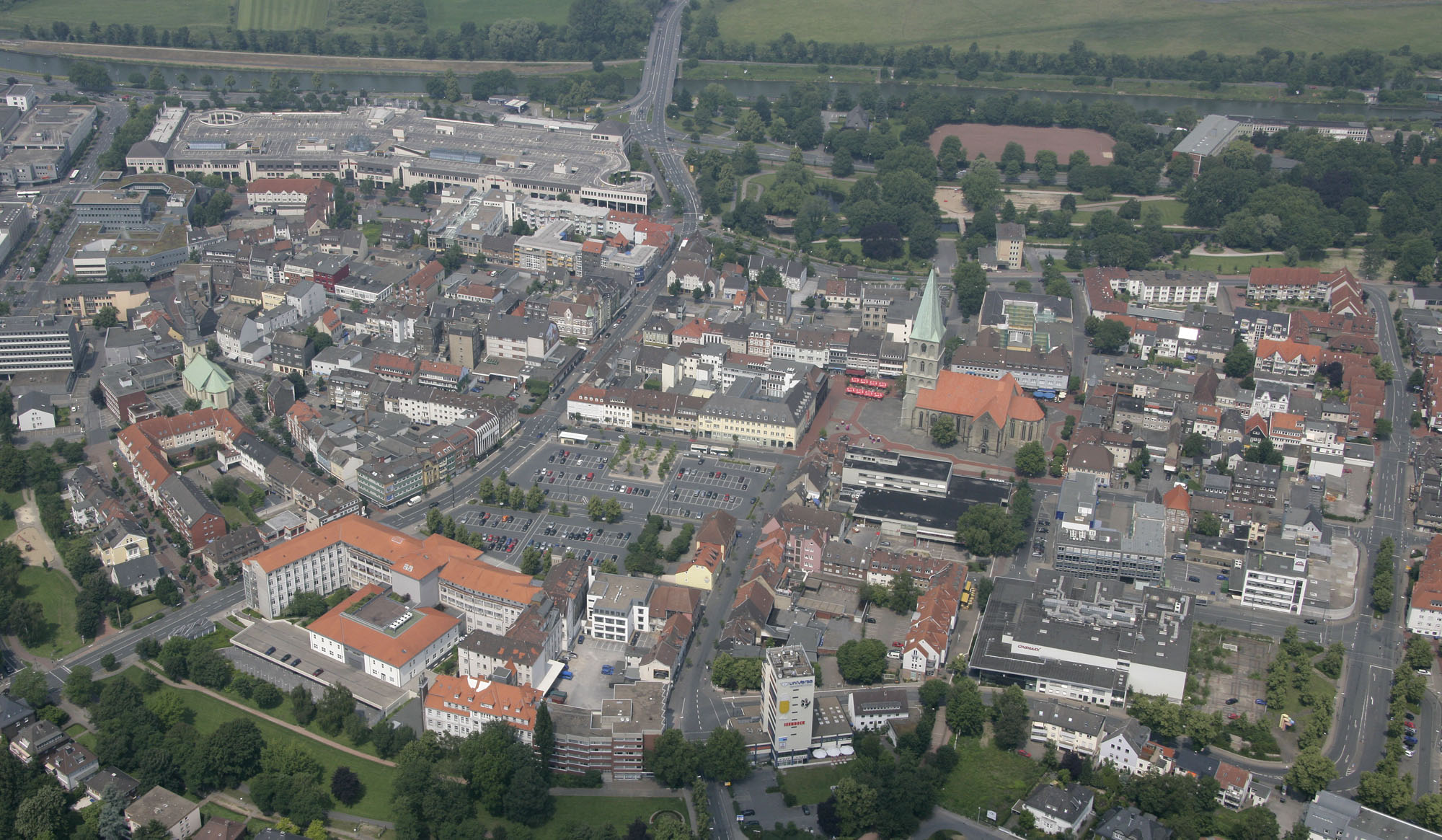
Innenstadt von Hamm. Der Bereich zwischen den Grünflächen entspricht etwa der Fläche der Stadt kurz nach ihrer Gründung. Nur der östliche Rand (links) des Verlaufs der Stadtmauer ist nicht vom Bild erfasst. In der Mitte befindet sich die Pauluskirche.

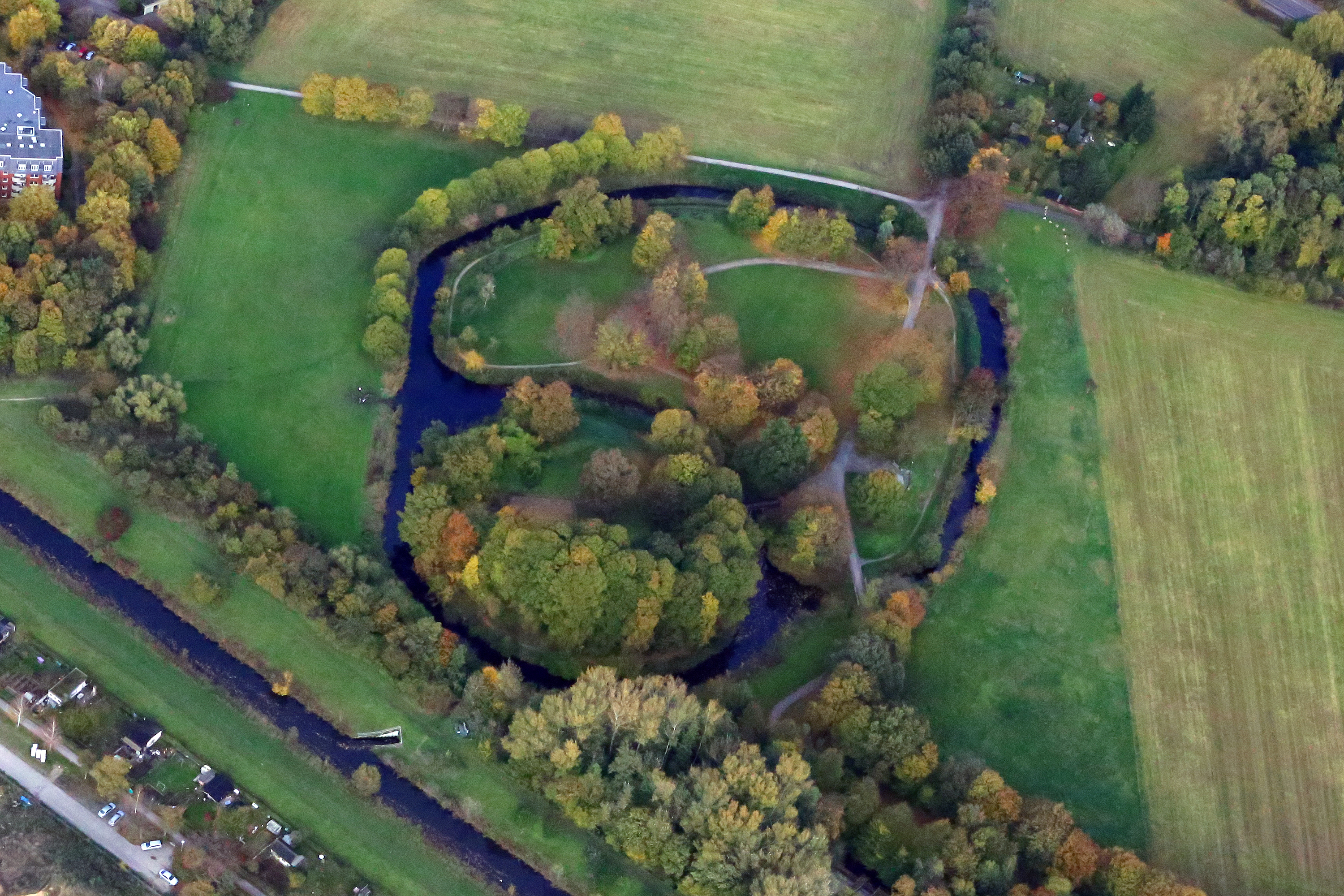
Burghügel Mark, Hamm

Hamm ist eine Planstadt, die Graf Adolf I. von der Mark am Aschermittwoch (4. März) des Jahres 1226 gegründet und mit Stadtrechten versehen hat. Die Gründung von Hamm steht am Anfang einer Reihe von Stadtgründungen dieses Grafengeschlechts, um die Grafschaft Mark sowohl militärisch als auch wirtschaftlich zu festigen und aus ihr einen einheitlichen Machtbereich zu schaffen. Anlass für die Stadtgründung war ein Streit zwischen dem weltlichen westfälischen Adel und dem Erzbischof von Köln, Engelbert I. von Berg, der bemüht war, die Kirche von weltlichem Einfluss zu befreien und die vom Herzogtum Sachsen abgespaltene Herzogswürde von Westfalen zu konsolidieren. Die daraus entstandenen Spannungen zwischen den zum Teil eng miteinander verwandten Protagonisten gipfelten schließlich in der Ermordung des Erzbischofs durch eine Gruppe von Häschern seines Verwandten Graf Friedrich von Altena-Isenberg. Dies trug Friedrich die Reichsacht ein und führte schließlich zu seiner Hinrichtung in Köln. Sein Besitz, Burg und Stadt Nienbrügge, wurden im Rahmen einer Strafaktion durch Graf Adolf I. von der Mark geschleift. Dieser versuchte das Erbe der Isenberger an sich zu bringen und so das Gebiet der gemeinsamen Stammlinie Altena-Berg zu erhalten. So bot er auch den Bürgern der Stadt Nienbrügge einige hundert Meter die Lippe aufwärts eine neue Heimat. Die Reste von Nienbrügge dienten dabei als Baustofflieferant. Da die neugegründete Stadt Hamm dann etwas weiter östlich auf der Landspitze zwischen der Ahse und der Lippe an der Einmündung der Ahse entstand, erhielt die neue Siedlung den Namen „tom Hamme“ (zum Hamm) bzw. Ham – nach der alten Bezeichnung für ein solches Flurstück, dem Ham. Daraus entwickelte sich im Laufe der Zeit die heutige Schreibweise „Hamm“.
In den folgenden Jahrhunderten wurde Hamm zum Vorort und immer wieder auch zur Residenz der Grafschaft und diente als Gerichtssitz mit Appellationsfunktion für die märkischen Städte. Dies begründet auch die bis heute fortdauernde Gerichtstradition der Stadt. Die Residenzfunktion ging Hamm 1461 mit dem Tod des Grafen Gerhard von der Mark zu Hamm, der seit 1437 auf der Stadtburg Hamm residierte, verloren. Die Grafen, die inzwischen auch die Herzöge von Kleve waren, wohnten nun auf der Schwanenburg in Kleve.
Im Verbund der Hansestädte nahm Hamm seit 1549 die Rolle einer Prinzipalstadt für die märkischen Städte an. Das genaue Datum von Hamms Hansebeitritt ist unklar, verschiedene Quellen nennen den Zeitraum zwischen 1417 und 1471. (1494 wurde die nahe gelegene Stadt Münster zur Prinzipalstadt der Hanse in Westfalen.)
Der erste Sakralbau der Stadt, eine Kapelle am Platz der heutigen Pauluskirche, wurde 1275 durch den Bau der St. Georgskirche (heutige Pauluskirche) abgelöst. Die Kirche wurde allerdings erst am 17. April 1337 von der Stammkirche, der Pankratiuskirche in der Mark, abgepfarrt. Sie ist bis heute Hamms zentraler Kirchenbau. 1270 war bereits das Zisterzienserinnenkloster Marienhof in Hamm gegründet worden, das 1290 vor die Stadt auf Haus Kentrop verlegt wurde. 1455 entstand als zweites Kloster das Franziskanerkloster Hamm, das im Vorfeld des Täuferreichs in Münster immer wieder Prediger nach Münster entsandte. Die weiteren das Stadtbild prägenden Kirchen entstanden erst im 16. (St. Agnes) und 18. Jahrhundert (Martin Luther).
In den Jahren 1444–1449 (Soester Fehde) schlug sich die Stadt auf die Seite Johann von Kleves (seit dem 5. Juni 1444 neuer Landesherr von Soest), der sich in die Auseinandersetzung der Stadt Soest mit den Erzbischöfen in Köln einmischte. Diese versuchten ihre ursprüngliche Stellung als Landesherren Soests wiederherzustellen. Daraufhin erwirkte der Erzbischof und Kurfürst von Köln 1444 die Reichsacht gegen Hamm, die jedoch ohne die drastischen Folgen des Jahrs 1226 blieb. Trotz dieser Fehde und der Reichsacht fällt in diese Zeit eine Blüte der Wirtschaft in der Stadt. Ein wesentlicher Faktor dafür ist die 1448 in Kraft getretene Verordnung, nach der niemand außerhalb der Stadt im Amte Hamm das Bäcker-, Brauer-, Schuhmacher-, Schmiede- und Schneiderhandwerk ausüben durfte. Die Landbevölkerung musste in der Stadt einkaufen. Diese Verordnung blieb bis ins 19. Jahrhundert in Kraft. Noch 1498 zeugte ein Bündnisvertrag mit Münster von der relativen Unabhängigkeit der Stadt Hamm. Im Jahr 1503 wurde Hamm durch den römisch-deutschen König und späteren Kaiser Maximilian I. von allen westfälischen Freigerichten und sonstigen fremden Gerichten befreit.
Der wirtschaftliche Niedergang stellte sich mit dem Ausbruch einer als Pest bezeichneten Krankheit im Jahr 1531, den 1533 beginnenden Bürgerkämpfen und dem wachsenden Einfluss der Ortsherren ein.

#### Von der Reformation bis zur Französischen Revolution
Die Reformation hielt 1553 in Hamm Einzug. Die große Stadtkirche St. Georg und Laurentius, die heutige Pauluskirche, wurde in „Reformierte Pfarrkirche“ umbenannt und ist seitdem der Versammlungsort der in Hamm maßgeblichen reformierten Gemeinde. Als die neue lutherische Gemeinde den Calvinisten 1562 Carrell Gallus aus Holland zum Pastor wählte, kam es zum Bildersturm. In diesem Rahmen wurden nahezu alle Kunstgegenstände der Kirche zerstört.
1557 wurde die Stadt von einer Hungersnot und 1558 von einem der zahlreichen Hammer Stadtbrände heimgesucht. Wenig später kostete ein Streit zwischen Bäckern und Leinewebern nach einer Eingabe des Leineweberoberzunftmeisters an den Landesherrn, Herzog Johann von Kleve, Mark und Ravensberg, im Jahr 1570 die Stadt ihre mühsam erworbenen Privilegien. In der Folge begann die Selbstständigkeit Hamms zu schwinden und machte Platz für den überall aufkommenden Absolutismus der Landesherren.
Bereits mit dem Spanisch-Niederländischen Krieg geriet Hamm in die kriegerischen Auseinandersetzungen, die seit 1587 Westfalen und somit auch die Region um die Stadt immer wieder verwüsteten. Der spanische Feldherr und Statthalter in den Niederlanden, Alessandro Farnese, zog 1587 mit einem Heer bis vor die Stadt Hamm. Er sah von einer Eroberung ab, nachdem die Stadt sich freigekauft hatte. Spanische Marodeure verwüsteten im Jahr 1598 das nördlich vor Hamm liegende Kirchspiel Heessen. Den Opfern der Hexenverfolgungen in Hamm um 1600 wurde in Hamm-Heessen ein Gedenkstein gesetzt. Als 1609 das Haus von der Mark im Mannesstamm ausstarb, fiel die Grafschaft nach dem Jülich-Klevischen Erbfolgestreit an das Kurfürstentum Brandenburg. Der Kurfürst musste 1614 die Niederlande zu Hilfe rufen, sodass Hamm am 23. September von deren Truppen besetzt wurde. Nach dem Kriegsausbruch 1618 folgen bis 1648 verschiedene Kriegsparteien, die Hamm besetzen. Die Stadt musste immer wieder hohe Zahlungen an die Besatzer leisten. Erst mit dem Ende des Dreißigjährigen Krieges durch den Westfälischen Frieden wurde der brandenburgische Besitzanspruch bestätigt. Doch erst 1666 regelte ein Teilungsvertrag das Erbe des Hauses von der Mark endgültig. Hamm blieb bei Brandenburg und behielt seine Garnison. Diese bestand traditionell aus einem Regiment zu Fuß, später, nach Einführung der Nummerierung das Altpreußische Infanterieregiment No. 9 von 1646, das seinen Ersatz aus der Grafschaft Mark erhielt.
Im Jahr 1650 gab es in Hamm die erste nachgewiesene Buchdruckerei. 1657 wurde mit dem Gymnasium Ilustre Academicum eine Hochschule mit den drei Fakultäten für Jurisprudenz, Theologie und Philosophie gegründet. Diese Entwicklung war Ausdruck einer neuen Blüte der Stadt, aber auch des Bestrebens des Landesherrn, das Land nach dem Krieg wiederaufzubauen. Die Hochschule hatte bis 1781 bestand, allerdings waren bereits seit 1766 keine Studenten mehr eingeschrieben. Die Schule wurde 1781 mit der schon seit dem Mittelalter im Hamm bestehenden Lateinschule zum heute noch existierenden humanistischen Gymnasium Hammonense zusammengelegt.
1701 trat das Kurfürstentum Brandenburg hinter das neue entstandene Königreich Preußen zurück. 1718 erhielt Hamm dann einen ständigen Magistrat anstelle des jährlich wechselnden Rates.
Im Jahre 1741 wurde Hamm von einer der zahlreichen Katastrophen heimgesucht, die die Entwicklung der Stadt immer wieder bremsten. In diesem Fall handelte es sich um einen großen Stadtbrand. Das alte gotische Rathaus der ehemaligen Hansestadt und 346 Häuser versanken ebenso in Schutt und Asche wie der Turm der Pauluskirche und das Stadtarchiv. Der Wiederaufbau zahlreicher Bürgerhäuser erfolgte nun in Stein. In der Folge des Stadtbrandes erhielt die Stadt im Jahre 1743 eine Brandordnung. Die preußische Regierung ordnete die Verwaltungsbereiche neu und gründete 1753 den Kreis Hamm mit der Stadt Hamm als Sitz. Dazu entstanden das Landgericht Hamm und 1787 die Märkische Kriegs- und Domänenkammer, deren Präsident zunächst der Freiherr vom Stein war. In den sechziger Jahren dieses Jahrhunderts brachte der Siebenjährige Krieg (1756–1763) erneut Zerstörung, aber auch einen Ausbau der Festungsanlagen mit sich. Schließlich wurde 1772 eine neue Kaserne in Hamm errichtet, um die Garnison der Festung unterzubringen. Diese war bis dahin in den Wohnhäusern der Bevölkerung einquartiert. Für den Bau dieser Kaserne wurde die Burg Mark abgebrochen, um das Baumaterial zu erhalten. Im Jahre 1803 sind dann auch ihre letzten Grundmauern entfernt worden. Naturstein ist in der felsenlosen Lippemarsch kostbar.

#### Moderne

##### Von der Französischen Revolution bis zur Reichsgründung
Die Französische Revolution brachte Hamm eine große Zahl von Flüchtlingen, darunter die künftigen französischen Könige Ludwig XVIII. und den späteren Karl X. Sie machten Hamm zum Sitz ihrer Exilregierung für Frankreich und blieben mehrere Monate in der Stadt, die damit zum Quasi-Regierungssitz des Königreichs Frankreich wurde, ohne Teil dieses Staates zu sein. 1796–1798 wurden die Stadttore abgebrochen. Hamm war seither nur noch Garnisonsstadt (bis 1884), hatte jedoch keine Festung mehr. Die bisherigen Befestigungsbauten waren der Entwicklung der Kriegstechnik ohnehin nicht mehr gewachsen. Die Folgen der Französischen Revolution überrollten Preußen und damit auch Hamm. Am 23. Oktober 1806 marschierten kaiserlich französische Truppen Napoleons in die Stadt ein. Im Jahr 1808 schlugen die Besatzer Hamm dem Großherzogtum Berg zu. Die Stadt wurde Kantonssitz in dem nach französischem Muster organisierten Vasallenstaat Napoleons.
Erst 1813 gelangte Hamm wieder in den Besitz des Hauses Hohenzollern, verlor aber nach dem endgültigen Frieden mit Frankreich 1815 den Sitz der Regierung für den Bereich der ehemaligen Grafschaft Mark an Arnsberg. Zwar sollte nach der ursprünglichen Planung auch die neue Bezirksregierung in Hamm angesiedelt werden. Doch dies wurde durch das Betreiben des Oberpräsidenten Ludwig von Vincke verhindert, der Arnsberg als Sitz des Regierungsbezirks befürwortete. Zur Begründung dafür, dass nicht Hamm, sondern das Sauerland (das einstige Herzogtum Westfalen) der Entwicklungshilfe bedürfe, sagte er nach eigenem Bekunden: „Ihr Markaner helft Euch selbst, hier im Herzogtum müssen wir erst das Leben erwecken.“ Zum Ausgleich erhielt Hamm das Oberlandesgericht, das bislang in Kleve getagt hatte.
Ab 1816 herrschten in der Stadt Inflation und Hungersnot. Nach den Napoleonischen Kriegen erholten sich das Land und die Stadt unter der preußischen Regierung, so dass bereits 1840 ein starkes Wachstum der Vorstädte im Osten, Süden und Westen zu erkennen war. 1839 wurde der „Verein für Pferde-Dressur zum Dienste der Landwehr-Cavallerie im Regierungsbezirk Arnsberg“ gegründet. Seit diesem Jahr fand der Pferdemarkt statt, der ab 1961 bis zum endgültigen Aus im Jahr 2008 in den Zentralhallen abgehalten wurde.
Das Zeitalter der Industrialisierung stand mit Ende der 1840er Jahre nicht mehr nur vor den Stadttoren – es hatte Hamm längst Richtung Minden überrollt: Die Eisenbahn hatte Hamm erreicht. Der erste Bahnhofsbau wurde noch 1847 eröffnet und entwickelte sich zum Motor der Hammer Wirtschaft und zum Garanten für die Ansiedlung der Metallindustrie, die an die Seite der alten Brauereien wie Asbeck, Pröpsting und Isenbeck trat. Die Revolution von 1848 blieb in Hamm zwar nicht ohne Widerhall, allerdings wurden die Truppen, die nach Iserlohn in Marsch gesetzt waren, um die Aufstände zu unterdrücken, in Hamm bejubelt. Noch 1853 wurde in Hamm ein Todesurteil durch Hinrichtung vollstreckt, die letzte in der langen Geschichte der Hammer Justiz. Die zweite Hälfte des 19. Jahrhunderts stand dann im Zeichen eines stürmischen Wirtschaftswachstums. So wurde 1856 der Grundstein für die heutige WDI mit der Eröffnung der Drahtwerke Hobrecker-Witte-Herbers gelegt.

##### Von der Reichsgründung bis zum Ende des Ersten Weltkrieges
Die Reichsgründung 1871 befeuerte diese Entwicklung mit nationalem Stolz und den Entschädigungszahlungen des im Krieg unterlegenen Frankreich. Schon 1873 suchte man in Freiske erstmals nach dem Schwarzen Gold, der Kohle, Antriebsfeder für die neuen Industrien, die überall entstanden. Bei Probebohrungen drei Jahre später (1876) stieß man bei Mark auf Sole. Dieser Fund begründete das Kurbad Hamm, das sich bis heute im Stadtteilnamen Bad Hamm spiegelt. Angefeuert durch diese Entwicklungen wuchs die Stadt erheblich, so dass immer mehr moderne Infrastrukturen benötigt wurden, um die Stadt lebensfähig zu erhalten. So kam es 1891/92 zum Bau der Kanalisation. 1898 fuhr die erste Straßenbahn, und bereits 1858 war ein Gaswerk – zunächst für die Straßenbeleuchtung – gegründet worden. Mit der Jahrhundertwende (19. zum 20. Jahrhundert) ist Hamm 1901 mit mehr als 30.000 Einwohnern so groß geworden, dass es nicht mehr im Kreis Hamm verbleiben konnte. Der Stadt wurde die Kreisfreiheit zugestanden, sie blieb aber zunächst Sitz der Kreisverwaltung. Das Zeitalter der Zechen begann für das heutige Stadtgebiet 1903 mit dem Abteufen der Schächte Heinrich und Robert auf der Zeche De Wendel (1901). Es folgte die Zeche Maximilian, danach in den kommenden Jahren die Zeche Radbod (1905) und die Zeche Sachsen (1912). Das Jahr 1908 jedoch ging als schwarzes Jahr in die Geschichte der Stadt Hamm und der damaligen Gemeinde Bockum-Hövel ein. Schlagende Wetter und ein nachfolgender Grubenbrand auf der Zeche Radbod forderten 348 Tote. Kurze Zeit später begann man mit dem 1913 fertiggestellten Bau des Datteln-Hamm-Kanals. Der Stadthafen Hamm wurde 1914 eröffnet.

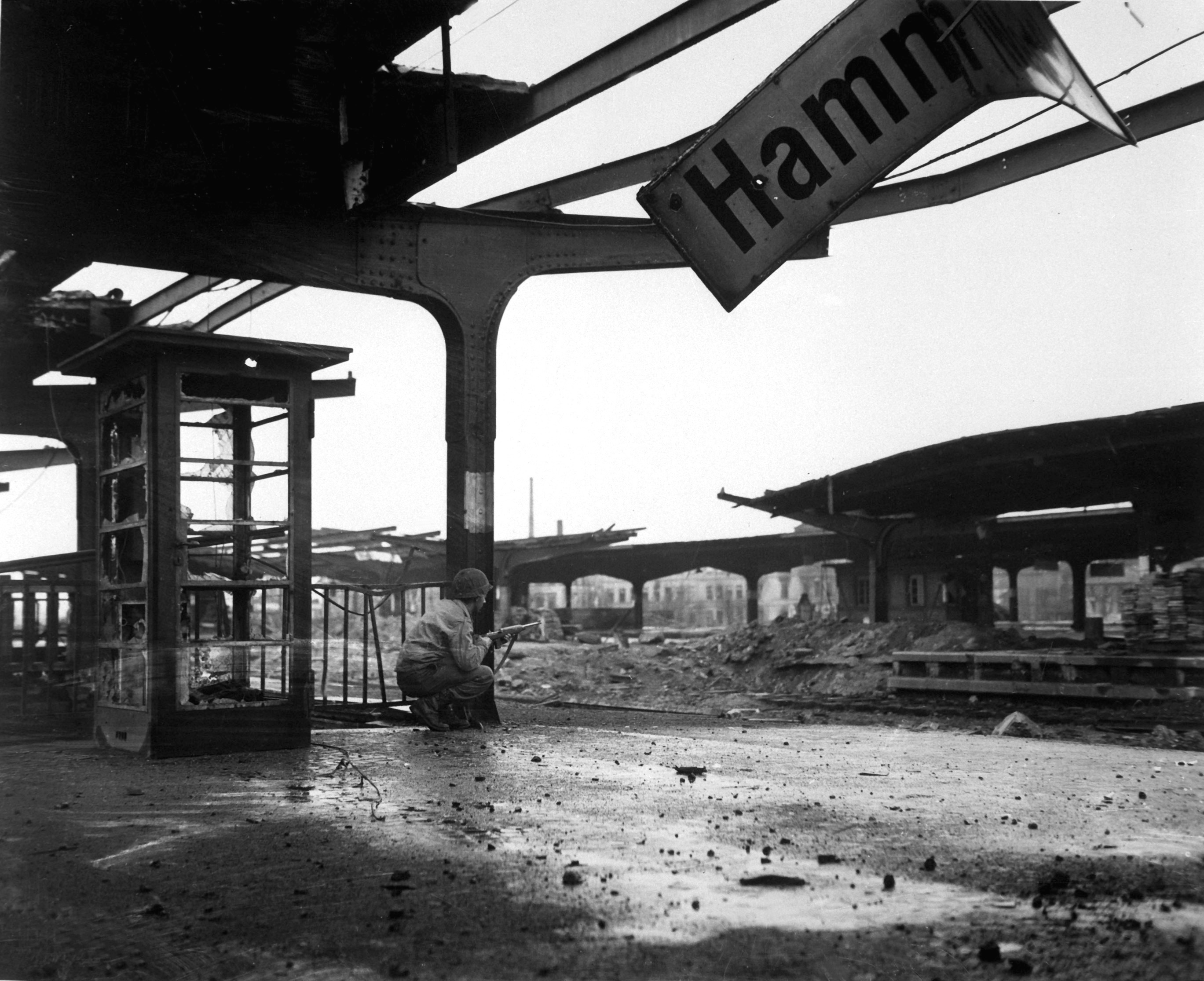
Der Bahnhof von Hamm wurde am 6. April 1945 von US-Soldaten eingenommen.

Der Erste Weltkrieg bremste – wie viele Kriege zuvor – die Entwicklung der Stadt und führte schließlich zur Aufgabe des Bergwerks Maximilian, das im August 1914 mit Grundwasser volllief. Wegen der Vordringlichkeit der Kriegstransporte hatte dringend benötigtes Material nicht rechtzeitig beschafft werden können.

##### Novemberrevolution und Weimarer Republik
Mit Ende des Ersten Weltkrieges kam es im Zuge der Novemberrevolution zur Besetzung der Bahnhofskommandantur. Am 9. November 1918 bildete sich ein Arbeiter- und Soldatenrat, der durch die preußischen Kommunalwahlen vom 2. März 1919 ins politische Abseits verbannt wurde. Insgesamt behauptete das Zentrum bei den Kommunalwahlen in der Zeit der Weimarer Republik seine Position als führende Partei in Hamm. Erst in den schon unfreien Reichstagswahlen März 1933 wurde es durch die NSDAP überflügelt. Im Dezember 1918 erfolgte die Stilllegung des Gaswerks. Stattdessen übernahm die Zeche Radbod ab 1920 die Gasversorgung der Stadt.
Ausgelöst durch den Kapp-Putsch 1920 lieferte sich die aus Bergleuten bestehende „Rote Armee“ eine Schlacht mit der Reichswehr mit Toten und Verwundeten. Eine Eisenbahnbrücke wurde gesprengt und schließlich wurden drei der Führer der unterlegenen Bergleute standrechtlich erschossen. Während der Ruhrbesetzung kam der erste Reichspräsident – Friedrich Ebert – nach Hamm. Dieses war Exil für vertriebene Behörden aus dem besetzten Teil des Ruhrgebietes. Dazu gehörte etwa die Reichsbahndirektion, die von Hamm aus ihren Widerstand gegen Belgier und Franzosen organisierte.
Im Jahr 1925 kamen die Omnibusse in den Nahverkehr in Hamm. Sie ersetzten ab 1961 die Straßenbahn Hamm vollständig.

##### Nationalsozialismus
Nach der Machtübernahme der NSDAP kam es im Stadtgebiet wiederholt zu Razzien gegen Sozialdemokraten und Kommunisten. Auch erste Übergriffe gegen die jüdische Gemeinde fanden statt. Mit dem preußischen Gemeindeverfassungsgesetz vom 15. Dezember 1933 und der Deutschen Gemeindeordnung vom 30. Januar 1935 wurde auch in Hamm die Gleichschaltung von Stadtverwaltung und Stadtvertretung abgeschlossen. Durch üble Nachrede wurde der damalige Oberbürgermeister Josef Schlichter im August 1933 zwangspensioniert und durch das Mitglied der NSDAP Erich Deter ersetzt. Bei den Novemberpogromen 1938 wurde die Synagoge Hamm verwüstet und musste später von den Juden selbst abgerissen werden. In den folgenden Jahren erfolgte die Deportation aller Juden aus Deutschland, sofern diese sich nicht durch Emigration ins Ausland in Sicherheit bringen konnten.
1933 wurde der Tierpark eröffnet, 1938 die heutige Bundesautobahn 2 gebaut. 1936 ist das Wasserwerk in Warmen an der Ruhr der Stadt Hamm zugeschlagen worden, um die Wasserversorgung nicht zuletzt auch der kriegswichtigen Industrie zu verbessern. Mit einer Gemeindereform gelangte das Dorf Mark mit den Resten der Burg Mark am 1. April 1939 in das Stadtgebiet.

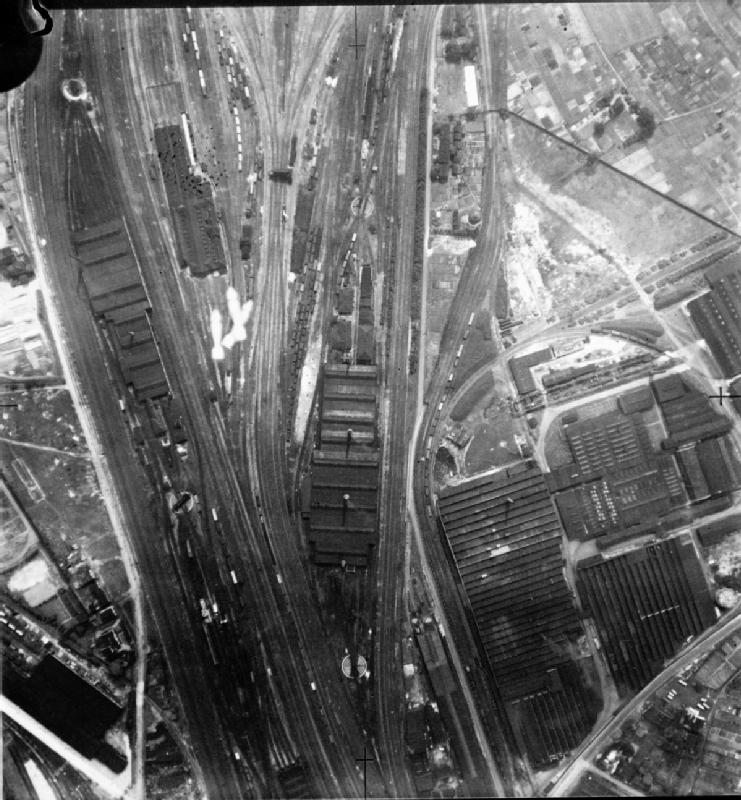
Bahnhof von Hamm während eines Luftangriffs

Im Zweiten Weltkrieg war das Ruhrgebiet – siehe Luftangriffe auf das Ruhrgebiet – ein häufig angegriffenes Ziel britischer (RAF) und US-amerikanischer (USAAF) Bomberverbände. Neben der Stadt wurden bis zum Kriegsende 1945 der Rangierbahnhof Hamm sowie zahlreiche Industrieanlagen wie die Werke Westfälische Drahtindustrie/Westfälische Union zu 60 % zerstört. Die ersten Bomben fielen schon Anfang Juni 1940. Sie wurden als Vergeltung für deutsche Bombenangriffe auf die Zivilbevölkerung englischer Industriestädte von britischen Bombern nachts abgeworfen. Ein weiterer Angriff folgte am 8. September 1940 kurz vor Mitternacht. Zwei Bomben trafen die Liebfrauenkirche und richteten schwere Schäden an. Sie war die erste Kirche in Deutschland, die ein Opfer der Bomben wurde, was die NS-Propaganda unter Goebbels nutzte. In der Folge wurden in Hamm elf Hochbunker und zahlreiche weitere Schutzräume errichtet.
Einen USAAF-Tagesangriff auf Hamm gab es am 4. März 1943. Während der Operation Chastise am 16./17. Mai 1943, bei der u. a. die Möhnetalsperre zerstört wurde, umflogen die Verbände des RAF Bomber Command Hamm weiträumig. Die Großangriffe des Jahres 1944 trafen die Stadt schwer. Neben 1029 Toten (einschließlich 233 Internierter/Kriegsgefangener) vernichteten die Angriffe eine große Zahl an Kulturgütern der Stadt. So ging das Stadtarchiv im Dezember 1944 erneut, also wie nach dem Stadtbrand von 1741, verloren. Noch im gleichen Jahr ereignete sich ein Grubenunglück auf der Zeche Sachsen mit 169 Toten.
Anfang April 1945 wurde Hamm von US-Truppen besetzt (siehe Ruhrkessel). Hamm war bei Kriegsende – nach Dortmund – die am stärksten zerstörte Stadt des westfälischen Ruhrgebiets.

##### Jüngste Zeitgeschichte

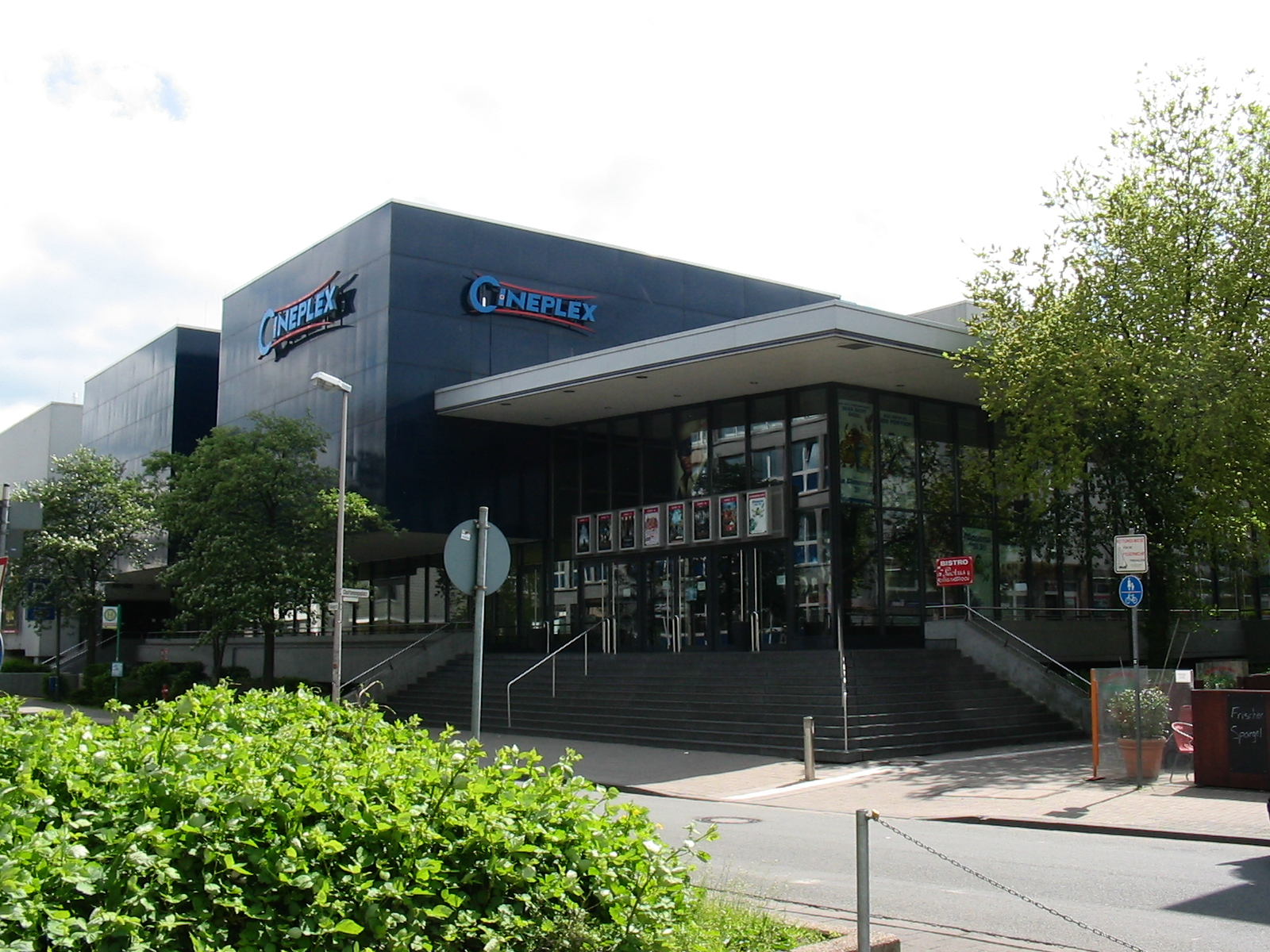
Cinemaxx Hamm (ehemals Cineplex)

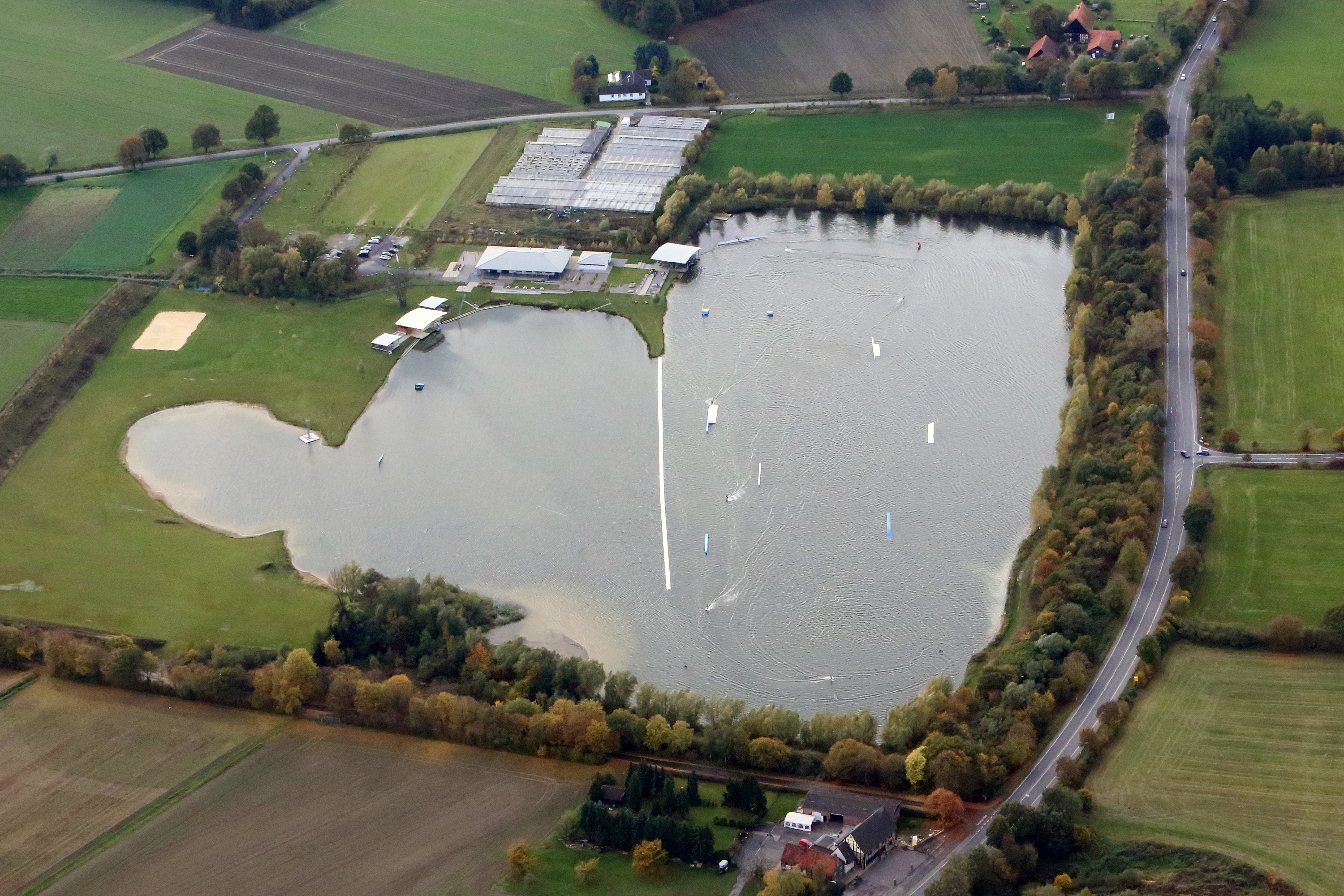
Wasserski-Anlage am Baggersee in Haaren

Die Jahre nach dem Krieg waren vom nötigen Wiederaufbau der Stadt geprägt. Aus ihren Trümmern ragten einsam die intakt geblieben und zum Teil noch heute betriebsfähig erhaltenen Hochbunker heraus. 1951 wurde der Tierpark wieder geöffnet und 1954 die Pauluskirche neu geweiht, allerdings wurde ihr Turm erst 1962 fertiggestellt. Der Bau des ersten Hochhauses der Stadt wurde dann im Jahre 1959 vollendet. Es überragte sogar die Hochbunker und war Domizil des Oberlandesgerichts und der Generalstaatsanwaltschaft Hamm. Das Versiegen der Solequelle führte zur Aufgabe des traditionellen Bad Hamm im Jahr 1960. Das ehemalige Gelände des Kurbads ist jedoch bis heute Standort für Reha-Einrichtungen. Der Bau des Maximare (Solebad) und eines Gradierwerks bekräftigen den Willen der Stadtoberen, die Tradition von Bad Hamm fortzuführen und zu erneuern. Am 1. Januar 1968 wurde Hamm um die ehemaligen Gemeinden Berge, Westtünnen und Teile von Wiescherhöfen vergrößert. Am 1. Januar 1975 wurde Hamm durch die zweite kommunale Neuordnung – vgl. auch Münster/Hamm-Gesetz – um Bockum-Hövel, Heessen, Pelkum, Rhynern (ohne Hilbeck) und Uentrop erweitert.
1977 wurden die verschiedenen Unternehmen der Strom-, Wasser- und Gasversorgung sowie des Nahverkehrs zur Stadtwerke Hamm GmbH vereinigt.
Der schleichende Niedergang des Bergbaus erreichte Hamm im Jahr 1976. Die Schließung der Zeche Sachsen nebst anschließender Sprengung ihrer Fördertürme drei Jahre später brachten eine Welle der Arbeitslosigkeit mit sich, die sich dann im Jahr 1990 durch die Einstellung des Förderbetriebs auf der Zeche Radbod nochmals verschärfte. Der notwendige Strukturwandel, der sich aus dem Zechensterben ergibt, ist bis heute nicht abgeschlossen.
Im Jahr 1971 wurde in Uentrop mit dem Bau des Thorium-Hochtemperaturreaktors (Kernkraftwerk THTR-300) begonnen. Der Reaktor wurde 1983 in Betrieb genommen. Bereits 1986 wurde die Stilllegung des Kernkraftwerks aus Kostengründen beschlossen, nachdem ein Unfall am 4. Mai 1986 und zahlreiche weitere Störfälle das Vertrauen in die neue Technologie zunichtegemacht hatten. Der Betrieb endete am 1. September 1989 endgültig. Am 10. Oktober 1991 wurde der Trockenkühlturm gesprengt.
Im Jahr 1984 fand in Hamm die erste Landesgartenschau in Nordrhein-Westfalens statt. Der auf dem Gelände der ehemaligen Zeche Maximilian errichtete Maximilianpark gehört noch immer zu den größten Freizeit- und Erholungsanlagen der Stadt. Der eigens zu diesem Zweck errichtete riesige Glaselefant ist heute neben der Pauluskirche das Wahrzeichen der Stadt. 1985 wurde die Müllverbrennungsanlage der Stadt in Betrieb gesetzt. Ein Jahr später erschütterte dann die Masannek-Affäre die Stadt. Die beiden Doktortitel des Dezernenten für Wirtschaftsförderung, Sport und Müllbeseitigung, dem die Stadt u. a. die Müllverbrennungsanlage und die Eissporthalle verdankte, erwiesen sich als gefälscht.
Ebenfalls 1984 kommt es zu Ermittlungen und zur Verhaftung des Vorstandsvorsitzenden der Hammer Bank Spadaka e.G., u. a. wegen des Vorwurfs der Beihilfe zur Steuerhinterziehung. Als Folge der Ermittlung kommt es auch zu einer umfassenden Bankprüfung, die in der Neubewertung zahlreicher Kredite endet und die Genossenschaftsbank an den Rand des Ruins bringt. 1987 entsteht aus der Hammer Bank schließlich die BAG Bankaktiengesellschaft, eine Bad Bank der Genossenschaftsbanken Deutschlands.
Mit der Stilllegung der Isenbeck-Brauerei 1988 endete die jahrhundertealte Brautradition der Stadt Hamm. Nach Abriss des alten Brauereigebäudes im Jahr 1990 stand der nötige Platz zum Bau des Allee-Centers zur Verfügung. 1992 eröffnet, vereinigt es sich seit 1997 mit der auf der gegenüberliegenden Straßenseite liegenden Ritterpassage zum größten Einkaufskomplex der Stadt.
Seit 1990 sendet aus Hamm der Privatradiosender Lippewelle Hamm, seit 1993 steht im Kabelfernsehen ein Offener Kanal zur Verfügung. In diesem Jahr wurde auch der Neubau des Gustav-Lübcke-Museums eröffnet, der Hamm um eine der größten deutschen Ägypten-Sammlungen bereichert und neben einer Dauerausstellung zur Stadtgeschichte regelmäßig interessante Wechselausstellungen anbietet. Der Ausbau Hamms zur Kultur- und Ökostadt wurde Schritt für Schritt durch Errichtung des Ökozentrums 1998, die Eröffnung eines Großkinos gleichen Jahr, die Wiedereröffnung des sanierten und teilweise neu errichteten Kurhauses 2003 und schließlich die Gründung der SRH Fachhochschule Hamm mit den Schwerpunkten Logistik und Wirtschaft vorangetrieben. Zusammen mit der Stadtbibliothek und der Volkshochschule ist diese 2010 in einem Neubau (Heinrich-von-Kleist-Forum) auf dem ehemaligen Hortengelände in unmittelbarer Nachbarschaft des Hauptbahnhofs eingezogen. Die Stadtbüchereien von Hamm konnten 2005 mit dem Titel „Bibliothek des Jahres 2005“ das Bild der Kulturstadt Hamm abrunden.
Seit seiner Fertigstellung und Einweihung am 7. Juli 2002 in Uentrop ist der Hindu-Tempel der Göttin Sri Kamadchi Ampal der größte tamilisch-hinduistische Tempel Europas und nach dem im nordindischen Stil errichteten Londoner Tempel der zweitgrößte Hindu-Tempel in Europa überhaupt. Im Jahre 2006 scheiterten Pläne zur Errichtung eines Sees in den Lippeauen („Hamm ans Wasser“) am Ergebnis eines Ratsbürgerentscheids. Die Sodenkamp-Affäre im Jahr 2007 erinnerte an die Masannek-Affäre 20 Jahre zuvor. Dirk Sodenkamp, CDU-Lokalpolitiker aus Fröndenberg, bewarb sich mit einem gefälschten Zeugnis auf den Posten des Stadtarchivars von Hamm und wurde trotz besser qualifizierter Bewerber angenommen. Im Januar 2006 wurden bei Abrissarbeiten der am Nordenwall gelegenen Elisabeth-Kinderklinik die Grundmauern der 1269 erstmals urkundlich erwähnten Burg des Stadtgründers, Adolf I. von der Mark, freigelegt. Die freigelegten Mauerreste wurden zum Teil neu aufgemauert und können auf dem Gelände vor dem neu errichteten Seniorenstift An Sankt Agnes besichtigt werden.

### Eingemeindungen
In die Stadt Hamm wurde am 1. April 1939 die Gemeinde Mark (Amt Rhynern), die Keimzelle der nach ihr benannten Grafschaft Mark, eingegliedert. Am 1. Januar 1968 folgte die Eingliederung der Gemeinden Berge und Westtünnen (Amt Rhynern) sowie des Großteils der Gemeinde Wiescherhöfen (Amt Pelkum), Landkreis Unna. Ihre heutige Ausdehnung erhielt die kreisfreie Stadt Hamm im Rahmen der kommunalen Neuordnung von 1974 – aufgrund des § 44 im Münster/Hamm-Gesetz – die am 1. Januar 1975 in Kraft trat. Damals wurden folgende Städte und Gemeinden nach Hamm eingegliedert:
- Stadt Bockum-Hövel, Kreis Lüdinghausen
- Stadt Heessen, Kreis Beckum
- Gemeinde Uentrop, Kreis Unna, 1968 aus den Gemeinden Braam-Ostwennemar, Frielinghausen, Haaren, Norddinker, Schmehausen, Uentrop, Vöckinghausen und Werries gebildet
- Gemeinde Rhynern (ohne Hilbeck), Kreis Unna, 1968 aus den Gemeinden Allen, Freiske, Hilbeck, Osterflierich, Osttünnen, Rhynern, Süddinker und Wambeln gebildet (Hilbeck wurde 1975 in die Stadt Werl eingegliedert.)
- Gemeinde Pelkum, Kreis Unna, 1968 aus den Gemeinden Herringen, Lerche, Pelkum, Sandbochum, Weetfeld und Teilen von Wiescherhöfen (bis 1968 Amt Pelkum) gebildet

### Einwohnerentwicklung

Einwohnerentwicklung von Hamm von 1871 bis 2017

Die Entwicklung des Bevölkerungsstandes lässt sich nicht beliebig weit zurückverfolgen. Die ältesten präzise benennbaren Zahlen sind die der ersten Volkszählung im Jahre 1819. Die Angaben für frühere Jahrhunderte beruhen auf unpräzisen Schätzungen. Die Größe der Stadt wurde beispielsweise für das Jahr 1618 auf nur ca. 1.000 Einwohnern geschätzt.
1819 zählte Hamm 4657 Einwohner. Die heute deutlich größere Stadt Dortmund und frühere Freie Reichsstadt hatte im gleichen Jahr 4453 Einwohner, Essen 4842 (Stand: 1822), Münster konnte 1818 bereits 15.158 Einwohner aufweisen, Köln 55.355 im Jahr 1819. Hamm, Dortmund und Essen gehörten zu Beginn des 19. Jahrhunderts also zu den rheinisch-westfälischen Mittelstädten, so wie dies heute bei Soest oder Unna der Fall ist. Mit der auch in Hamm bereits zu Beginn des 19. Jahrhunderts langsam einsetzenden Industrialisierung wuchsen Größe und Bevölkerungszahl dieser Städte dann rasant an. Die Einwohnerzahl der Stadt stieg von 4.467 im Jahr 1819 auf 31.371 im Jahr 1900, weshalb die Stadt ein Jahr später aus dem Kreisverband ausschied und einen eigenen Stadtkreis bildete. Wie die folgende Tabelle zeigt, beschleunigte sich das Wachstum, insbesondere in der Westenfeldmark, ab Mitte des 19. Jahrhunderts besonders stark. Dies resultierte aus den 1853 und 1856 in der Westenfeldmark entstandenen Drahtwerken Westfälische Drahtindustrie (WDI) und Westfälische Union (WU), die schnell mehrhundertköpfige Belegschaften aufwiesen.
| Jahr | Altstadt | Westenfeldmark | Nordenfeldmark | Südenfeldmark | Ostenfeldmark | gesamt |
| ---- | -------- | -------------- | -------------- | ------------- | ------------- | ------ |
| 1843 | 5313     | 716            | 401            | 132           | 273           | 6835   |
| 1846 | 5462     | 693            | 406            | 153           | 221           | 6915   |
| 1849 | 5761     | 744            | 462            | 120           | 249           | 7336   |
| 1852 | 6320     | 964            | 544            | 122           | 287           | 8237   |
| 1855 | 6352     | 1202           | 614            | 140           | 289           | 8597   |
| 1858 | 7008     | 1771           | 759            | 147           | 337           | 10.022 |
| 1861 | 7431     | 2721           | 965            | 338           | 426           | 11.881 |
| 1914 | 7749     | 21.703         | 5242           | 10.058        | 2980          | 47.732 |

| Bevölkerung (Stand: 31. Dezember 2004) | Bevölkerung (Stand: 31. Dezember 2004) |
| -------------------------------------- | -------------------------------------- |
| 0–18 Jahre                             | 20,69 % (37.417 Einwohner)             |
| 19–64 Jahre                            | 60,03 % (108.576 Einwohner)            |
| ab 65 Jahre                            | 19,27 % (34.856 Einwohner)             |
| Ausländeranteil                        | 10,7 %                                 |

Bis 1925 stieg die Einwohnerzahl auf mehr als 50.000 an. Durch die späteren Eingemeindungen der Nachbarorte – insbesondere durch die Gemeindegebietsreform vom 1. Januar 1975 – wurde die Einwohnerzahl mehr als verdoppelt, von 83.000 auf 172.000. Hamm schloss damit in den Kreis der Großstädte auf. 2003 erreichte die Bevölkerungszahl mit 184.961 ihren historischen Höchststand. Am 31. Dezember 2006 betrug die „Amtliche Einwohnerzahl“ für Hamm nach Fortschreibung des Landesamtes für Datenverarbeitung und Statistik Nordrhein-Westfalen 183.672 (nur Hauptwohnsitze und nach Abgleich mit den anderen Landesämtern). Die Stadt Hamm gibt mit Datum zum 31. Dezember 2007 die Einwohnerzahl mit nur noch 179.853 an.
Mit im Jahr 2013 gezählten 176.048 Einwohnern liegt rechnerisch die Anzahl Einwohner um 4.000 niedriger als die von IT.NRW für 2025 prognostizierte Einwohnerzahl von 179.900.

## Wahrzeichen und Maskottchen

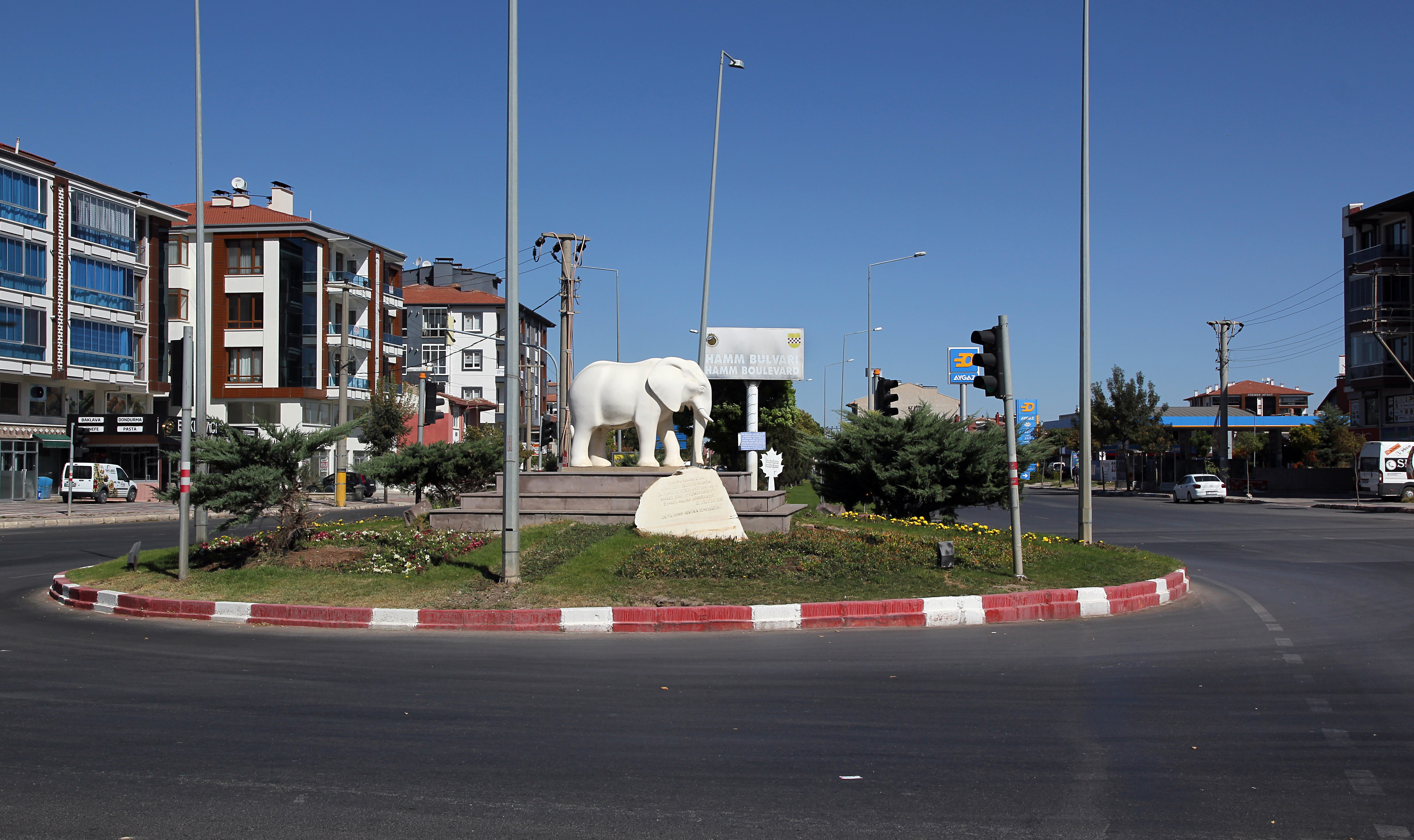
Elefantenskulptur am Hamm Bulvarı in Afyonkarahisar

- Hamms ältestes Wahrzeichen, die heutige Pauluskirche, ist der zentrale Sakralbau im Herzen der Stadt.
- Bis zum Abriss der Isenbeck-Brauerei gehörte ein leuchtendes, sich füllendes Bierglas an der Fassade der Brauerei, das man – von der Münsterstraße her kommend – schon von weitem sehen konnte, zu den markantesten Punkten der Stadt. Eine Nachbildung dieses Bierglases befindet sich heute am Universa-Haus an der Südstraße.[27]
- Seit 1984 wird der große Glaselefant auf dem Gelände der ehemaligen Landesgartenschau (heute Maximilianpark), der aus der Kohlenwäsche der ehemaligen Zeche Maximilian gebaut wurde, als ein Wahrzeichen der Stadt gesehen.

Elefanten, ob aus Glas, Kunststoff oder Plüsch, sind in Hamm omnipräsent – bis hin zu Maxi, dem Maskottchen der Stadt. Abgeleitet vom Elefant im Maximilianpark wurden zur 775-Jahr-Feier der Stadt Hamm Logo und Markenartikel mit einem stilisierten Elefanten entwickelt. Blaue Plüsch-Elefanten sind bei fast jedem Stadtfest Bestandteil des Straßenbildes. Im Sommer 2004 fand die „Elefantenparade“ statt. In Folge orientierte man sich auch bei der Entwicklung eines Maskottchens für die Stadt an der Figur des Elefanten – so entstand Maxi.
Maxi soll in der dargestellten Form für Veranstaltungen werben und bei Aktionen speziell für Kinder eingesetzt werden. Als Brüder von Maxi sollen der „Bau-Maxi“, der „Stadtwerke-Maxi“ und der „Grün-Maxi“ bei Baustellen im öffentlichen Raum für Verständnis werben, wenn Tiefbauamt, Stadtwerke oder Grünflächenamt Fahrspuren sperren oder es auf andere Weise zu Behinderungen kommt.
Außerdem ist Maxi das Maskottchen des Handballvereins ASV Hamm 04/69 Handball. Maxi tritt regelmäßig bei Heimspielen in der Maxipark-Arena sowie bei Feierlichkeiten des Vereins auf. Das Maskottchen erfreut sich bei Fans, Spielern und Zuschauern großer Beliebtheit.
In Hamms türkischer Partnerstadt Afyonkarahisar wurde am 20. August 2005 eine Straße in Hamm Bulvarı umbenannt und eine Elefantenskulptur aufgestellt.

## Politik und Verwaltung

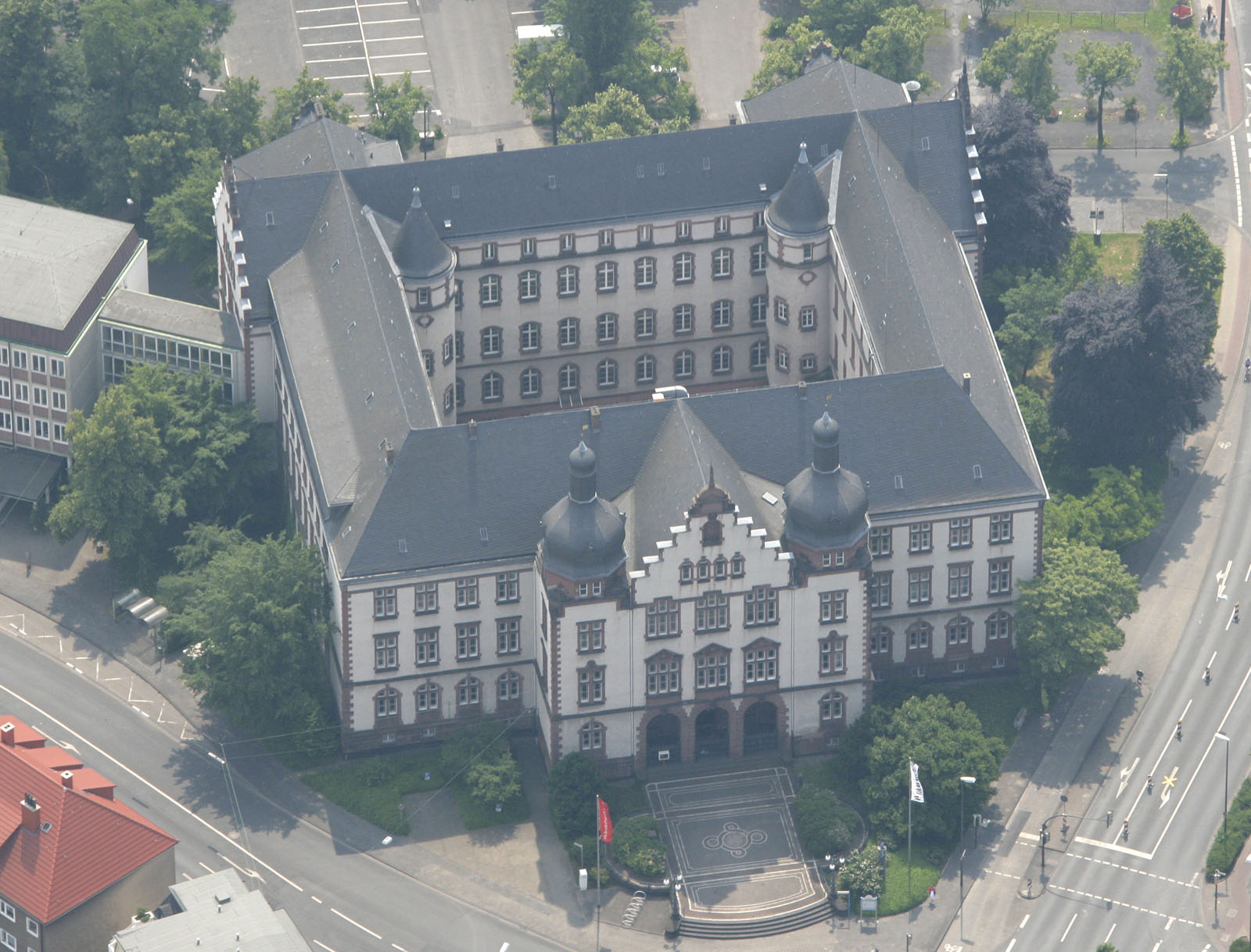
Luftbild vom Rathaus der Stadt Hamm (ehemaliges Oberlandesgericht)

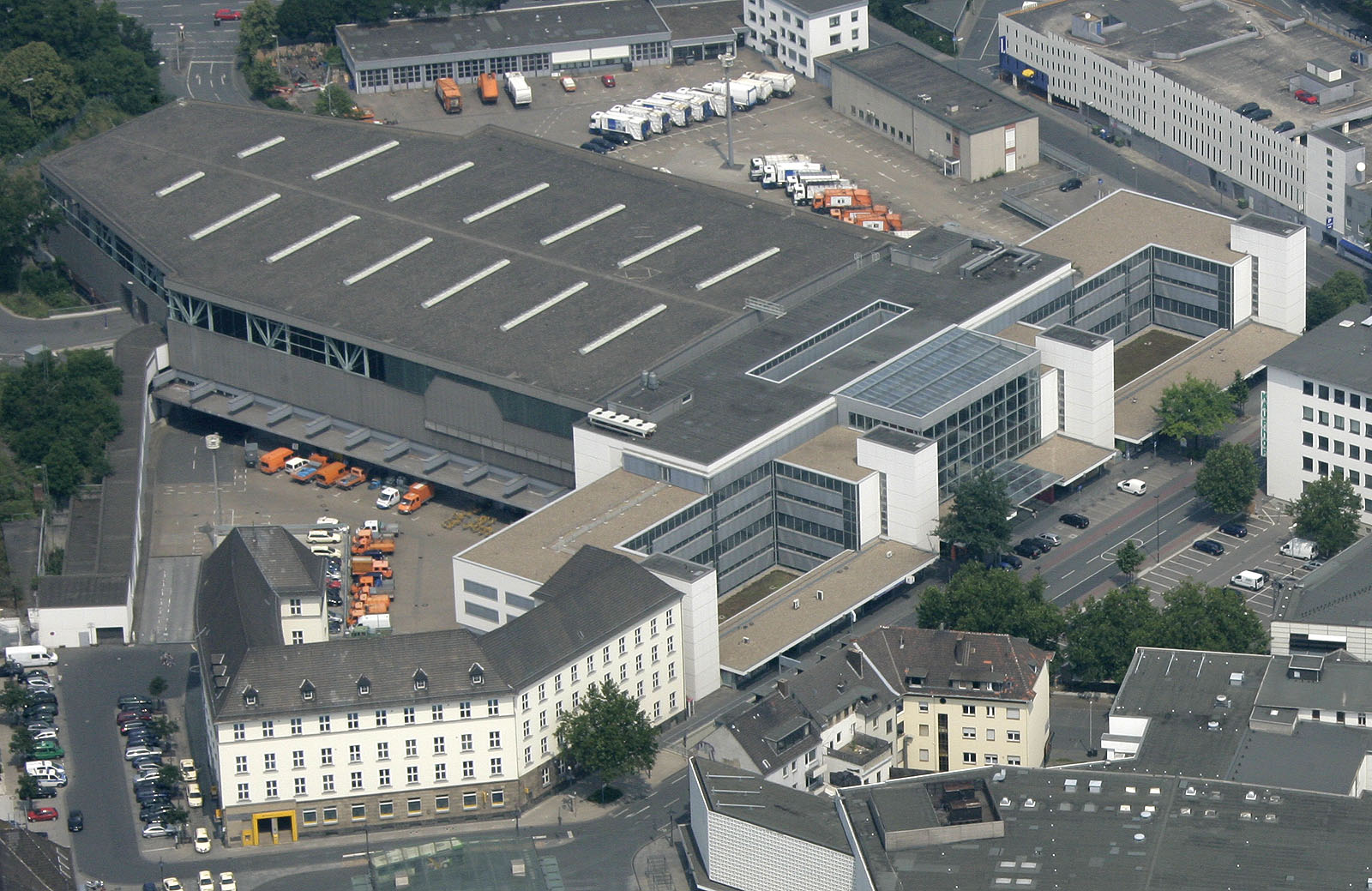
Luftbild des Technischen Rathauses (ehemaliger Paketumschlag – Pakum – der Deutschen Post) und der Hauptpost/Postbank Hamm (Altbau vorne links)

An der Spitze der Stadt ist bereits seit 1279 ein Rat nachweisbar. Er wechselte jährlich. Der „sitzende Rat“ hatte 12 Mitglieder, die nach Ablauf des Amtsjahres den „alten Rat“ bildeten. Wurde der Rat anfangs vom Stadtherrn ernannt, so wählte ihn die Bevölkerung ab 1376 direkt. Später erfolgte die Wahl dann indirekt durch acht Kurherren. Vorsitzende(r) des Rates war zunächst ein, später zwei Bürgermeister. Im 18. Jahrhundert nannte man den ersten Bürgermeister „ratender Bürgermeister“, sein Kollege hieß „zweiter Bürgermeister“. Seit dem 16. Jahrhundert gab es einen Magistrat als geschäftsführendes Organ des Rates. Diesem gehörten die Bürgermeister, zwei Kämmerer und zwei Fischmeister an. Ab 1718 wurde der jährlich wechselnde Rat durch den ständigen Magistrat ersetzt. In französischer Zeit leitete ein Maire die Stadtverwaltung und ab 1835 mit Einführung der revidierten Städteordnung gab es wieder einen Magistrat mit einem Bürgermeister, der ab 1892 den Titel Oberbürgermeister erhielt.
| Verwaltungsspitze | Verwaltungsspitze       |
| ----------------- | ----------------------- |
| Oberbürgermeister | Marc Herter (SPD)       |
| 1. Bürgermeister  | Monika Simshäuser (SPD) |
| 2. Bürgermeister  | Oskar Burkert (CDU)     |
| 3. Bürgermeister  | Karsten Weymann (Grüne) |

Während der Zeit der Nationalsozialisten wurde der Oberbürgermeister von der NSDAP eingesetzt. Nach dem Zweiten Weltkrieg ernannte die Militärregierung der Britischen Besatzungszone einen neuen Oberbürgermeister. 1946 führte sie die Kommunalverfassung nach britischem Vorbild ein. Danach gab es einen vom Volk gewählten „Rat der Stadt“, dessen Mitglieder man als „Stadtverordnete“ bezeichnet. Der Rat wählte anfangs aus seiner Mitte den Oberbürgermeister als Vorsitzenden und Repräsentanten der Stadt, der ehrenamtlich tätig war. Des Weiteren wählte der Rat ab 1946 ebenfalls einen hauptamtlichen Oberstadtdirektor als Leiter der Stadtverwaltung. Nach der kommunalen Neuordnung im Jahr 1975 leitet Ratskommissar Jürgen Graef bis zur Wahl des ersten Rates die Geschicke der Stadt. Im Jahr 1999 wurde die Doppelspitze im Rathaus aufgrund der Änderung der Gemeindeordnung aufgegeben. Seither gibt es nur noch den hauptamtlichen Oberbürgermeister. Dieser ist Vorsitzender des Rates, Leiter der Stadtverwaltung und Repräsentant der Stadt. Er wurde 1999 erstmals direkt von den Bürgern der Stadt gewählt. Seit Ende 2020 versieht dieses Amt Marc Herter (SPD).

### Stadtrat
Nach der Stadtratswahl am 13. September 2020 gibt es im Stadtrat folgende Sitzverteilung (Stand: Oktober 2020).
| Wahlvorschläge       | Wahlvorschläge                              | 2020  | 2020  | 2014  | 2014  |
| Wahlvorschläge       | Wahlvorschläge                              | %     | Sitze | %     | Sitze |
| -------------------- | ------------------------------------------- | ----- | ----- | ----- | ----- |
| SPD                  | Sozialdemokratische Partei Deutschlands     | 37,07 | 22    | 35,10 | 20    |
| CDU                  | Christlich Demokratische Union Deutschlands | 33,36 | 19    | 42,60 | 25    |
| GRÜNE                | Bündnis 90/Die Grünen                       | 12,73 | 7     | 7,27  | 4     |
| FDP                  | Freie Demokratische Partei                  | 5,10  | 3     | 4,10  | 2     |
| AfD                  | Alternative für Deutschland                 | 4,67  | 3     | 0,64  | -     |
| Pro Hamm             | Wählergruppe Pro Hamm                       | 3,6   | 2     | 2,8   | 2     |
| DIE LINKE.           | DIE LINKE.                                  | 2,95  | 2     | 4,34  | 3     |
| DIE RECHTE           | DIE RECHTE                                  | 0,3   | -     | 0,9   | 1     |
| PIRATEN              | Piratenpartei Deutschland                   | -     | -     | 1,8   | 1     |
| Sonstige             |                                             | 0,2   | -     | 0,5   | -     |
| Gesamt               | Gesamt                                      | 100,0 | 58    | 100,0 | 58    |
| Wahlbeteiligung in % | Wahlbeteiligung in %                        | 52,19 | 52,19 | 43,1  | 43,1  |

Für die Wahlperiode 2020–2025 haben SPD, GRÜNE und FDP eine Koalition gebildet.
Die Ergebnisse der vergangenen Stadtratswahlen sind in folgender Tabelle aufgelistet.
| Stadtrat von Hamm: Wähleranteil und Sitze seit 1994 | Stadtrat von Hamm: Wähleranteil und Sitze seit 1994 | Stadtrat von Hamm: Wähleranteil und Sitze seit 1994 | Stadtrat von Hamm: Wähleranteil und Sitze seit 1994 | Stadtrat von Hamm: Wähleranteil und Sitze seit 1994 | Stadtrat von Hamm: Wähleranteil und Sitze seit 1994 | Stadtrat von Hamm: Wähleranteil und Sitze seit 1994 | Stadtrat von Hamm: Wähleranteil und Sitze seit 1994 | Stadtrat von Hamm: Wähleranteil und Sitze seit 1994 | Stadtrat von Hamm: Wähleranteil und Sitze seit 1994 | Stadtrat von Hamm: Wähleranteil und Sitze seit 1994 | Stadtrat von Hamm: Wähleranteil und Sitze seit 1994 | Stadtrat von Hamm: Wähleranteil und Sitze seit 1994 | Stadtrat von Hamm: Wähleranteil und Sitze seit 1994 | Stadtrat von Hamm: Wähleranteil und Sitze seit 1994 | Stadtrat von Hamm: Wähleranteil und Sitze seit 1994 | Stadtrat von Hamm: Wähleranteil und Sitze seit 1994 | Stadtrat von Hamm: Wähleranteil und Sitze seit 1994 | Stadtrat von Hamm: Wähleranteil und Sitze seit 1994 | Stadtrat von Hamm: Wähleranteil und Sitze seit 1994 | Stadtrat von Hamm: Wähleranteil und Sitze seit 1994 | Stadtrat von Hamm: Wähleranteil und Sitze seit 1994 | Stadtrat von Hamm: Wähleranteil und Sitze seit 1994 | Stadtrat von Hamm: Wähleranteil und Sitze seit 1994 | Stadtrat von Hamm: Wähleranteil und Sitze seit 1994 | Stadtrat von Hamm: Wähleranteil und Sitze seit 1994 | Stadtrat von Hamm: Wähleranteil und Sitze seit 1994 | Stadtrat von Hamm: Wähleranteil und Sitze seit 1994 | Stadtrat von Hamm: Wähleranteil und Sitze seit 1994 | Stadtrat von Hamm: Wähleranteil und Sitze seit 1994 |
| --- | --------------------------------------------------- | --------------------------------------------------- | --------------------------------------------------- | --------------------------------------------------- | --------------------------------------------------- | --------------------------------------------------- | --------------------------------------------------- | --------------------------------------------------- | --------------------------------------------------- | --------------------------------------------------- | --------------------------------------------------- | --------------------------------------------------- | --------------------------------------------------- | --------------------------------------------------- | --------------------------------------------------- | --------------------------------------------------- | --------------------------------------------------- | --------------------------------------------------- | --------------------------------------------------- | --------------------------------------------------- | --------------------------------------------------- | --------------------------------------------------- | --------------------------------------------------- | --------------------------------------------------- | --------------------------------------------------- | --------------------------------------------------- | --------------------------------------------------- | --------------------------------------------------- | --------------------------------------------------- |
| Wahlperiode | CDU                                                 | CDU                                                 | SPD                                                 | SPD                                                 | GRÜNE                                               | GRÜNE                                               | FDP                                                 | FDP                                                 | DIE LINKE                                           | DIE LINKE                                           | REP                                                 | REP                                                 | DSP                                                 | DSP                                                 | FWG                                                 | FWG                                                 | LA                                                  | LA                                                  | BG                                                  | BG                                                  | WG Pro                                              | WG Pro                                              | PIRATEN                                             | PIRATEN                                             | DIE RECHTE                                          | DIE RECHTE                                          | parteilos                                           | parteilos                                           | Rat                                                 |
| Wahlperiode | %                                                   |                                                     | %                                                   |                                                     | %                                                   |                                                     | %                                                   |                                                     | %                                                   |                                                     | %                                                   |                                                     | %                                                   |                                                     | %                                                   |                                                     | %                                                   |                                                     | %                                                   |                                                     | %                                                   |                                                     | %                                                   |                                                     | %                                                   |                                                     | %                                                   |                                                     |                                                     |
| XII: 1994–1999 | 42,1                                                | 26                                                  | 41,5                                                | 26                                                  | 6,6                                                 | 4                                                   | 1,7                                                 | –                                                   |                                                     |                                                     | 1,9                                                 | –                                                   |                                                     |                                                     | 6,1                                                 | 3                                                   |                                                     |                                                     |                                                     |                                                     |                                                     |                                                     |                                                     |                                                     |                                                     |                                                     |                                                     |                                                     | 59                                                  |
| XIII: 1999–2004 | 49,6                                                | 29                                                  | 35,8                                                | 21                                                  | 5,4                                                 | 3                                                   | 2,4                                                 | 1                                                   |                                                     |                                                     | 6,8                                                 | 4                                                   | 58                                                  |                                                     |                                                     |                                                     |                                                     |                                                     |                                                     |                                                     |                                                     |                                                     |                                                     |                                                     |                                                     |                                                     |                                                     |                                                     |                                                     |
| XIV: 2004–2009 | 47,3                                                | 28                                                  | 34,5                                                | 20                                                  | 7,5                                                 | 4 3                                                 | 3,0                                                 | 2                                                   | 1,8                                                 | 1                                                   | 1,4                                                 | 1 0                                                 | 2,4                                                 | 1                                                   | 0,8                                                 | –                                                   | 1,2                                                 | 1                                                   | –                                                   | 1 2                                                 | 58                                                  |                                                     |                                                     |                                                     |                                                     |                                                     |                                                     |                                                     |                                                     |
| XV: 2009–2014 | 47,0                                                | 27                                                  | 32,3                                                | 18                                                  | 8,2                                                 | 5                                                   | 5,7                                                 | 3                                                   | 4,7                                                 | 3                                                   | 1,2                                                 | 1* –                                                |                                                     |                                                     | 0,9                                                 | 1                                                   |                                                     |                                                     |                                                     |                                                     | –                                                   | – 1*                                                | 58                                                  |                                                     |                                                     |                                                     |                                                     |                                                     |                                                     |
| XVI: 2014–2020 | 42,6                                                | 25                                                  | 35,1                                                | 20                                                  | 7,3                                                 | 4                                                   | 5,7                                                 | 2                                                   | 4,3                                                 | 3                                                   |                                                     |                                                     | 0,4                                                 | –                                                   | 2,8                                                 | 2                                                   | 1,8                                                 | 1                                                   | 0,9                                                 | 1                                                   | –                                                   | –                                                   | 58                                                  |                                                     |                                                     |                                                     |                                                     |                                                     |                                                     |
| Quellen: Die Landeswahlleiterin (www.wahlen.lds.nrw.de) und Stadt Hamm. Koalitionen hervorgehoben. Ergebnis für FWG 1994 ist bei der Landeswahlleiterin als „sonstige“ angegeben und 2009 als „Wählergruppe 1“. |                                                     |                                                     |                                                     |                                                     |                                                     |                                                     |                                                     |                                                     |                                                     |                                                     |                                                     |                                                     |                                                     |                                                     |                                                     |                                                     |                                                     |                                                     |                                                     |                                                     |                                                     |                                                     |                                                     |                                                     |                                                     |                                                     |                                                     |                                                     |                                                     |

* Auf der Website der Stadt sind die REPs nicht vertreten. Dafür ist ein parteiloser Rat genannt.

### Wappen und Banner

Stadtwappen
Banner

Das Wappen der Stadt Hamm zeigt auf goldenem Grund den dreireihigen märkischen Schachbrettbalken in Rot und Silber. Die Stadtfarben und Stadtflagge sind rot-weiß. Das Wappen wurde der Stadt Hamm 1934 erneut verliehen. Sie führte es jedoch in kaum veränderter Weise bereits seit dem 13. Jahrhundert. Ursprünglich ist das Stadtwappen das Wappen der Grafen von der Mark, die die Stadt 1226 gründeten. Nach den Gebietsreformen von 1968 und 1975 wurden weder Wappen noch Wappenteile der eingemeindeten Städte und Gemeinden in das historische Wappen der Stadt Hamm übernommen.

### Städtepartnerschaften
Hamm unterhält mit folgenden Städten Städtepartnerschaften:
- Neufchâteau (Frankreich), seit 1967 (ursprünglich mit der damaligen Gemeinde Herringen)
- Santa Monica (USA), seit 1969
- Bradford (Vereinigtes Königreich), seit 1976 (Kontakte seit den 1950er-Jahren)
- Chattanooga (USA), seit 1977
- Mazatlán (Mexiko), seit 1978
- Toul (Frankreich), seit 1987
- Oranienburg (Deutschland), seit 1990
- Kalisz/Kalisch (Polen), seit 1991
- Afyonkarahisar (Türkei), seit 2005

### Ökostadt Hamm
Die Landesregierung Nordrhein-Westfalen hat im Juli 1991 das Modellprojekt Ökologische Stadt der Zukunft ausgeschrieben, um die Städte in NRW in ihren Bemühungen zur ökologischen Umorientierung zu unterstützen. Unter den Bewerbungen sollten drei Modellstädte ausgewählt werden, deren Konzeptionen und Projekte den eingeschlagenen Weg der ökologischen Erneuerung beispielhaft verdeutlichen. Die Stadt Hamm hat schon Anfang der 1990er Jahre die ökologische und ökonomische Erneuerung zum Leitziel ihres Handelns erklärt. In vielen Bereichen war dazu eine Neuorientierung erforderlich, die weit über die klassischen Bereiche der Stadt-, Verkehrs- und Infrastrukturplanung oder Wirtschaftsförderung hinausging und notwendigerweise die Änderung der Lebens- und Konsumgewohnheiten der Bürger einschloss. Im April 1992 wurden von einer Kommission des Landes NRW die Städte Aachen für den rheinischen Landesteil, Herne für den Emscher-Lippe-Raum und Hamm für den westfälischen Landesteil als Modellstädte ausgewählt. Die Konzeption des Modellprojektes sah vor, in den drei Städten für einen auf zehn Jahre begrenzten Zeitraum beispielhaft unterschiedliche Ansätze des ökologischen Stadtumbaus im kommunalpolitischen Zusammenhang miteinander zu verknüpfen. Die Modellstädte sollten Möglichkeiten und Machbarkeiten einer ökologisch orientierten Stadtentwicklung konzeptionell entwickeln und umsetzen sowie die festzustellenden Grenzen und Hemmnisse aufzeigen. Die Umsetzung sollte unter den Normalbedingungen der Lokalpolitik, der Finanzen und Normen des Landes NRW erfolgen und andere Kommunen zur Nachahmung anregen. Mit der Einrichtung einer beim Stadtplanungsamt angesiedelten Steuerungsgruppe wurden die organisatorischen Grundlagen gelegt. In sieben umweltthemenbezogenen Arbeitskreisen – Abfall, Bildung, Energie, Freiraum und Wasser, Kinder und Jugendliche, Planen und Bauen sowie Verkehr – konnten unter breiter Beteiligung unterschiedlichster Gruppen aus Verwaltung, Vereinen, Verbänden, Institutionen und Unternehmen schnell erste Ergebnisse erarbeitet werden. Die Arbeitskreise, die allen Interessierten die Möglichkeit gaben, eigene Ideen und Visionen ihrer Stadt zu entwerfen und einzubringen, haben zusätzlich erste Konzepte für eine nachfolgende Umsetzung konkreter Projekte, Maßnahmen und Aktionen entwickelt. Beispielhaft sei hier nur auf die Erarbeitung und Abstimmung eines Kataloges ökologischer Baustandards und eines Energiekonzeptes verwiesen.

### Besonderheiten

#### Ratsbürgerentscheid Lippesee
Im Jahre 2006 wurde in Hamm der erste Ratsbürgerentscheid durchgeführt. In dieser Abstimmung entschieden die Bürger über den Bau eines Stadtsees, der zwischen 2007 und 2010 gebaut werden sollte. Sein Projektname war „Lippesee“. Hierzu wurde – bisher einmalig in NRW – ein freiwilliger Bürgerentscheid am 18. Juni 2006 ermöglicht. Notwendig war dabei ein Votum von mindestens 20 % der 136.521 Wahlberechtigten für oder gegen den Antrag. Tatsächlich gab es 57.563 gültige Stimmen. Hiervon haben nach dem vorläufigen Endergebnis 43,1 % für „ja“ und 56,9 % für „nein“ gestimmt. Somit wurde der Bau des Sees abgelehnt. Dieses eindeutige Ergebnis überraschte insofern, als eine im Vorfeld erfolgte Umfrage von Emnid eine große Zustimmung für das Projekt ergeben hatte. Zudem hatten sich in einer Telefonumfrage des lokalen Radiosenders „Lippe Welle Hamm“ 91 % der rund 2.000 Anrufer für den See ausgesprochen. Die Entscheidung der Hammer gegen den See wird bzw. wurde von den Gegnern des Sees als großer Erfolg gewertet und gefeiert. Im Vorfeld der Entscheidung hatten die Befürworter des Sees sehr viel – zum Teil umstrittene – Werbung für den See gemacht, z. B. wurde in der Fußgängerzone ein künstlicher Strand geschaffen und in Schulen wurden Flyer verteilt.
Der Hammer Ratsbürgerentscheid soll zukunftsweisend für das Land sein.

#### Deutscher Baugerichtstag
In Hamm wurde 2006 der Deutsche Baugerichtstag ins Leben gerufen, er tagt in einem Zwei-Jahres-Turnus in Hamm. Der Baugerichtstag übernimmt eine ähnliche Funktion für die Entwicklung des deutschen Baurechtes wie der Deutsche Verkehrsgerichtstag in Goslar für das Verkehrsrecht.

#### Neue Hanse
Hamm ist Mitglied der Neuen Hanse. Diese wurde als Lebens- und Kulturgemeinschaft der Städte über die Grenzen hinweg gegründet. Ihr Ziel ist neben der Förderung des Handels auch die Förderung des Tourismus. Sie steht in der Tradition der alten Hanse im Mittelalter.
2008 richtete Hamm den Westfälischen Hansetag aus.

## Religionen

### Konfessionsstatistik
Laut dem Zensus 2011 waren 69.380 Einwohner Hamms römisch-katholisch (39,6 %), 59.430 evangelisch (33,9 %), 2.010 evangelisch-freikirchlich (1,1 %) und 1.080 orthodox (0,6 %). 43.410 Einwohner (24,8 %) gehörten einer sonstigen oder keiner öffentlich-rechtlichen Religionsgemeinschaft an.
Der Anteil der evangelische und katholische Kirchenmitglieder an der Hammer Bevölkerung sinkt. Am Stichtag 31. Dezember 2023 waren nach Recherchen der Forschungsgruppe Weltanschauungen in Deutschland 29,4 % der Einwohner der Stadt römisch-katholisch, 24,6 % evangelisch und 45,8 % waren konfessionsfrei oder gehörten einer sonstigen Glaubensgemeinschaft an.
2023 und 2024 wurden dem Amtsgericht 1 Prozentpunk der Gesamtbevölkerung an Austritte gemeldet (1689 im Jahr 2023, 1544 im Jahr 2024).
Nach einer Berechnung aus den Zensuszahlen für die Personen mit Migrationshintergrund lag der Bevölkerungsanteil der Muslime in Hamm 2011 bei 10,3 Prozent (rund 18.100 Personen).

### Katholische Kirche

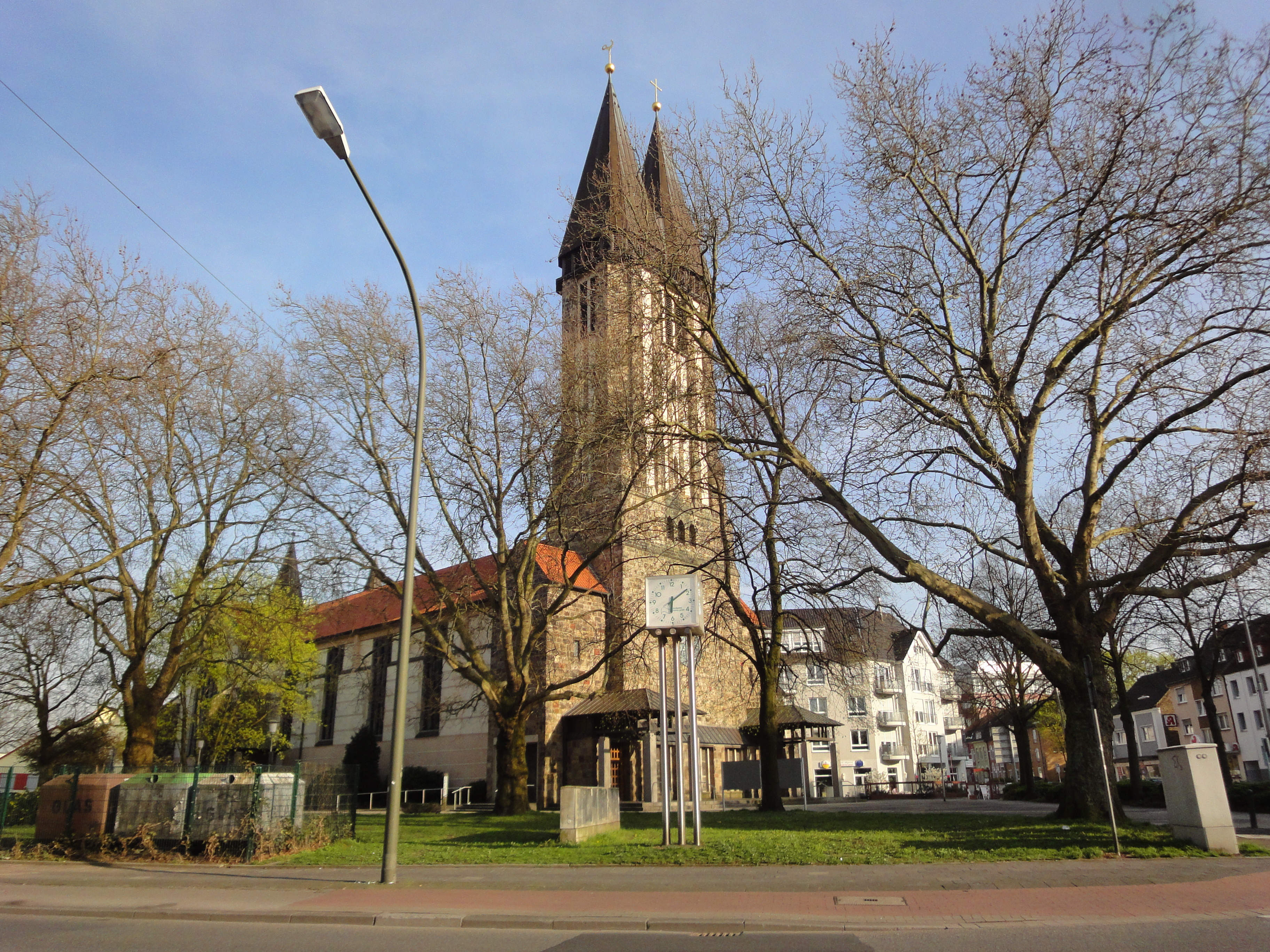
Liebfrauenkirche in Hamm

Durch Hamm verläuft seit Jahrhunderten eine Grenze zwischen Diözesen der römisch-katholischen Kirche in Deutschland. Das Gebiet nördlich der Lippe gehörte bzw. gehört zum Bistum Münster, während das Gebiet südlich der Lippe zum Erzbistum Köln, Dekanat Dortmund gehörte. 1337 wurde Hamm Sitz einer von Mark abgetrennten Pfarrei, die bis 1553 katholische Pfarrkirche Hamms blieb, dann wurde sie lutherisch. Die verbliebenen Katholiken wurden bis 1638 vom Franziskanerkloster Hamm betreut, das ab 1660 offiziell die pfarramtlichen Rechte wahrnehmen konnte. 1821 kam das Gebiet südlich der Lippe zum Bistum Paderborn, während der nördliche Bereich weiterhin zum Bistum Münster gehörte. Heute verläuft die Grenze zwischen zwei römisch-katholischen deutschen Kirchenprovinzen durch Hamm. Nördlich der Lippe erstreckt sich die Kirchenprovinz Köln mit dem Bistum Münster, südlich der Lippe die 1929/30 gegründete Kirchenprovinz Paderborn mit dem Erzbistum Paderborn. Sie haben jeweils ein Dekanat: das Dekanat Hellweg mit Sitz in Werl (Erzbistum Paderborn) und das Dekanat Hamm-Nord im Kreisdekanat Warendorf (Bistum Münster). Das Dekenat Hamm-Nord hatte 21.00 Mitglieder im Jahr 2022.

### Evangelische Kirche

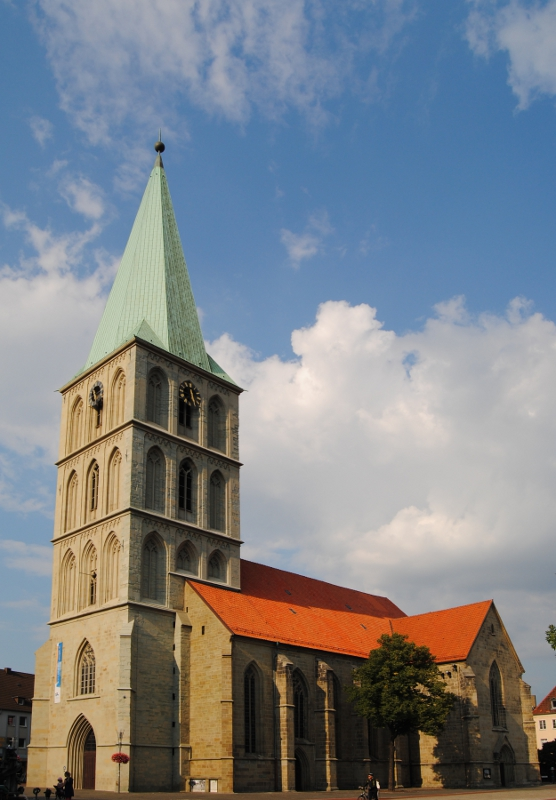
Pauluskirche Hamm

Bereits ab 1533 fasste die Reformation in Hamm Fuß. Doch wurde sie erst 1553 endgültig eingeführt. Vorherrschend war zunächst das lutherische Bekenntnis, ab 1585 das reformierte Bekenntnis. Die Lutheraner konnten erst ab 1650 wieder eigene Gottesdienste feiern. Beide Gemeinden vereinigten sich im 19. Jahrhundert, als in ganz Preußen die Union zwischen lutherischen und reformierten Gemeinden zu einer evangelischen Gemeinde durchgeführt wurde. 1821 wurde Hamm Sitz einer Kreissynode mit einem Superintendenten innerhalb der Evangelischen Kirche in Preußen bzw. der westfälischen Provinzialkirche. Hieraus entstand der heutige „Kirchenkreis Hamm“, zu dem 16 evangelische Kirchengemeinden der Stadt Hamm und der benachbarten Städte und Gemeinden Ahlen, Bönen, Sendenhorst, Hilbeck (Stadtteil von Werl) und Werne innerhalb der Evangelischen Kirche von Westfalen gehören.

### Freikirchen
Neben den evangelischen und katholischen Gemeinden gibt es in Hamm auch noch verschiedene Freikirchen, darunter zwei Evangelisch-Freikirchliche Gemeinden, die zum Bund Evangelisch-Freikirchlicher Gemeinden in Deutschland, KdöR gehören, sowie zwei Baptistengemeinden russlanddeutscher Herkunft, Brüdergemeinden, eine freikirchliche Pfingstgemeinde, die Siebenten-Tags-Adventisten und eine Evangelisch-methodistische Gemeinde.

### Sonstige christliche Religionsgemeinschaften
Die Neuapostolische Kirche ist in Hamm mit vier Gemeinden vertreten. Des Weiteren findet sich eine Gemeinde der Kirche Jesu Christi der Heiligen der Letzten Tage, der eine genealogische Forschungsstelle der Genealogischen Gesellschaft von Utah angegliedert ist.

### Freimaurer
Die Johannisloge Zum hellen Licht ist die Freimaurerloge von Hamm. Hier wurde diese am 24. Juli 1791 von 13 Personen gegründet. Einen Tag später schlossen sich Freimaurer aus Soest und anderen umliegenden Gemeinden an.

### Ehemalige Jüdische Kultusgemeinde
Die Juden in Hamm haben anscheinend schon in früheren Jahrhunderten über ein Gotteshaus verfügt. Wo dieses gestanden hat, ist heute nicht mehr bekannt. Das Gelände im Bereich des heutigen Santa-Monika-Platzes Nr. 5a erwarb die jüdische Gemeinde erst im Laufe des 19. Jahrhunderts.
Belegt ist die Existenz eines Gebetshauses in diesem Bereich für das Jahr 1831. Die eigentliche Synagoge Hamm, die nach den Bauplänen von Julius Lenhartz errichtet worden ist, wurde am 12. September 1868 eingeweiht.
Während der Novemberpogrome am 9. November 1938 wurde die Synagoge geschändet, verwüstet und ausgeplündert. Ein Niederbrennen kam aufgrund der Brandgefahr durch die dichte Bebauung der Altstadt nicht in Frage. Die endgültige Zerstörung erfolgte dann Ende 1938/Anfang 1939. Die Stadt brach die Synagoge ab und stellte die Kosten dafür der jüdischen Gemeinde in Rechnung.
Die meisten Mitglieder der jüdischen Gemeinde wurden während der Nazizeit in die Vernichtungslager deportiert, sofern sie sich nicht durch Flucht ins Ausland in Sicherheit bringen konnten.
Nach Kriegsende wurde dieser Bereich der Innenstadt als Parkplatz umgenutzt und über der Stelle der Synagoge eine öffentliche Toilette gebaut. Dieser unwürdige Zustand blieb so für ca. 50 Jahre erhalten. Im Rahmen einer innenstädtischen Flächenumnutzung sollte eine erneute Bebauung des Platzes erfolgen. Dies führte zu einem Erwachen der Erinnerung an die Synagoge. Nach Aufgabe der ursprünglichen Bebauungspläne für den Santa-Monica-Platz wurde der Parkplatz umgestaltet, die Toilettenanlage abgerissen und so Raum für eine Gedenkstätte geschaffen. Nach längerer Diskussion um die Beschaffenheit des Mahnmals, während der auch eine Rekonstruktion der Synagoge erwogen wurde, erinnert nun (seit Dezember 2003) ein Mahnmal, das die Umrisse der Synagoge zeigt, an das jüdische Gotteshaus, die jüdische Schule an der Kleinen Weststraße 5, aber auch an das verlorene, ehemals pulsierende Leben der Kultusgemeinde und an seine Vernichtung.
Gestaltet wurde die Gedenkstätte von Wilhelm Hagebölling aus Paderborn. Die Bushaltestelle, die sich direkt daneben befindet, trägt nun den Namen „Alte Synagoge/Markt“.
Einige gerettete Objekte der Jüdischen Hammer Gemeinde befinden sich heute als Leihgabe im Gustav-Lübcke-Museum.

### Islam
Der Islam ist die drittgrößte Religionsgruppe in Hamm. Die Gläubigen, die in der Regel von den türkischstämmigen Gastarbeitern abstammen, die ab den 1960er Jahren angeworben wurden, um dem Arbeitermangel in Deutschland zu begegnen, haben seit dieser Zeit zahlreiche Gebetsräume und kleine Moscheen eingerichtet. Insgesamt gibt es 15 Moscheen, die von verschiedenen Dachverbänden betrieben werden: Zum DITIB gehören die Fatih-Moschee, die Selimiye-Moschee, die Sultan-Ahmet-Merkez-Moschee, die Ulu-Moschee und die Yunus-Emre-Moschee. Der VIKZ steht der Bockum-Hövel-Moschee, der Hamm-Moschee, der Heesen-Moschee und der Herringen-Süleymaniye-Moschee vor. Die Fatih-Sultan-Genclik-Merkezi-Moschee, die Eyyup-Sultan-Moschee und die Grüne Moschee werden vom IGMG betrieben. Die Bosnische Moschee wird vom IGBD unterhalten. Außerdem gibt es noch die Ar-Rahman-Moschee und die Essalam-Moschee, die ohne Dachverband sind.

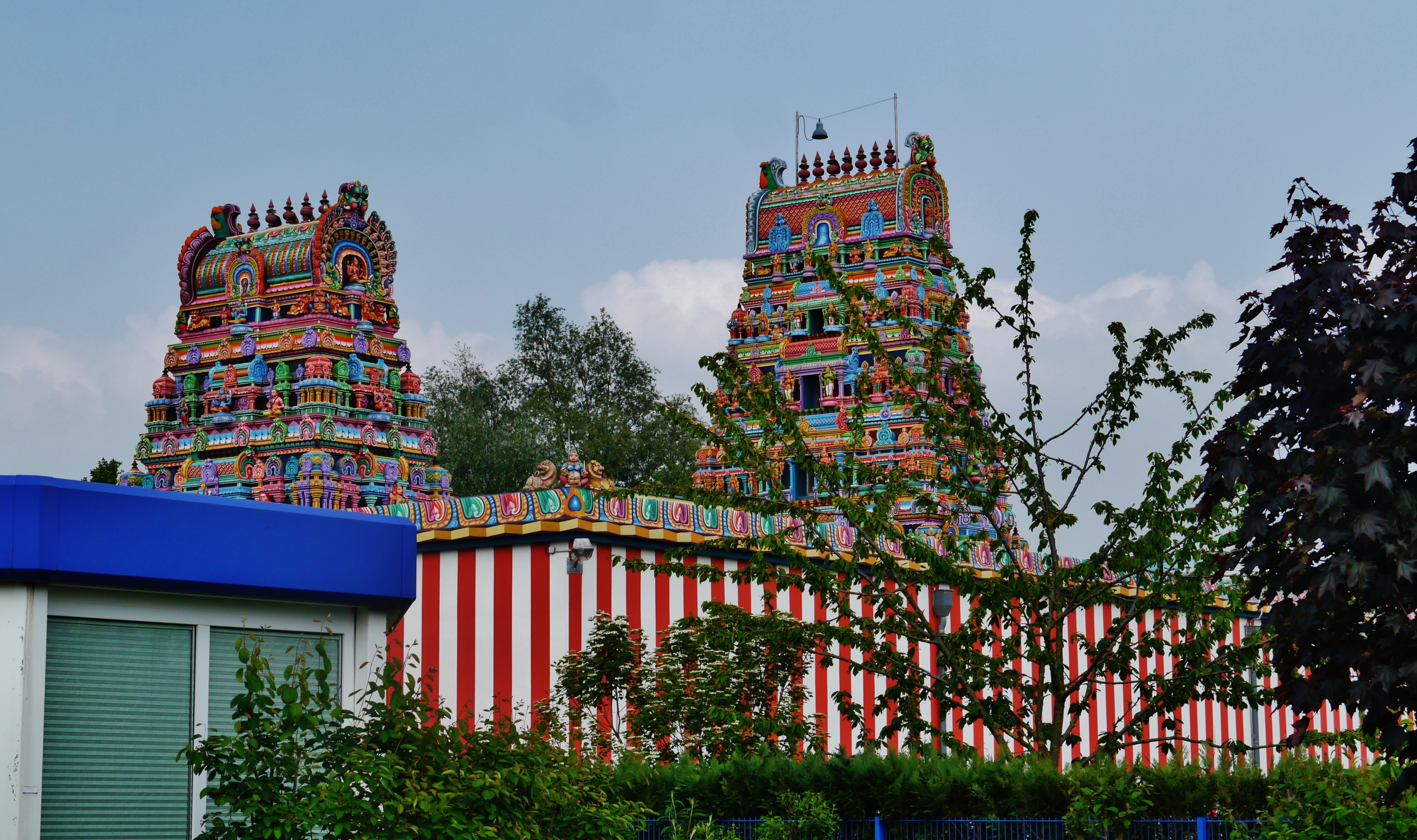
Sri Kamadchi Ampal-Tempel in Hamm-Uentrop

### Hinduismus
Weit über die Grenzen Hamms bekannt ist der Hindutempel „Sri Kamadchi Ampal“ in Uentrop, zu dem Jahr für Jahr Tausende gläubiger Hindus aus ganz Europa pilgern. Der Sri Kamadchi Ampal-Tempel ist der größte Hindutempel tamilischer Prägung in Europa. In Hamm befinden sich noch mindestens zwei weitere, allerdings wesentlich kleinere Hindutempel, einer in der Roonstraße und einer im Martin-Luther-Viertel.

## Wirtschaft und Infrastruktur

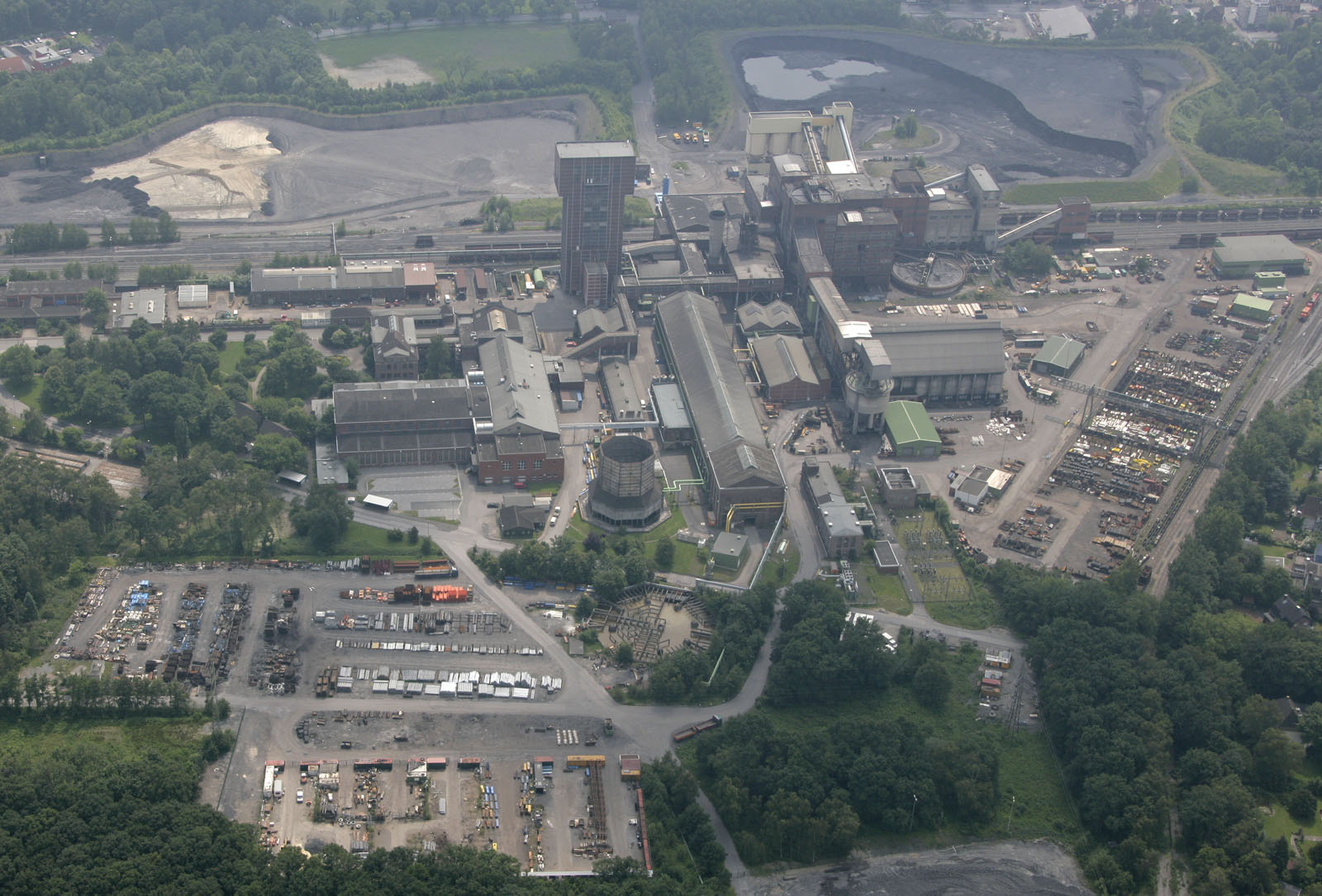
Bergwerk Ost in Hamm, ehemals Heinrich-Robert, vormals de Wendel

### Industrie und Wirtschaft
Im Jahre 2016 erbrachte Hamm, innerhalb der Stadtgrenzen, ein Bruttoinlandsprodukt (BIP) von 5,044 Milliarden €. Das BIP pro Kopf lag im selben Jahr bei 28.101 € (Nordrhein-Westfalen: 37.416 €, Deutschland 38.180 €) und damit deutlich unter dem regionalen und nationalen Durchschnitt. In der Stadt gab es 2016 ca. 81.600 erwerbstätige Personen. Die Arbeitslosenquote lag im Dezember 2018 bei 8,4 % und damit über dem Durchschnitt von Nordrhein-Westfalen mit 6,4 %.
Wichtigste Industriezweige waren der Bergbau und die Metallindustrie. Durch den Strukturwandel traten jedoch neue Industrien hinzu (Chemie und Autozulieferer).

#### Bergbau
Auf dem heutigen Stadtgebiet gab es im 19. Jahrhundert eine Reihe von Bergwerken, Zeche Radbod, Zeche Sachsen, die Zeche Maximilian und das Bergwerk Heinrich-Robert (vormals Zeche De Wendel). Von den ursprünglich vorhandenen Zechen wurde auf dem Bergwerk Heinrich-Robert als Bergwerk Ost bis Ende September 2010 noch gefördert, bis 2011 fand dort noch der Rückbau der Anlagen unter Tage statt. Am 9. Juni 2008 beschloss die Ruhrkohle Aktiengesellschaft, das Bergwerk Ost zu diesem Termin stillzulegen. Geschlossen wurden vorher in der Reihenfolge ihrer Nennung die ehemaligen Bergwerke Maximilian, Sachsen und Radbod. De Wendel war zuvor in „Heinrich-Robert“ umbenannt worden. Damit endete die 109-jährige Geschichte des Steinkohlenbergbaus in Hamm, die mit der Eröffnung der Schachtanlage De Wendel (später Heinrich-Robert) begonnen hatte. Die ca. 2500 Arbeitsplätze der Kumpel, die noch auf dem Bergwerk Ost beschäftigt waren, sollten sozialverträglich abgebaut werden. Gleichzeitig schloss mit dieser Anlage die letzte Förderanlage des Ruhrgebiets, die noch Kokskohle förderte. Hoffnung setzten die Bergleute in die Planung des Bergwerks Donar, das im Bereich zwischen Bockum-Hövel und Drensteinfurt entstehen sollte. Die Planungen zur Errichtung dieses Bergwerkes seien von der Schließung des Bergwerks Ost unabhängig, hieß es dazu, wurden jedoch 2012 endgültig eingestellt.

#### Stahlindustrie

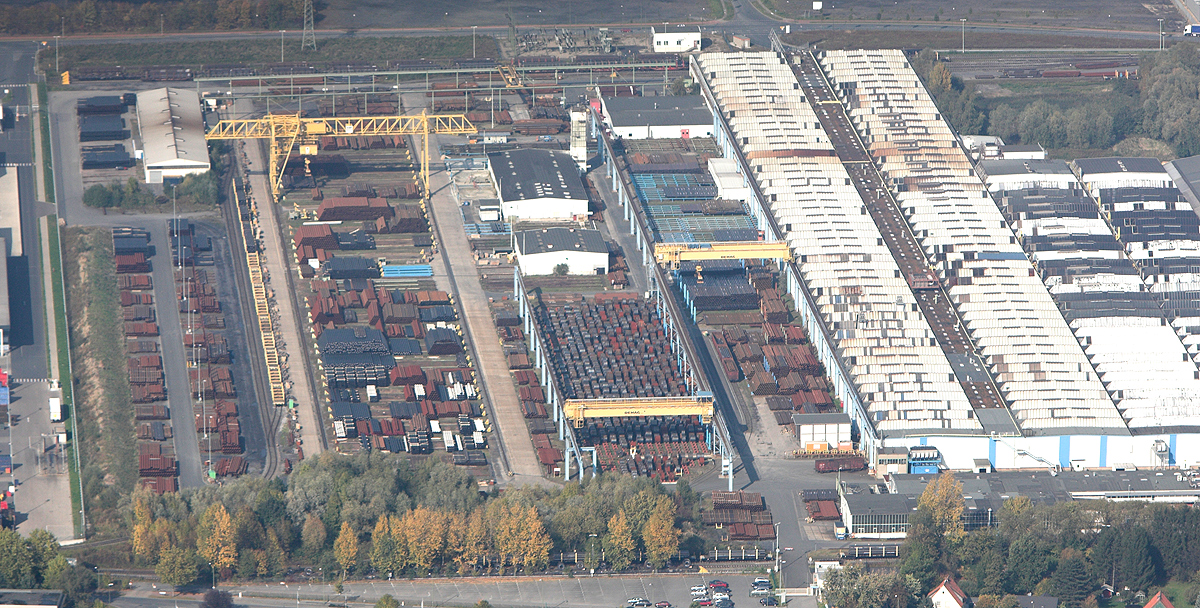
Mannesmann-Werk im Stadthafen Hamm

Die Stahlindustrie wurde durch ein Röhrenwerk der Hoesch AG, die Thyssen Draht GmbH und die Westfälische Drahtindustrie (WDI) repräsentiert. Heute wird dieser Industriezweig von der Mannesmann Precision Tubes GmbH (280 Mitarbeiter), mit Sitz in Hamm und der Mannesmann Line Pipe GmbH (210 Mitarbeiter) vertreten, die im Mehrheitsbesitz der Salzgitter AG sind. Beide sind aus der früheren Hoesch-Niederlassung entstanden. Die frühere Thyssen Draht GmbH ist heute Teil des österreichischen Voestalpine-Konzerns und firmiert unter dem Namen Voestalpine Böhler Welding Germany GmbH (530 Mitarbeiter). Nach zwischenzeitlicher Zugehörigkeit zu anderen Unternehmen ist die WDI wieder als eigenständiges Unternehmen tätig (400 Mitarbeiter).

#### Chemie-/Energie/Maschinenbau- und Kraftfahrzeugzulieferindustrie

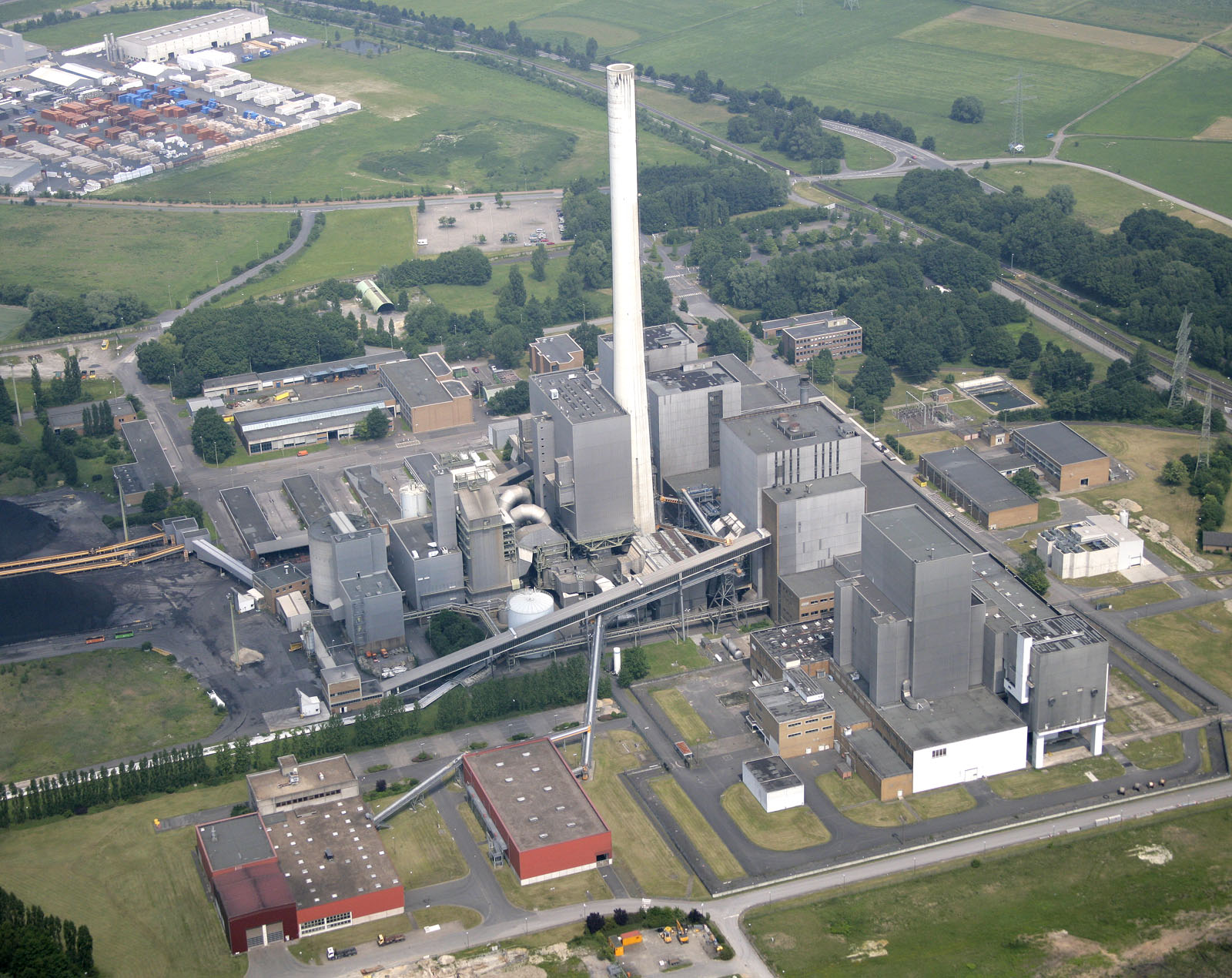
Luftbild Kraftwerk Westfalen

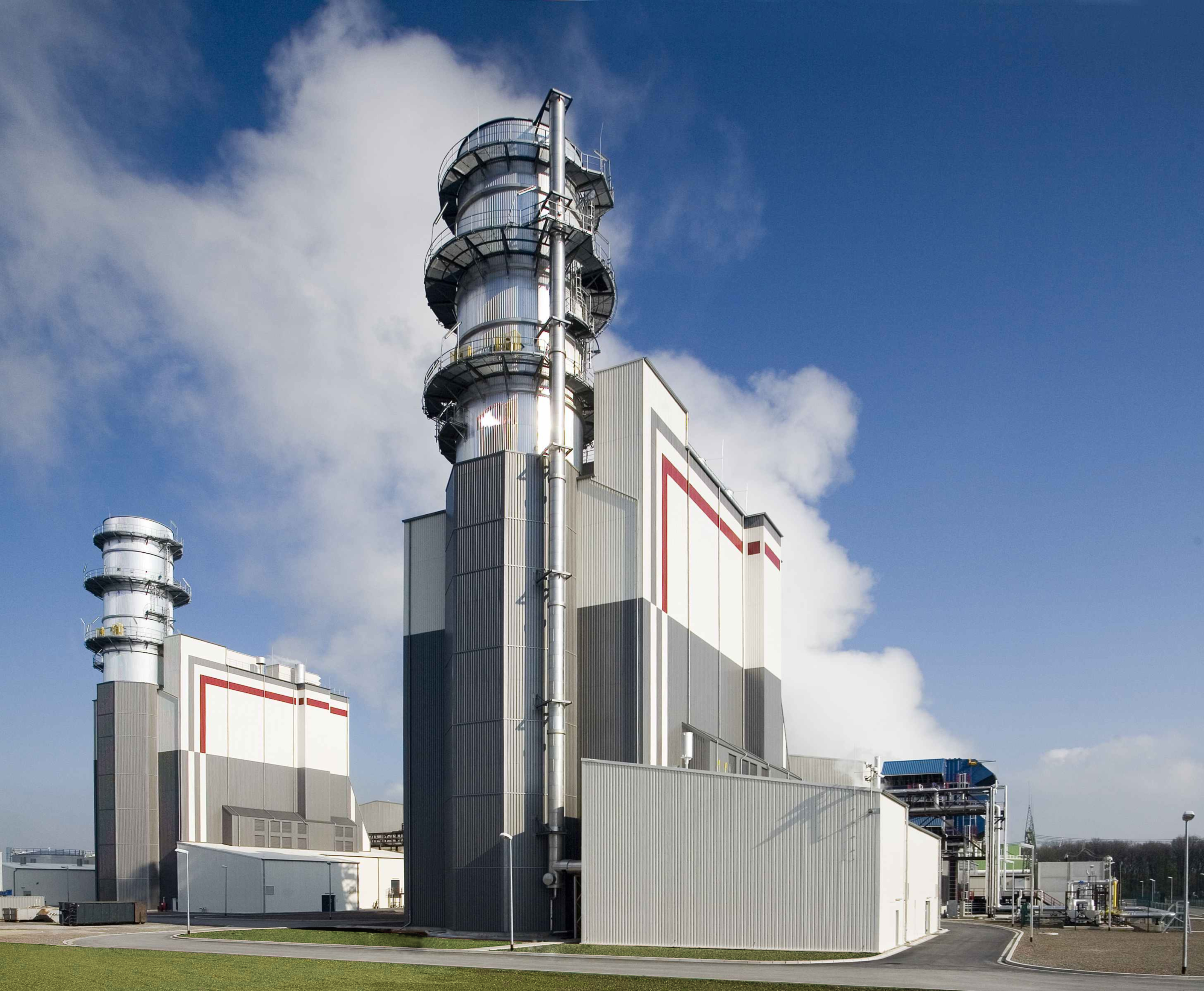
Trianel-GuD-Kraftwerk Uentrop

Der größte Vertreter der Chemieindustrie in Hamm ist das DuPont-Werk im Stadtteil Uentrop (2016: 330 Mitarbeiter). Die Lacke und Beizenfabrik Hesse GmbH & Co. KG in Bockum-Hövel ist ein großer Lackhersteller für Holzoberflächen mit über 450 Mitarbeitern. Es gibt weitere mittelständische Unternehmungen dieser Branche in Hamm. Die Kraftfahrzeugzulieferindustrie wird durch ein Werk der Hella KGaA Hueck & Co. im Stadtteil Bockum-Hövel repräsentiert. Im Werk sind etwa 850 Mitarbeiter beschäftigt.
Die Energieversorgung der Stadt wird u. a. durch das von Trianel betriebene GuD-Kraftwerk Hamm-Uentrop am Ostrand der Stadt sichergestellt. In der Nähe befindet sich auch das 1989 stillgelegte Kernkraftwerk THTR-300. Ursprünglich war geplant, in unmittelbarer Nachbarschaft des THTR das Kernkraftwerk Hamm zu errichten. Diese Planung wurde jedoch niemals umgesetzt. In direkter Nachbarschaft befindet sich auch das kohlebefeuerte Kraftwerk Westfalen, das Anfang 2021 stillgelegt wurde.
Die Stadtwerke Hamm versorgen die Bürger mit Erdgas, Trinkwasser, Strom und Fernwärme. Sie betreiben zudem den Hafen und die Bäder und sind im Telekommunikationsmarkt vertreten.
Die Munk GmbH produziert Stromversorgungssysteme und beschäftigt in Hamm etwa 100 Mitarbeiter. Die Riba Verpackungen GmbH produziert Verpackungsmaterialien und beschäftigt in Hamm etwa 100 Mitarbeiter.

#### Logistik

Logistikzentrum von Edeka an der BAB 2 in Rhynern

Durch die vorhandenen Verkehrsanschlüsse entwickelt sich der Raum Hamm zunehmend zu dem Logistikzentrum im Osten des Ruhrgebiets. Ausschlaggebende Faktoren für diese Entwicklung sind neben dem trimodalen Logistikzentrum Stadthafen Hamm, der Güter- und Rangierbahnhof Hamm sowie die Lage zwischen den Bundesautobahnen 1 und 2 sowie dem geplanten Autobahndreieck Hamm (A 445) und die Nähe zu drei internationalen Flughäfen. Dadurch ist es der Stadt gelungen, zahlreiche Unternehmen der Güterlogistik anzusiedeln, so u. a. die Firmen Netto, Edeka, Trinkgut und Douglas.

#### Medien
Die einzige Tageszeitung, die in Hamm erscheint, ist der Westfälische Anzeiger. In den 1970er Jahren misslang der Versuch, mit einer Tageszeitung der WAZ-Gruppe, also einem eigenen Lokalteil für den Raum Hamm, Fuß zu fassen. Seitdem gibt es nur noch eine kleine Anzeigenvertretung der WAZ.
Die Sonntagszeitung Stadtanzeiger, dessen Auflage 384.000 Exemplare umfasst, wird in dem Verlag produziert, der auch den Westfälischen Anzeiger herausgibt. Die Sonntagszeitung Sonntags-Rundblick erschien von 1984 bis 2014 und wurde durch die Kaufmannsfamilie Kaderka aus Hamm / Ahlen verlegt.
Ebenfalls in Hamm wird seit 1899 die katholische Wochenzeitschrift Liboriusblatt verlegt. 
Seit 1990 sendet das Lokalradio „Radio Lippewelle Hamm“. Der Offene Kanal Hamm (Bürgerfernsehen) ging am 3. Oktober 1993 auf Sendung. Er hat am 1. Januar 2009 seinen Betrieb eingestellt, da seine Finanzierung durch Landesmittel und Förderverein nicht mehr gewährleistet ist. Einschränkungen der finanziellen Förderung durch Landesmittel haben auch das seit 1990 existierende Hammer Bürgerradio betroffen. Die Bürgerfunker senden allerdings in der „Radio Runde Hamm e. V.“ organisiert nach wie vor ein tägliches einstündiges Programm.
Am 16. Januar 2007 startete das Internetfernsehen HammTV mit wöchentlichen Nachrichtensendungen. Nach 10 Ausgaben wurde diese Idee verworfen. Stattdessen berichtet HammTV an jedem Werktag über das Geschehen in Hamm.

### Verkehrsinfrastruktur

#### Straßenverkehr
Hamm liegt zwischen den Autobahnen A1 (Heiligenhafen-Saarbrücken, „Hansalinie“) und A2 (Oberhausen-Berlin). Die A445 (Hamm-Arnsberg) ist zwischen Hamm und Werl noch in der Ausbauplanung, ein Baubeginn steht noch nicht fest. Sie soll die A2 mit der A44 verbinden und das Sauerland besser in das Bundesautobahnnetz einbinden. Zusätzlich verläuft die Bundesstraße 63 durch das Stadtgebiet. Der geplante Radschnellweg Ruhr soll in Hamm beginnen.

#### Schienenverkehr

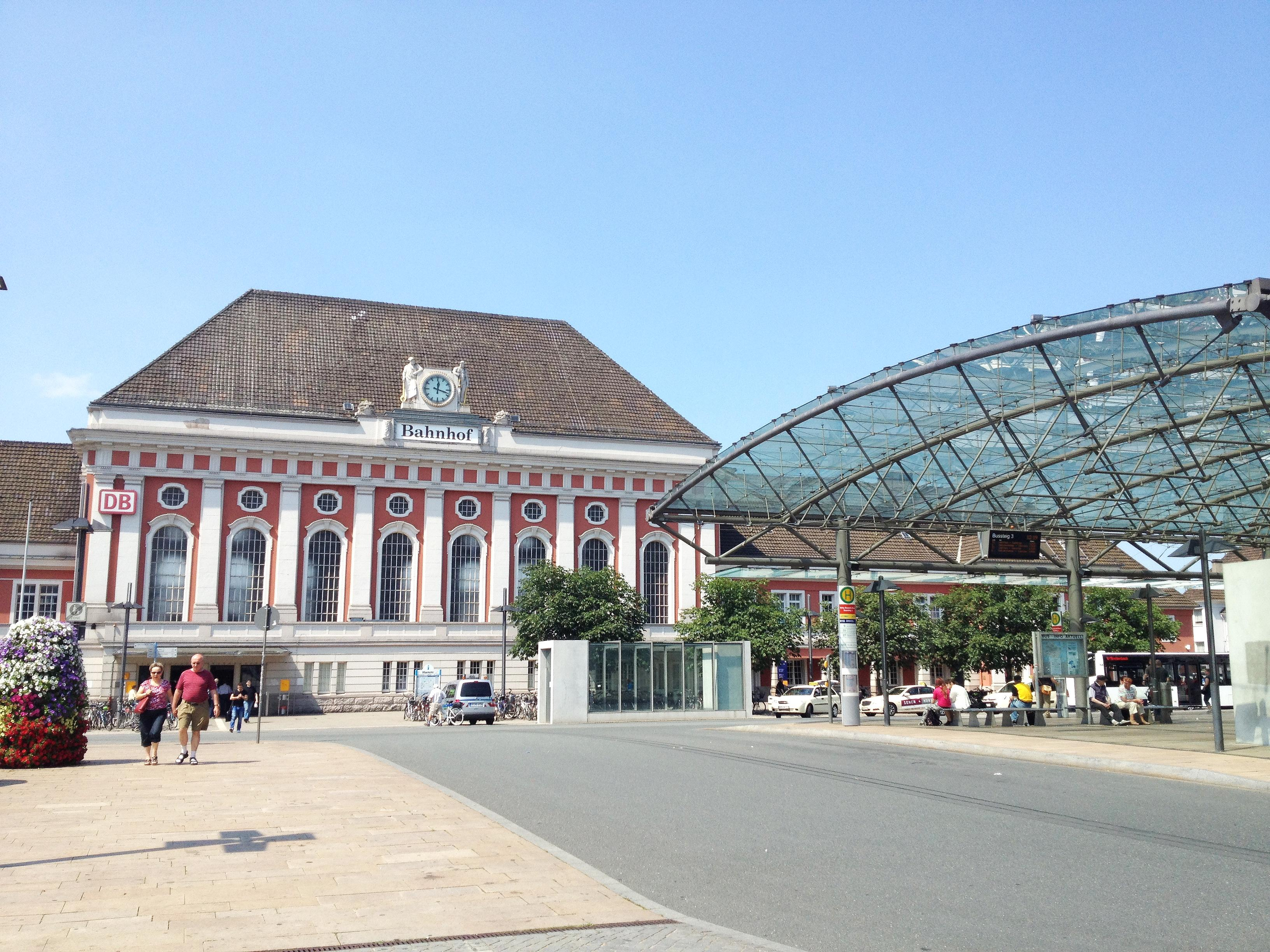
Bahnhofsgebäude und Busbahnhof in Hamm

Die Stadt ist für den Personenverkehr in das Schienennetz der Bundesrepublik über Hamm (Westfalen) Hauptbahnhof und die Bahnhöfe Bockum-Hövel und Heessen eingebunden. Weitere Bahnhöfe auf dem heutigen Stadtgebiet sind für den Personenverkehr stillgelegt worden, so z. B. die Bahnhöfe bzw. Haltepunkte Pelkum, Wiescherhöfen und Rhynern. Der Bahnhof Hamm (Westfalen) wurde in Hamm entsprechend seiner örtlichen Bedeutung auch als Hauptbahnhof bezeichnet, seit dem 14. Dezember 2019 trägt er diesen Titel auch offiziell. Die tarifmäßige Bezeichnung beim Fahrkartenkauf und bei der Reiseauskunft ist jetzt Hamm(Westf)Hbf. Entsprechend wurden die Bahnhöfe im Stadtgebiet mit dem Präfix Hamm, also z. B. Bahnhof Hamm-Heessen, versehen. Hamm(Westf)Hbf ist einer der großen deutschen Eisenbahnknotenpunkte der Kategorie 2. Der heute größtenteils stillgelegte Rangierbahnhof und Güterbahnhof war früher einer der größten Europas. Im Knotenpunkt Hamm laufen die Bahnstrecken aus Dortmund, Hagen, Minden, Münster, Warburg und Oberhausen-Osterfeld zusammen. Letztere wird seit 1983 nur mehr im Güterverkehr befahren. An dieser Strecke liegt auch der für den Personenverkehr stillgelegte Bahnhof Pelkum. Neben den regulären Bahnstrecken besteht die Strecke der Regionalverkehr Ruhr-Lippe GmbH für den Güterverkehr bis Hamm-Schmehausen. Die Strecke wird von der Museumseisenbahn Hamm mitbenutzt. Ab km 15,0 in Hamm-Schmehausen bis Lippetal-Heintrop ist die Museumseisenbahn Hamm der alleinige Betreiber. In Hamm besteht zusätzlich eine weitere Nebenstrecke, die Strecke der Werne-Bockum-Höveler Eisenbahn. Sie dient heute nur noch dem Güterverkehr zum Gersteinwerk und zweigt am Bahnhof Bockum-Hövel ab. Weiterhin besteht ein Anschlussgleis zur Hafenbahn, das vom Bahnhof Hamm Rangierbahnhof ausgeht.

#### Öffentlicher Nahverkehr

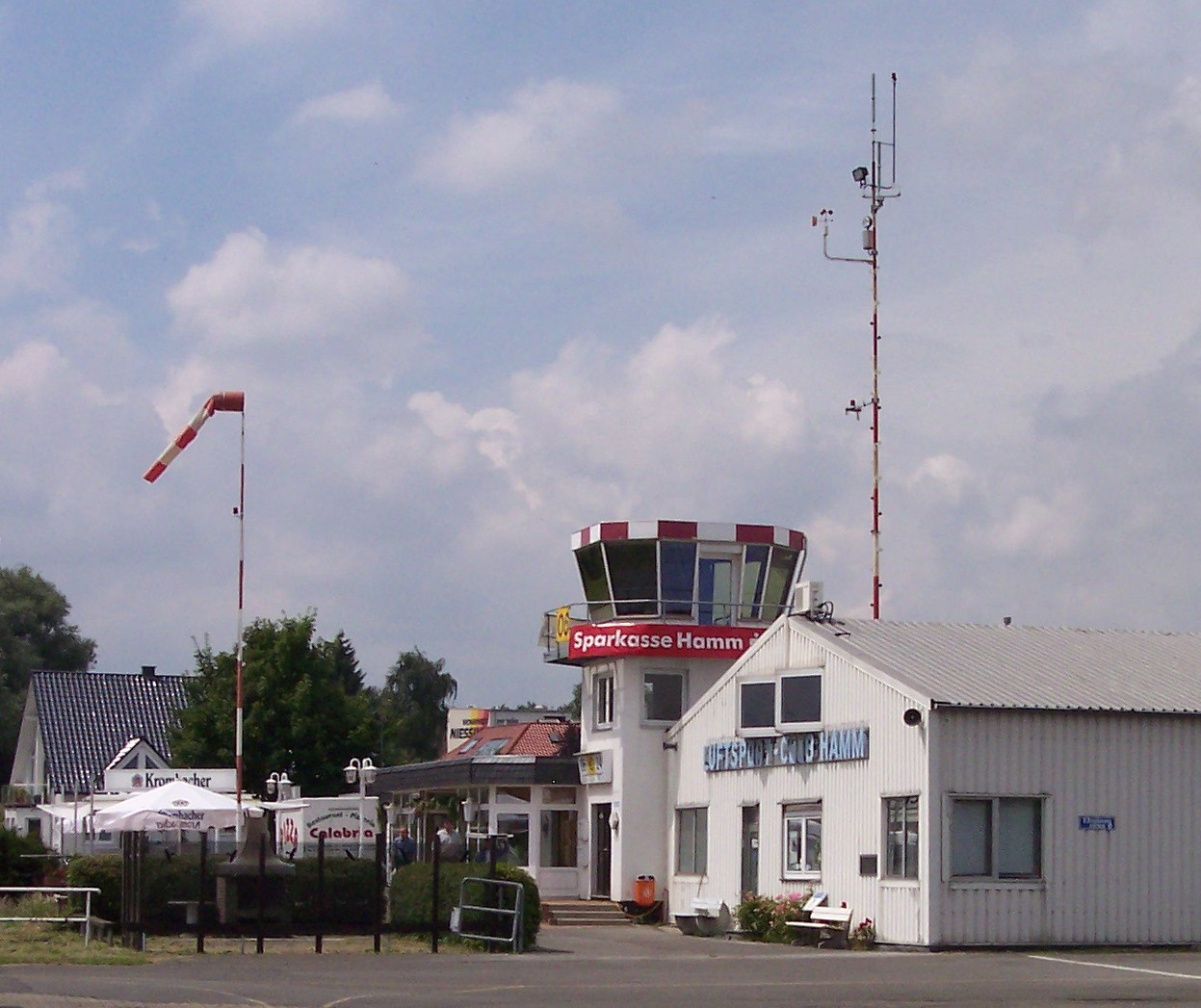
Flugplatz Hamm-Lippewiesen

Der Straßenpersonennahverkehr mit seinem umfangreichen Stadtbusnetz wird überwiegend von den Stadtwerken Hamm GmbH und der Verkehrsgesellschaft Breitenbach betrieben. Hinzu kommen noch verschiedene Regionalbusverbindungen anderer Anbieter, die Hamm mit den Städten der Region verbinden. Die Stadt Hamm gehört zur Verkehrsgemeinschaft Ruhr-Lippe (kurz: VRL).
Seit August 2023 erhalten Schüler und Auszubildende mit Wohnsitz in Hamm kostenlos das im Stadtgebiet gültige Maxiticket.

#### Luftverkehr
Der im Zentrum der Stadt gelegene Flugplatz Hamm-Lippewiesen wird für private Geschäftsflüge sowie als Sportflugplatz für den Segel-, Motorflug, UL-Flug und den Ballon-Sport benutzt. Die nächstgelegenen Flughäfen sind der Flughafen Dortmund, der Flughafen Münster-Osnabrück, der Flughafen Paderborn/Lippstadt und der Flughafen Düsseldorf.

#### Bundeswasserstraßen

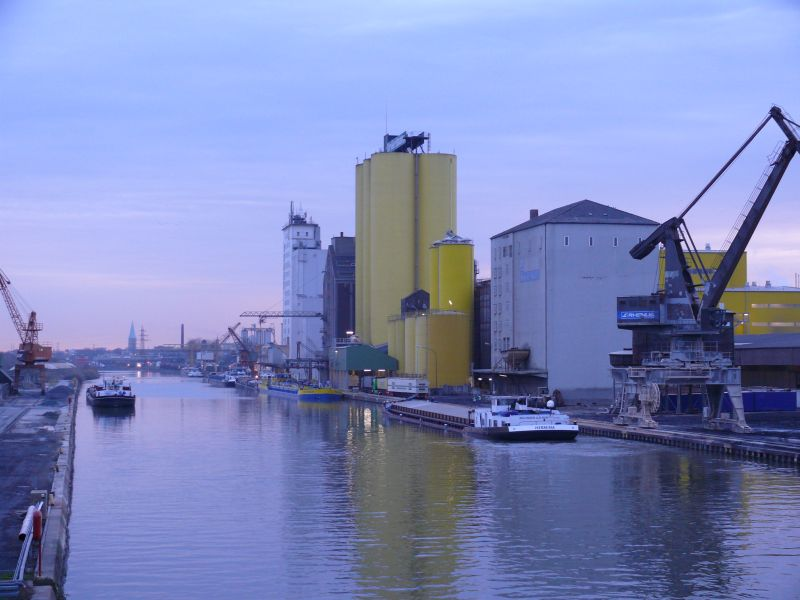
Südhafen Hamm, im Vordergrund Brökelmann Ölmühle

Hamm ist Endpunkt des Datteln-Hamm-Kanals. Im Stadtgebiet befinden sich der 1914 in Betrieb genommene Stadthafen Hamm, der Kanalendhafen Uentrop und der Hafen des Gersteinwerks am Datteln-Hamm-Kanal. Der Stadthafen ist nach dem Dortmunder Hafen der zweitgrößte öffentliche Kanalhafen Deutschlands. Er kann derzeit von Schiffen mit einer Länge von 110 m, einer Breite von 11,45 m und einem Tiefgang von 2,7 m, sowie einer Ladekapazität von 1200 t angelaufen werden. Durch den derzeitigen Ausbau des Kanals werden künftig Schiffe bis 135 m und Schubverbände bis 186,5 m den Hafen erreichen können, ihre mittlere Ladekapazität wird dann auf 2000 t steigen. Im Jahr 2006 betrug der Gesamtgüterumschlag im Hafen 1,571 Millionen Tonnen.

### Gerichte

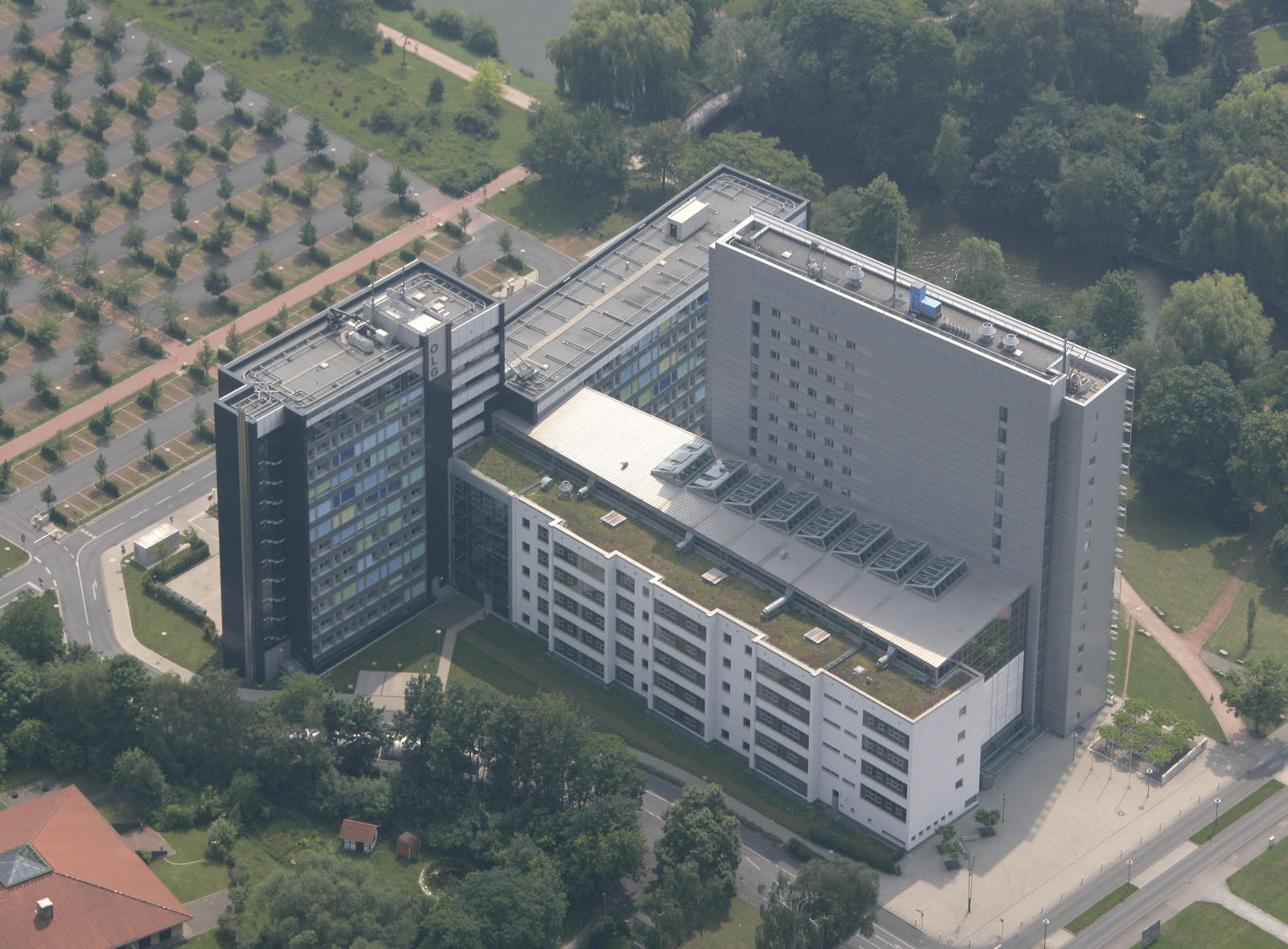
Oberlandesgericht Hamm

Hamm ist Sitz des größten deutschen Oberlandesgerichts – OLG Hamm – sowie der zugehörigen Rechtsanwalts- und die Notarkammern für den Oberlandesgerichtsbezirk Hamm. Am Oberlandesgericht sind auch die Generalstaatsanwaltschaft, das Justizprüfungsamt, der Anwaltsgerichtshof des Landes Nordrhein-Westfalen und der Dienstgerichtshof der Richter ansässig.
Weitere Gerichte in Hamm sind das Amtsgericht Hamm, das Arbeitsgericht Hamm und das Landesarbeitsgericht Hamm.
Der ordentlichen Gerichtsbarkeit in Hamm fehlt als Mittelinstanz nur das Landgericht. Zuständiges Landgericht für den Amtsgerichtsbezirk Hamm ist das Landgericht Dortmund und die bei ihm angesiedelte Staatsanwaltschaft.
Im Hinblick auf die Verwaltungsgerichtsbarkeit ist für Hamm das Verwaltungsgericht Arnsberg zuständig, in zweiter Instanz das Oberverwaltungsgericht für das Land Nordrhein-Westfalen.
Gemeinsam bilden die Gerichte und die zahlreichen niedergelassenen Anwälte ein prägendes Element der Stadt.

### Krankenhäuser und Kliniken
Bedeutsam für die Stadt sind auch die zahlreichen Krankenhäuser und Kliniken, sie stellen ebenfalls einen erheblichen Wirtschafts- und Arbeitsplatzfaktor dar. Folgende Einrichtungen sichern heute die medizinische Versorgung von Hamm und der umliegenden Region:
- Das Evangelische Krankenhaus Hamm (EVK Hamm) ist ein Akutkrankenhaus, Träger ist die Evangelische Krankenhaus Hamm gGmbH. Das Haus wurde anstelle des Städtischen Krankenhauses 1969 in Betrieb genommen. Neben der chirurgischen, medizinischen und der Frauenklinik ist das Haus Träger der Klinik für Kinder- und Jugendmedizin und Sitz der Institute für Anästhesiologie, Kinderanästhesiologie und Intensivmedizin sowie für Stimm- und Sprachtherapie. Das Klinikum ist außerdem das Perinatalzentrum der Region und nimmt als solches die Maximalversorgung für Risikoschwangere und Frühgeborene wahr. Das Gesamtklinikum beschäftigt ca. 1.100 Menschen und hat 464 Betten. Jedes Jahr durchlaufen ca. 17.500 stationäre Patienten das Klinikum.

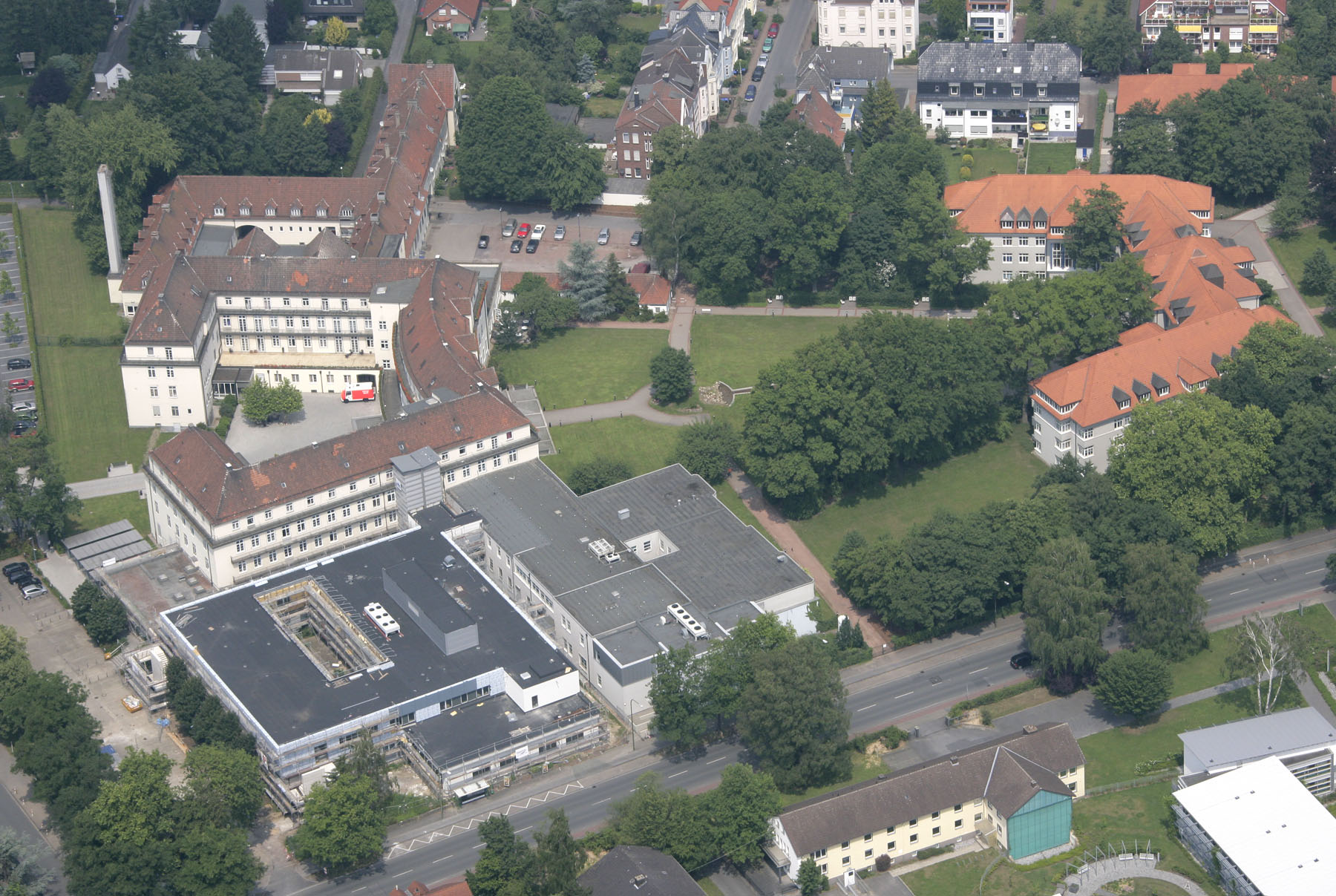
Marienhospital II (früheres Knappschaftskrankenhaus Hamm)

- Das St. Marien-Hospital Hamm (I+II) mit den Kliniken für Kardiologie, für Psychiatrie und Psychotherapie und der Altentagesklinik. Das Gesamtklinikum ist ein Haus der Schwerpunktversorgung und Lehrkrankenhaus der Universität Münster und Hochschulklinik der privaten Universität Witten/Herdecke. Mit 17 Fachdisziplinen sowie 584 Betten ist es auch das größte Klinikum der Region Hamm/Soest und Unna. Das Hospital wurde 1849 während einer Cholera-Epidemie von den Schwestern des heiligen Vincenz gegründet.
- Die St. Barbara-Klinik Hamm-Heessen ist ein Akutkrankenhaus und ein recht junges Klinikum in Hamm. Der Grundstein wurde am 28. Oktober 1963 gelegt. Das als freigemeinnütziges Schwerpunktkrankenhaus gegründete Klinikum kam in die Trägerschaft der Ordensgemeinschaft der Schwestern von der Göttlichen Vorsehung Münster. Das Haus hat heute 424 Betten in zehn Fachabteilungen. Seit 2004 ist der Träger die St. Franziskus-Stiftung Münster, eine Stiftung der Genossenschaft der Krankenschwestern nach der III. Regel des hl. Franziskus Münster, Westfalen. Schwerpunkt der Klinik ist das Kopf- und Traumazentrum.

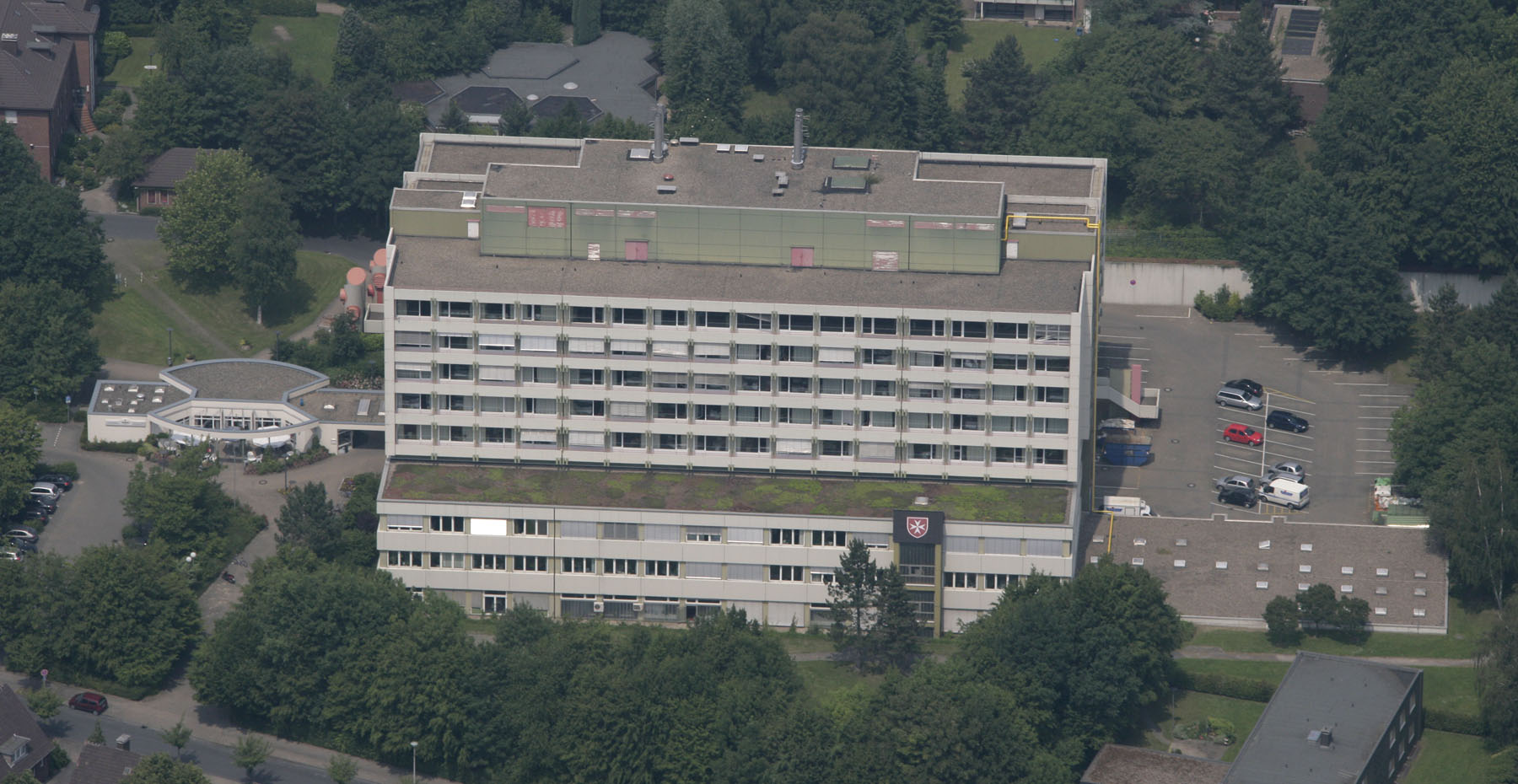
St.-Josef-Krankenhaus in Bockum-Hövel

- Das St.-Josef-Krankenhaus in Bockum-Hövel wurde nach dem Grubenunglück auf der Zeche Radbod von 1908 gegründet, um künftig eine bessere Versorgung zu gewährleisten. Das Krankenhaus nahm am 21. Februar 1913 den Betrieb auf. In diesem Jahr wies es zunächst 100 Betten auf. Im heutigen Gebäude verfügt es über 417 Betten, ca. 400 Mitarbeiter und jährlich etwa 8.000 stationäre Patienten. Das Krankenhaus ist ein Haus der Grund- und Akutversorgung, dessen Leistungsspektrum alle Disziplinen der ärztlichen und pflegerischen Grundversorgung umfasst. Von überregionaler Bedeutung sind die Handchirurgie und die größte Belegabteilung für Hals-Nasen-Ohren-Heilkunde im Raum Hamm. Das Krankenhaus ist seit 2008/09 ebenfalls in der Trägerschaft der St.-Franziskus-Stiftung Münster.
- Die Klinik für Manuelle Therapie, eine Spezialklinik für Rheuma-, Wirbelsäulen und Gelenkleiden, wurde von Gottfried Gutmann im Jahr 1963 begründet. Ziel der Einrichtung war es, unter klinischen Bedingungen zu forschen und Fortbildungen für Ärzte und Krankengymnasten zu bieten. Das Klinikum startete mit 27 Betten und bietet heute 138 Betten zur stationären Behandlung. Die Fortbildung in Manueller Therapie, Osteopathie, Akupunktur und anderen Verfahren erfolgt am Lehrinstitut der Klinik, der Gottfried-Gutmann-Akademie.
- LWL-Universitätsklinik Hamm[58] für Kinder- und Jugendpsychiatrie, Psychotherapie, Psychosomatik
- Die Christliches Hospiz gGmbH am Roten Läppchen in Heessen befindet sich in der Trägerschaft der St.-Barbara-Klinik.

Eine Reihe früherer Krankenhäuser und Kliniken ist in den oben genannten bestehenden Einrichtungen aufgegangen oder aufgelöst worden. Dabei handelt es sich um das Knappschaftskrankenhaus, heute St.Marien-Hospital II, eine frühere Einrichtung der Bundesknappschaft, und die beiden Kinderkliniken St. Elisabeth und das Märkische Kinderklinikum. Beide Kinderkliniken wurden 2003 auf dem Gelände des EVK Hamm als Teil der neuen Klinik für Kinder- und Jugendmedizin zusammengeführt. Sie befanden sich bereits in der Trägerschaft des EVK Hamm, das Märkische Kinderklinikum seit 1974 und St. Elisabeth seit 1999. Das Städtische Krankenhaus wurde 1969 aufgelöst und als EVK Hamm in einem neuen Gebäude am alten Standort untergebracht. Des Weiteren wurden 2007 im Rahmen der Streitkräfte-Reformen das Bundeswehrkrankenhaus (BWK) Hamm und die benachbarte Paracelsuskaserne aufgehoben. Die Klinik am Bärenbrunnen in Hamm-Mitte wurde durch eine Gemeinschaftspraxis für Frauenheilkunde abgelöst.

### Bildungsinfrastruktur

#### Fachhochschulen in Hamm und die Hamm Business School

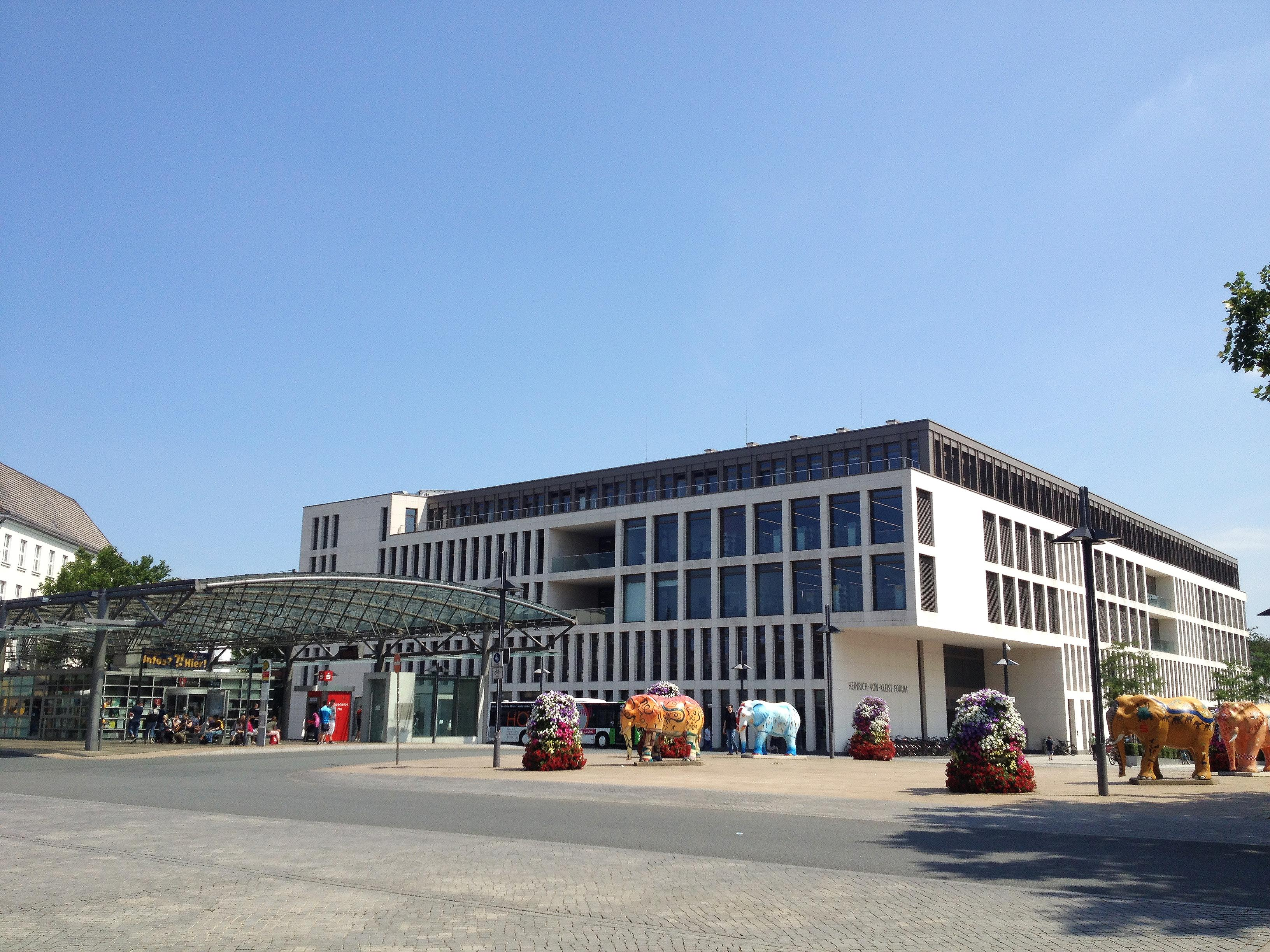
Heinrich-von-Kleist-Forum

In Hamm gibt es seit November 2005 eine Fachhochschule. Die private SRH Hochschule für Logistik und Wirtschaft bot zunächst nur grundständige Logistikstudienangebote mit den Abschlüssen Bachelor und Master of Science an. Nach einer Schärfung des Profils in Richtung Logistik und Energiewirtschaft will sie sich nach der im September 2009 erfolgten Gründung der staatlichen Hochschule Hamm-Lippstadt (HSHL) deutlich von dieser abgrenzen. Um Verwechslungen beider Hochschulen zu vermeiden, änderte sie im September 2009 ihren Namen in Hochschule für Logistik und Wirtschaft, Hamm GmbH. Zunächst war die Hochschule im Öko-Zentrum NRW untergebracht, wo sie ein Gebäude angemietet hatte. Im Februar 2010 erfolgte der Umzug in das Heinrich-von-Kleist-Forum in der Nähe des Hammer Hauptbahnhofs. Das Forum beheimatet neben der Zentralbibliothek der Stadt und der Volkshochschule Hamm auch die Hochschule für Logistik und Wirtschaft.
Aktuell bietet die Hochschule das Studium Wirtschaftsingenieurwesen Logistik und Wirtschaftsingenieurwesen Energiewirtschaft, das mit dem akademischen Grad des Bachelor of Science (B. Sc.) abgeschlossen wird, an. Die Studiengänge werden in drei Studienformen angeboten: Als Präsenzstudium, als duales Studium und als Fernstudium. Ein Wechsel zwischen den Studienformen ist zum Semesterende möglich. Der dritte Bachelor-Studiengang ist Betriebswirtschaftslehre, der als Präsenz-Studium angeboten wird. Der Studiengang wird ebenfalls mit dem akademischen Grad des Bachelor of Science (B. Sc.) abgeschlossen.
Als Weiterbildungsmaster wird der berufsbegleitende Master Logistics Management (M. SC.) im Fernstudium angeboten. Ferner wurde das Studienangebot zum Wintersemester 2011 um den konsekutiven Masterstudiengang Supply Chain Management (M. Sc.) ergänzt. Seit dem Wintersemester 2012 bietet die Hochschule den konsekutiven Masterstudiengang Management Energiewirtschaft (M. Sc.) an. Beide Masterstudiengänge sind seit dem Wintersemester 2014 auch im Präsenz- oder im Fernstudium absolvierbar. Beim Fernstudium besteht die Möglichkeit, zwischen einer 4- und einer 6-semestrigen Variante zu wählen. Einzelnen Module der Studiengänge können ebenso als Weiterbildung (so genanntes Zertifikatsstudium) belegt werden. Bei der Aufnahme eines vollwertigen Studiums werden die Leistungen aus dem Zertifikat anerkannt.
Im August 2008 bewarb sich die Stadt Hamm zusammen mit der Stadt Lippstadt um die Einrichtung einer neuen Fachhochschule mit den Schwerpunkten Mathematik, Informatik, Naturwissenschaften und Technik. Die Bewerbung unter dem Arbeitstitel Fachhochschule Hamm-Lippstadt wurde in einem landesweiten Wettbewerb des Innovationsministeriums NRW schließlich als bestes Konzept ausgewählt; am 28. November 2008 gab das Kabinett der Landesregierung NRW die zuvor ausgeschriebenen drei neuen Fachhochschulstandorte bekannt.
Der Beschluss zur Gründung der Hochschule erfolgte 2009 mit der Verabschiedung des Gesetzes zum Ausbau der Fachhochschulen in Nordrhein-Westfalen durch den Landtag von NRW. Das Gründungsgesetz trat mit seiner Verkündung am 21. April 2009 in Kraft. Die neue Fachhochschule nahm am 21. September 2009 an den Standorten Hamm und Lippstadt den Betrieb auf. Die beiden ersten Studiengänge führten nach sieben Semestern zum Abschluss als Bachelor of Engineering in den Fachrichtungen Energietechnik und Ressourcenoptimierung in Hamm und Mechatronik in Lippstadt. Das Studium der Mechatronik ist als dualer Studiengang ausgelegt.
Die neu gegründete staatliche Hochschule Hamm-Lippstadt zog in Hamm 2009 zunächst in die leerstehende Paracelsus-Kaserne ein, um 2014 ihren endgültigen Standort in Neubauten auf dem Gelände des ehemaligen Bundeswehrkrankenhauses an der Marker Allee zu beziehen. Am Standort Hamm werden momentan 10 der insgesamt 19 technisch orientierten Studiengänge angeboten: Die Bachelorstudiengänge Energietechnik und Ressourcenoptimierung, Biomedizinische Technologie, Technisches Management und Marketing, Intelligent Systems Design, Sport- und Gesundheitstechnik, Interkulturelle Wirtschaftspsychologie, Umweltmonitoring und Forensische Chemie sowie die Masterstudiengänge Product and Asset Management, Angewandte Biomedizintechnik, Biomedizinisches Management und Marketing.
Die Hamm Business School (HBS) wurde im Frühjahr 2004 gegründet. Träger ist die Technische Akademie Wuppertal, die in Kooperation mit der FH Südwestfalen als prüfende Fachhochschule einen Studiengang Wirtschaft mit dem akademischen Grad Bachelor of Arts (B.A.) anbietet. Das Angebot richtet sich als überwiegendes Fernstudium an Berufstätige. Die Präsenztage werden überwiegend in Hamm abgehalten.

#### Primar- und Sekundarstufen I und II

##### Gymnasien

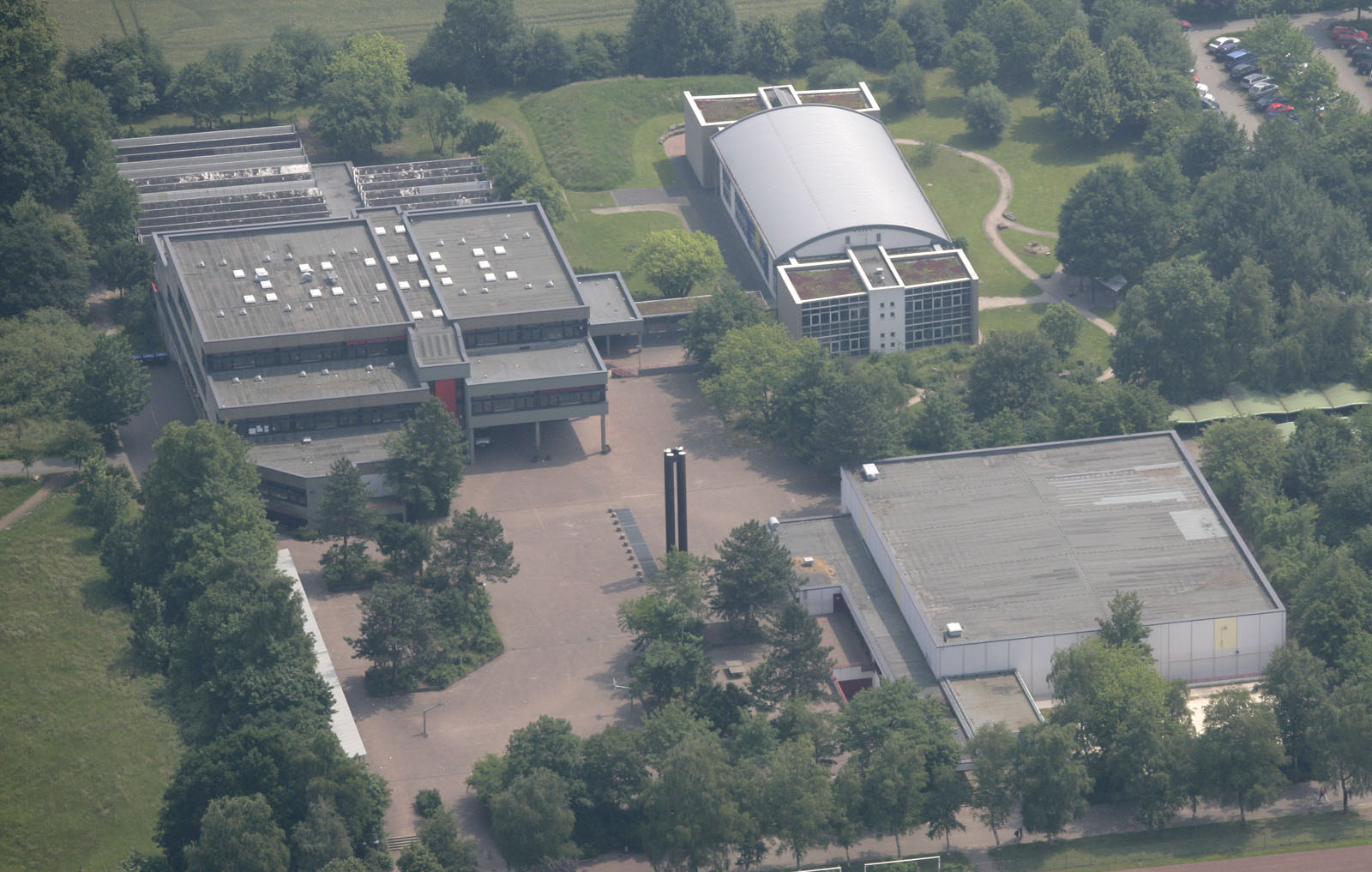
Freiherr-vom-Stein-Gymnasium

In Hamm gibt es sechs Gymnasien (fünf kommunale und ein privates), zwei Gesamtschulen mit gymnasialer Oberstufe sowie drei Berufskollegs, die ebenfalls zum Abitur führen. Das älteste Gymnasium der Stadt ist das Gymnasium Hammonense, das 1657 mit Unterstützung des Kurfürsten als Akademisches Gymnasium gegründet wurde. Es war als reformierte Hochschule für die westlichen Provinzen der Markgrafschaft Brandenburg mit drei Fakultäten Theologie, Jurisprudenz und Philosophie angelegt. 1867 wurde das heutige Märkische Gymnasium gegründet, 1902 folgte das heutige Freiherr-vom-Stein-Gymnasium. Das Beisenkamp-Gymnasium Hamm wurde 1924 als Oberlyzeum gegründet. 1968 folgte als jüngste Gründung das Galilei-Gymnasium. Dieses war ursprünglich eine Außenstelle des Gymnasiums Hammonense, wurde 1971 jedoch zur selbstständigen Schule.

##### Gesamtschulen
Die Friedens- und die Sophie-Scholl-Schule sind jüngere Schulgründungen in Hamm. Die Friedensschule Hamm war 1986 die erste Gesamtschule der Stadt. Sie befindet sich in den alten Gebäuden der Theodor-Heuss-Schule und des Freiherr-vom-Stein-Gymnasiums. Die Sophie-Scholl-Gesamtschule hat neben Neubauten die Gebäude der ehemaligen Geschwister Scholl Realschule übernommen, die in der neuen Gesamtschule aufging. Beide Gesamtschulen sind Ganztagsschulen und bieten alle Schulabschlüsse vom Hauptschulabschluss bis zum Abitur an.

##### Private Schulen (Ersatzschulen)
Auf Schloss Heessen entstand 1957 ein Internat mit Tagesgymnasium, das Landschulheim Schloss Heessen (LSH). 1987 bereicherte die Gründung der Freie Waldorfschule (einschließlich gymnasialer Oberstufe) das Schulangebot. Außerdem gibt es noch die Marienschule, eine private Realschule, die Schule im Heithof als Schule für Erkrankte, die Schule am Adelwald in Allen und das St.-Franziskus-Berufskolleg in der Stadtmitte.

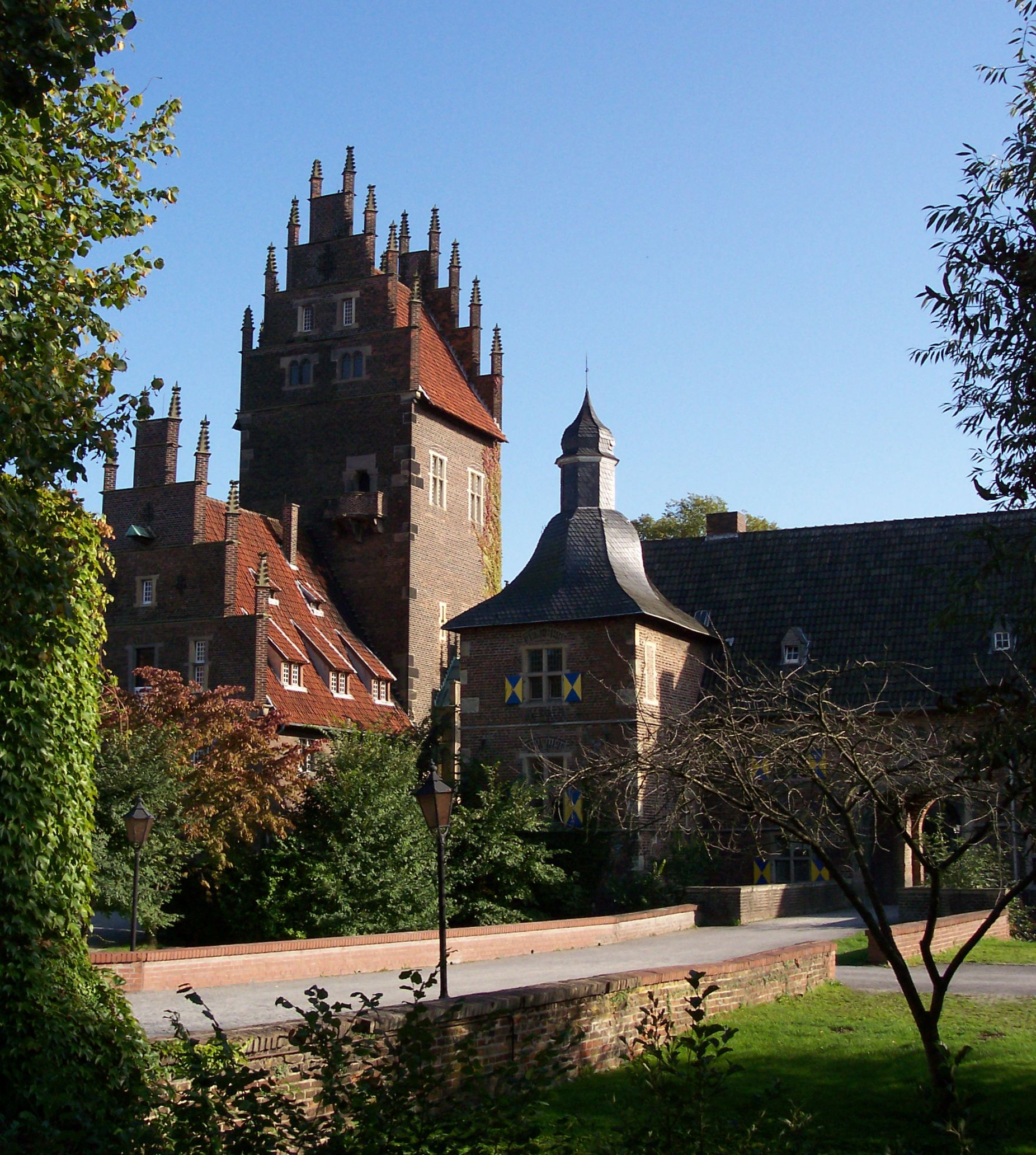
Schloss Heessen

Die Freie Jugendkunstschule Hamm (keine Schule nach Schulgesetz NW) wird getragen durch das soziokulturelle Zentrum Kulturwerkstatt Oberonstraße e. V. und das Kulturbüro der Stadt Hamm. Ihre Aufgabenschwerpunkte sind die außerschulische, künstlerische Weiterbildung und die Begabtenförderung von Kindern und Jugendlichen. Unter der Anleitung von professionellen Künstlern und Pädagogen engagiert sich die Freie Jugendkunstschule mit ihren Kurs- und Projektangeboten in den Sparten Bildende Kunst, Theaterpädagogik, Theaterprojekte, Tanz, Zirkuspädagogik, Zirkusprojekte und Gestalten mit neuen Medien.
Es gibt ferner eine Freie Waldorfschule am Kobbenskamp in Hamm-Pelkum. Ca. 365 Schüler (auch aus den Nachbargemeinden) besuchen diese Schule.

##### Schulen der Primar- und Sekundarstufe I
Hamm verfügt neben den bereits genannten Schulen noch über 27 Grundschulen, sechs Hauptschulen, sechs Förderschulen (davon vier in städtischer Trägerschaft) und sechs Realschulen (davon fünf in städtischer Trägerschaft). Die Einrichtung einer weiteren Realschule für Pelkum und Herringen scheiterte 2008 an zu geringen Anmeldezahlen. Am 19. Juli 2011 hat der Rat der Stadt beschlossen, eine Sekundarschule in Herringen einzurichten, und zwar durch Umwandlung der Falkschule (Hauptschule). Die Sekundarschule wurde Arnold-Freymuth-Schule genannt und befindet sich seit 2012 im jahrgangsweisen Aufbau.

#### Berufskollegs/Erwachsenenbildung

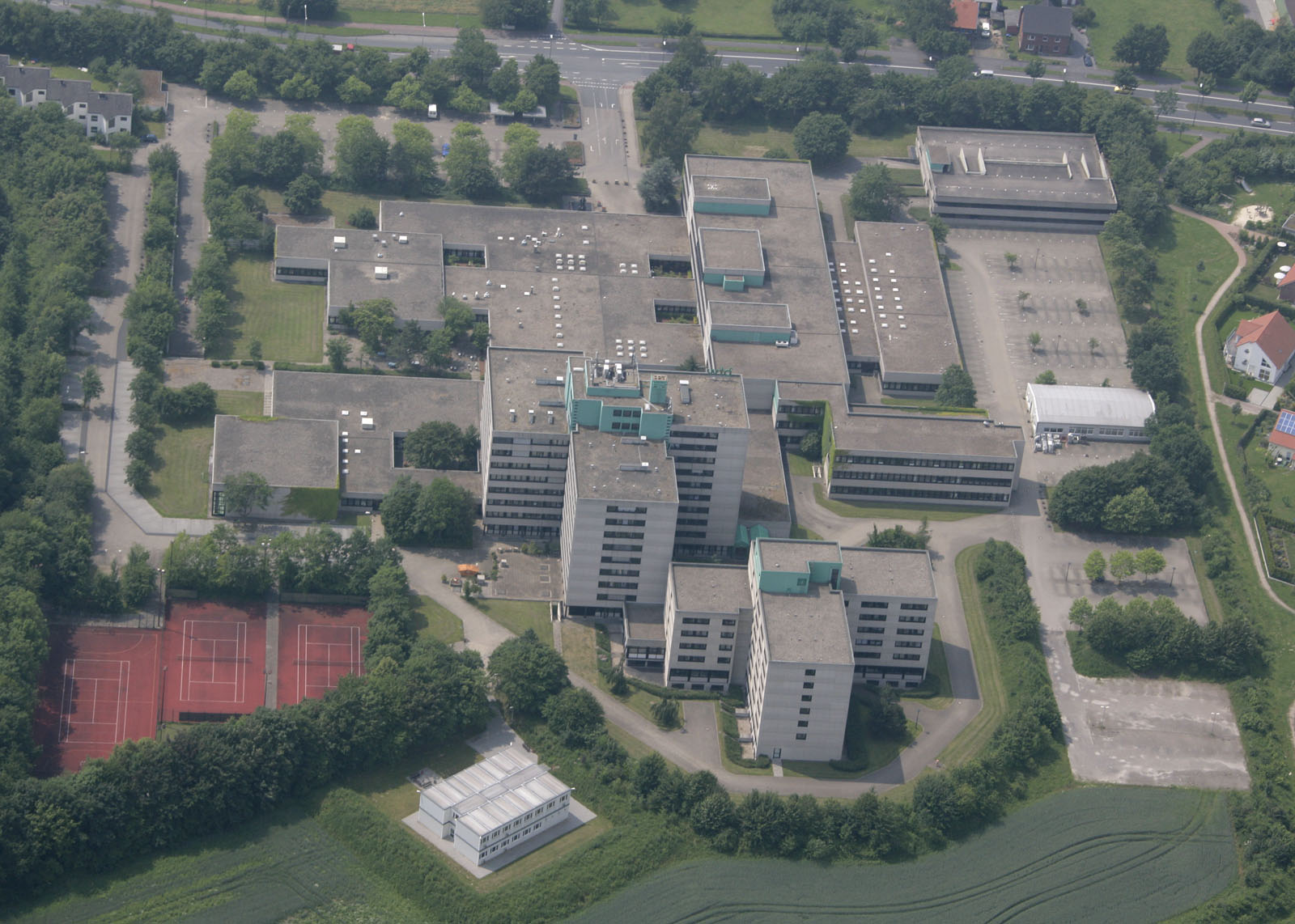
Berufsförderungswerk Hamm

Hamm hat drei städtische Berufskollegs. Die Stadt trägt das Friedrich-List-Berufskolleg und berufliches Gymnasium für Wirtschaft und Verwaltung, Informatik, das Eduard-Spranger-Berufskolleg und berufliches Gymnasium für Technik, Informatik und Gestaltung und das Elisabeth-Lüders-Berufskolleg und berufliches Gymnasium für Gesundheit/Erziehung und Soziales, Ernährung und Versorgung. Darüber hinaus bestehen in Hamm die Lehranstalt für pharmazeutisch-technische Assistenten der Stadt Hamm (im Gebäude des Elisabeth-Lüders-Berufskollegs) und das Hanse-Kolleg, ein Abendgymnasium – Weiterbildungskolleg, als Außenstelle des Weiterbildungskollegs der Stadt Lippstadt. Zu beachten sind auch das St.-Franziskus-Berufskolleg des Erzbistums Paderborn als privates Berufskolleg und Berufliches Gymnasium für Sozial- und Gesundheitswesen und die Guthmann-Akademie, in der berufsbegleitend die Ausbildung von Ärzten in Manueller Therapie durchgeführt wird. Als ein weiteres Standbein der Erwachsenenbildung unterhält die Stadt Hamm eine Volkshochschule, die neben der Sprachausbildung eine Reihe anderer Bildungs- und Kulturangebote anbietet, wie z. B. die Kinder- und die Erwachsenenuni in Zusammenarbeit mit der Universität Münster. Zusätzlich befinden sich in Hamm noch das Berufsförderungswerk Hamm und ein Ausbildungszentrum der Bauindustrie.

#### Stadtbüchereien
Die Stadtbüchereien von Hamm umfassen eine Zentralbibliothek, vier Bezirksbüchereien in Bockum-Hövel, Heessen, Herringen und Rhynern und eine Autobücherei mit mehr als 30 Haltestellen im gesamten Stadtgebiet. Im Bezirk Pelkum sorgt der Servicepoint Bücherei zu den Öffnungszeiten des Bürgeramts Pelkum für eine bibliothekarische Grundversorgung. Die Stadtbücherei hält ca. 250.000 Bücher und Medien in ihrem Bestand. Jährlich werden etwa 1,1 Millionen Ausleihen verbucht.
Mit ihren „zum Lesen verführenden Serviceleistungen“ sind die Stadtbüchereien Hamm Bibliothek des Jahres 2005 geworden.
Das Heinrich-von-Kleist-Forum ist ein seit 2007 an der Stelle des ehemaligen Horten-Kaufhauses errichtetes Gebäude im Osten des Willy-Brandt-Platzes und dem Norden des Platzes der Deutschen Einheit. Es wurde am 26. Februar 2010 eröffnet. Die neue Zentralbibliothek der Stadt Hamm verfügt über die neuartige Technik einer Selbstverbuchungsanlage, Automaten für die Medienrückgabe sowie einer Sortieranlage und Förderbändern, die vollautomatisch die Verteilung der zurückgegebenen Medien auf die einzelnen Etagen ermöglicht.
Den Neubau teilt sich die Zentralbibliothek mit der Volkshochschule der Stadt Hamm und der SRH Hochschule für Logistik und Wirtschaft.

#### Pädagogisches Zentrum
Die Grundidee des Zentrums besteht darin, einen zentralen Anlaufpunkt für Schulen und Lehrkräfte, pädagogische Institutionen und Fachkräfte, aber auch für Schüler und Eltern zu bieten, die Dienstleistungen bzw. Unterstützung in Fragen von Schule, Bildung, Erziehung und Medien im weitesten Sinne benötigen. Das erste pädagogische Zentrum in einer nordrhein-westfälischen Stadt wurde am 16. Dezember 2004 eröffnet. Es umfasst neben der unteren Schulaufsichtsbehörde (Schulamt für die Stadt Hamm) das kommunale Schul- und Sportamt, den Stadtsportbund, das Zentrum für schulpraktische Lehrerausbildung Hamm (bisher Studienseminar für Lehrämter an Schulen genannt), das Medienzentrum der Stadt, die Film- und Fernsehschule Hamm, die Regionale Arbeitsstelle zur Förderung von Kindern und Jugendlichen aus Zuwandererfamilien (RAA), die Regionale Schulberatungsstelle (RSB = schulpsychologische Beratungsstelle) und den Verein für psychomotorische Entwicklungsförderung e. V. Movere.

### Sonstige Infrastruktur

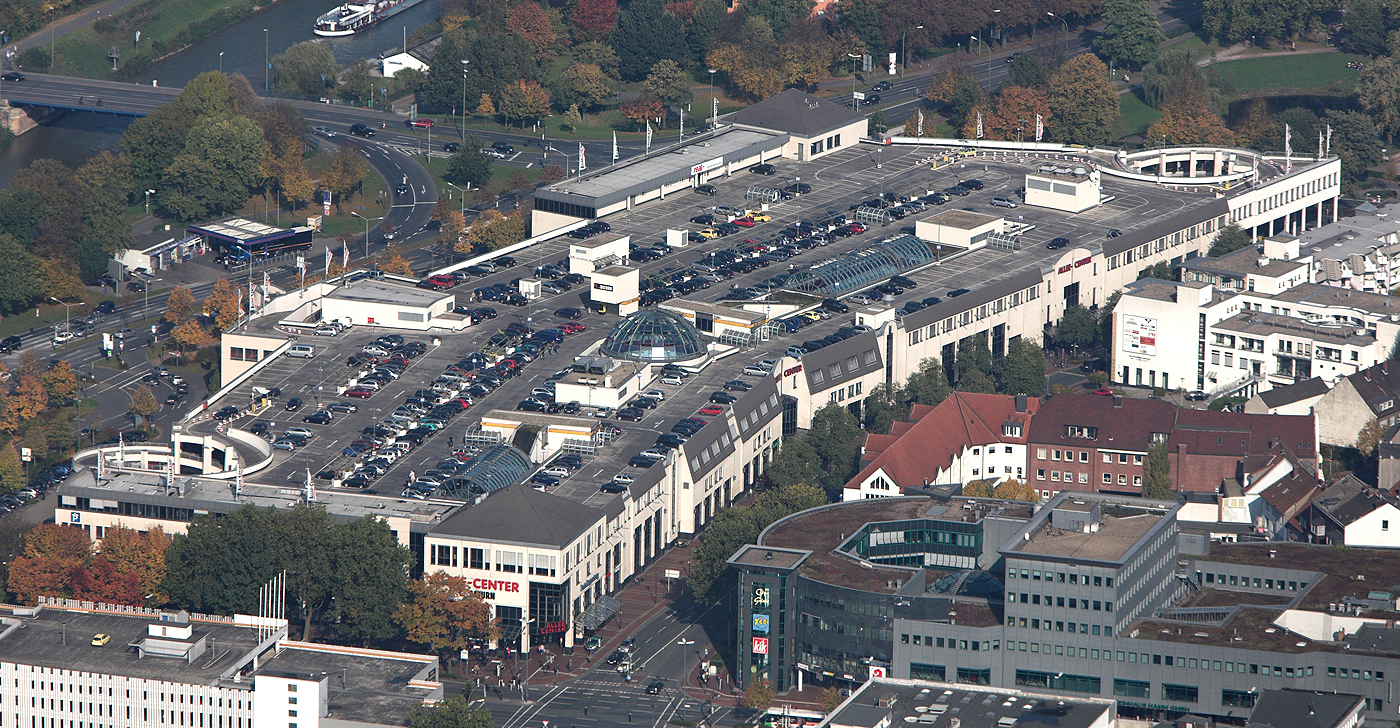
Luftaufnahme des ehemaligen Geländes der Brauerei Isenbeck, auf dem heute das Allee-Center Hamm steht

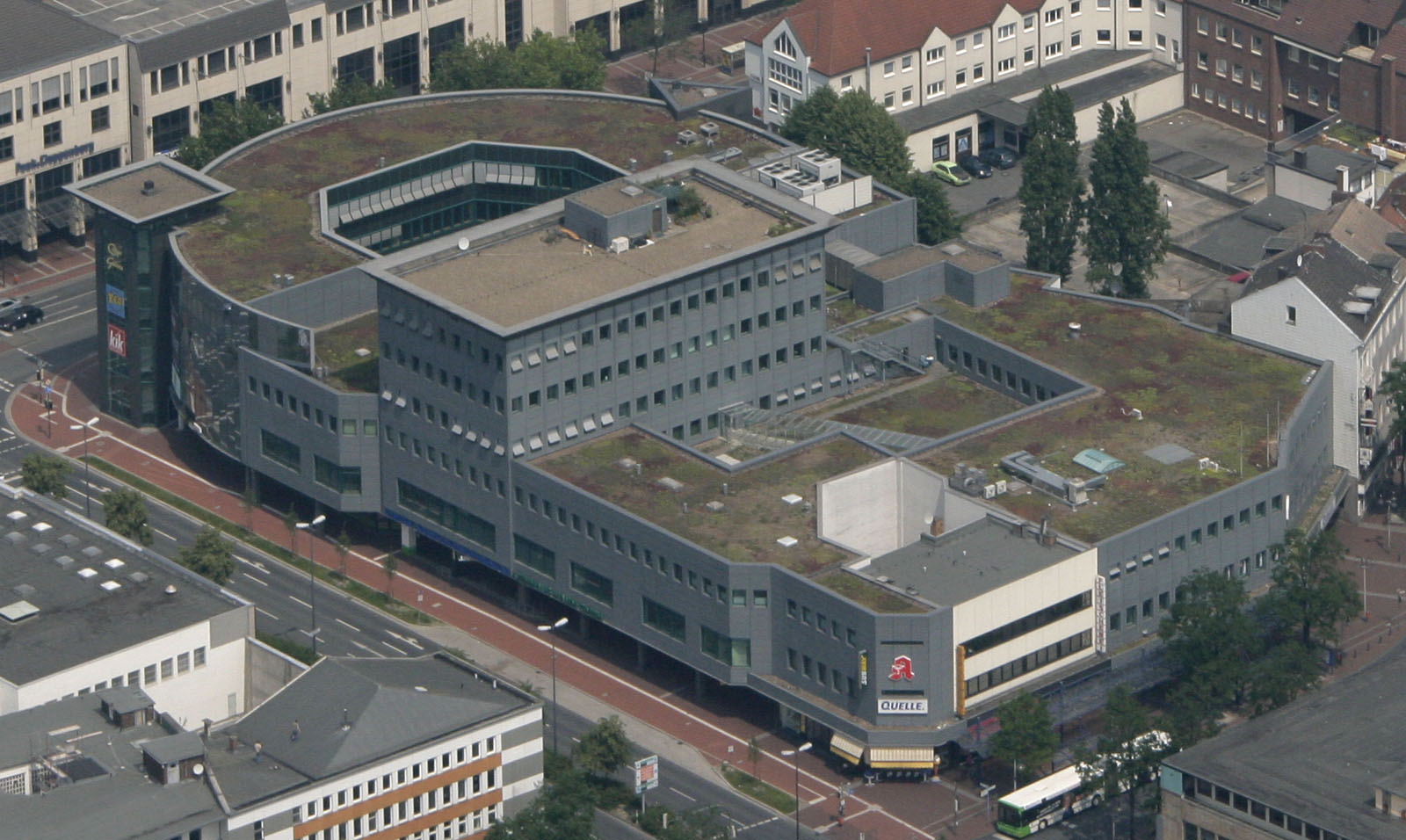
Luftaufnahme des CityCenters Hamm

#### Bankaktiengesellschaft
Die Bankaktiengesellschaft (BAG) mit Sitz in Hamm ist eine nahezu 100-prozentige Tochter des Bundesverbandes der Deutschen Volksbanken und Raiffeisenbanken. Sie ist ursprünglich aus dem „Hammer Bank-Skandal“ in den 1980er Jahren hervorgegangen. Die Aufgabe der BAG ist es, im genossenschaftlichen Bankverbund von den Mitgliedsbanken gekündigte oder aufgrund notwendiger Sanierungsmaßnahmen außergewöhnlich betreuungsintensive Kreditforderungen zu übernehmen. Dabei operiert die BAG bundesweit.

#### Berufsförderungswerk Hamm
Das Berufsförderungswerk Hamm bietet unter Trägerschaft der Josefs-Gesellschaft, der KAB und des Kolping-Bildungswerkes Maßnahmen zur Teilhabe am Arbeitsleben für Erwachsene, die sich aus gesundheitlichen Gründen für eine neue Berufstätigkeit qualifizieren.

#### Traditionskaufhäuser und Einkaufszentren
Die größten Einkaufszentren der Innenstadt sind das Allee-Center auf dem Gelände der ehemaligen Isenbeck-Brauerei und die auf der gegenüberliegenden Straßenseite gelegene Ritterpassage. Zusätzlich gibt es noch den Kaufhof in der Nähe des Bahnhofs. Die früher vorhandenen Filialen der Horten AG und der Kaufhalle AG sind geschlossen bzw. abgerissen. Der C&A ist 2009 in das Allee-Center umgezogen. Die Stadtbezirke haben in der Mehrzahl eigene Stadtteilzentren, die die Nahversorgung sicherstellen. Das wohl traditionsreichste Kaufhaus der Stadt war ter Veen (vollständig: Kaufhaus für Jedermann Egbert ter Veen GmbH) und lag in der Fußgängerzone von Hamm. Gegründet wurde es im Jahr 1907 und Mitte 2019 geschlossen.

#### Ökoprofit
Unternehmen der Stadt Hamm beteiligen sich an Ökoprofit, einem ökologischen Projekt für integrierte Umwelttechnik.

#### Rettungsorganisationen
Zu den bedeutendsten Rettungsorganisationen der Stadt zählt das Hammer Forum, eine Vereinigung, die sich die Versorgung und Behandlung kranker und verletzter Kinder in Krisengebieten auf die Fahne geschrieben hat.

## Kultur und Sehenswürdigkeiten

### Kultur

#### Theater
Zu den bedeutendsten Theatereinrichtungen der Stadt gehören die Westfälischen Freilichtspiele e. V. Waldbühne Heessen, das Helios-Theater im Kulturbahnhof und das Kurhaus Bad Hamm. Die Waldbühne Heessen ist das besucherstärkste Amateur-Freilichttheater Deutschlands. Auch Hamms ehemaliger Oberbürgermeister, Thomas Hunsteger-Petermann, ist hier aktiv.
Das Helios-Theater, benannt nach seinem Gründungsort, der Heliosstraße in Köln, begann als experimentelles Tourneetheater mit z. T. 100 verschiedenen Stationen pro Jahr. Seit 1997 ist es in Hamm ansässig und hat zunächst in verschiedenen Spielstätten der Stadt gearbeitet. Erst seit 2004 steht der Kulturbahnhof als dauerhafte Spielstätte zur Verfügung. Das Helios-Theater Ensemble ist damit Hamms erstes und einziges professionelles Theater. Zielgruppe des Helios-theaters sind vor allem Jugendliche. Das Ensemble geht zusätzlich zur Bespielung des Stammhauses auch weiterhin auf Tourneen und war 2002, 2004 und 2007 Ausrichter und Begründer des internationalen Theaterfestivals „hellwach“ in Hamm.
Der Theatersaal des Kurhauses ist Spielstätte für zahlreiche Tourneebühnen und bietet so neben Konzerten auch ein vielfältiges Schauspiel- und Musicalangebot.

#### Kinos
Auf dem Chattanoogaplatz in Hamm steht das CinemaxX Hamm, ein CinemaxX-Kino mit sieben Kinosälen, die insgesamt 1867 Plätze aufweisen. Betreiber ist die CinemaxX GmbH. Das CinemaxX ist seit Dezember 2018 der Nachfolger des Cineplex-Kinos in Hamm, dessen Vertrag ausgelaufen war.

#### Musik und Tanz

##### Städtische Musikschule Hamm

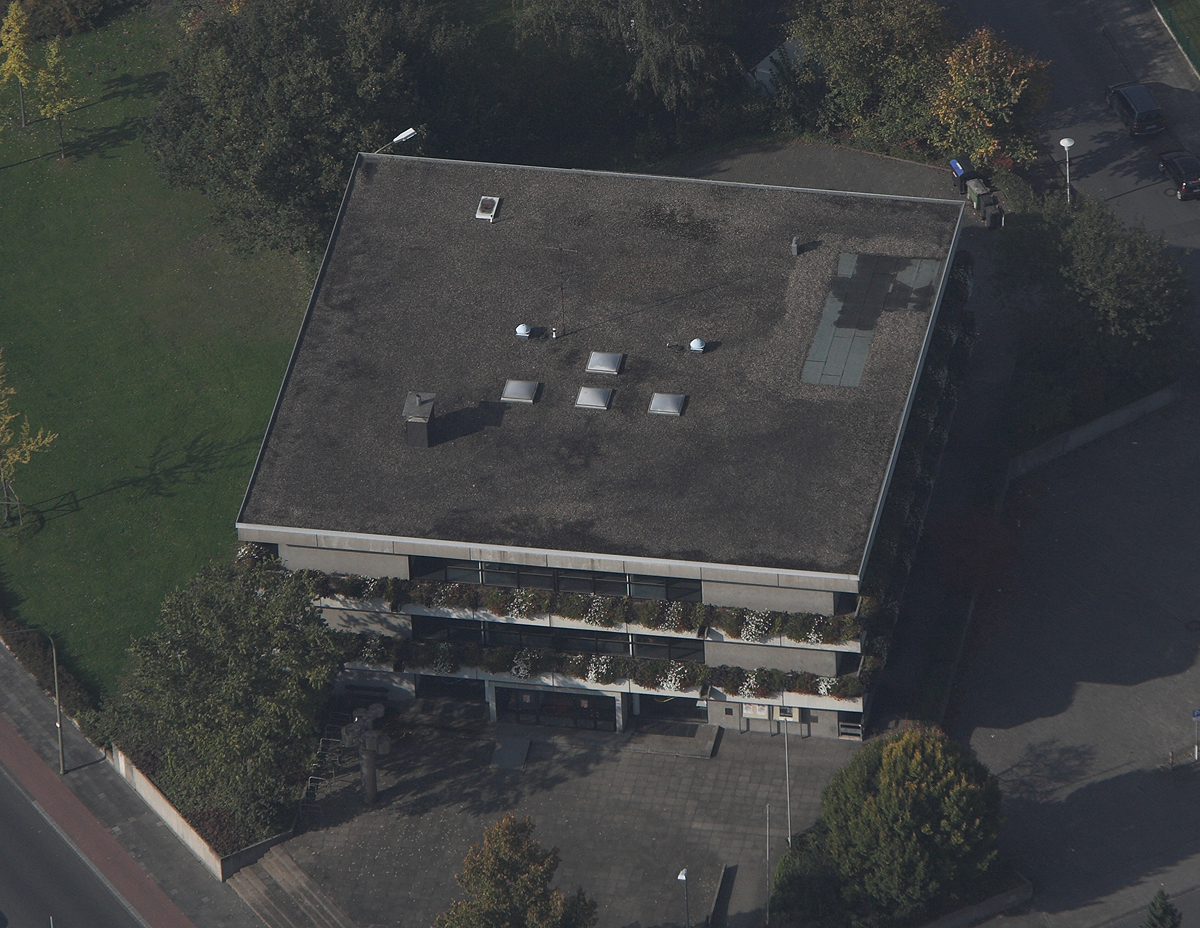
Luftaufnahme der Städtischen Musikschule, vor dem Umbau

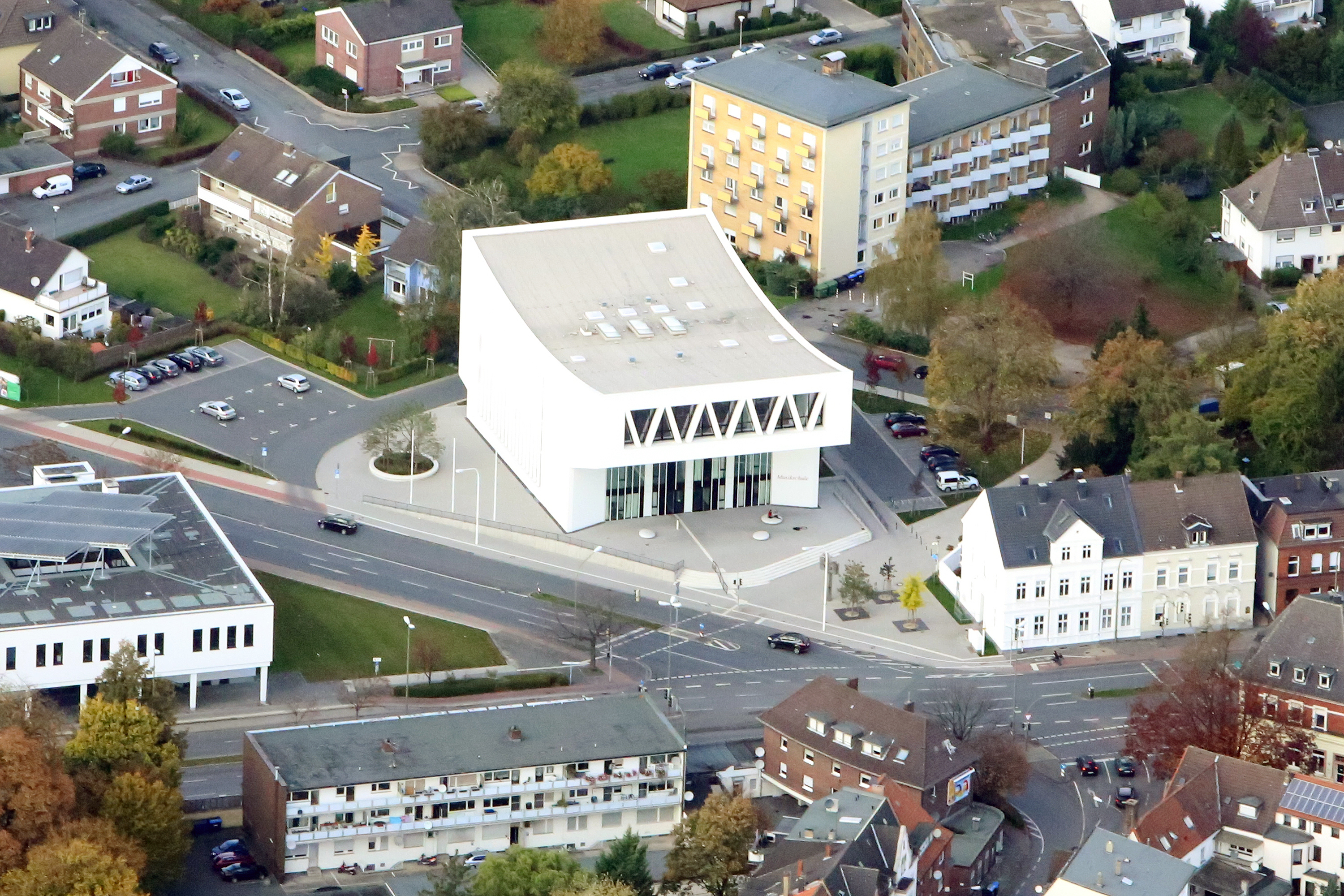
Luftbild der Städtischen Musikschule Hamm, nach dem Umbau, 2013

Die Städtische Musikschule Hamm wurde am 1. Februar 1940 gegründet und ist somit eine der ältesten Musikschulen Deutschlands. Mit etwa 7.000 Schülern und 95 Lehrkräften (Stand: April 2025) gehört sie zudem zu den größten Musikschulen der Bundesrepublik. In der Entwicklung der deutschen Musikschullandschaft hat die Städtische Musikschule Hamm immer wieder eine Vorbildfunktion übernommen. Sie wurde als voll durchstrukturierte Schule mit musikpädagogischen Einrichtungen von der vorschulischen musikalischen Erziehung bis zur Studienvorbereitung für Fortgeschrittene konzipiert. Darüber hinaus war der Neubau des Musikschulgebäudes Anfang der 1970er Jahre der erste Musikschulneubau in einer Mittelstadt. Der Verband deutscher Musikschulen erklärte die Hammer Musikschule zum Modellfall. Dabei war Martin Wolschke, der zwei Jahre später Leiter der Städtischen Musikschule Hamm werden sollte, 1952 an der Gründung des Verbandes auf Schloss Oberwerries bei Hamm beteiligt. Der frühere Schulleiter Joshard Daus prägte den Begriff der Orchesterschule. Sein Nachfolger Norbert Edelkötter, Bruder des Komponisten und Verlegers Ludger Edelkötter, setzte sie in die Praxis um. Von ihm stammt die Idee, die Orchesterschule mehrstufig zu gestalten. Für Hamm ist die Städtische Musikschule von grundlegender kultureller Bedeutung. Die fortgeschritteneren der etwa 40 Ensembles werden durch die Stadt Hamm immer wieder in offizielle Veranstaltungen eingebunden und entfalten teilweise weit über die Stadtgrenzen hinaus ihre musikalische Wirksamkeit.
Die von Norbert Edelkötter ins Leben gerufene, reichhaltige Orchesterlandschaft prägt das kulturelle Leben der Stadt in vielfältiger Weise. Hervorzuheben sind vor allem das Sinfonieorchester der Städtischen Musikschule Hamm als Spitze der klassischen Orchesterschule, das Sinfonische Blasorchester, die Jazz-Combo und die Bigband der Stadt Hamm, die mit der Musikschule in loser Verbindung steht. Die Musikschule verfügt allerdings über eine Vielzahl weiterer musikalischer Gruppierungen im klassischen wie im Popularbereich und bietet auch dem Tanz ein Zuhause.

##### Musikverein Hamm
Der 1884 gegründete Städtische Musikverein prägt das musikalische Leben der Stadt vor allem durch seinen Chor (Leitung: Lothar R. Mayer), der durch anspruchsvolle Konzertprogramme zu begeistern weiß, und sein Orchester, das Collegium Musicum (Leitung: Ulrich Lütgebaucks).

##### Chöre
Hamm verfügt über eine Reihe traditionsreicher Kirchenchöre, etwa den Kirchenchor Cäcilia der St. Stephanus-Kirche Bockum-Hövel oder den Jugendchor Cantate '86 (Leitung: Werner Granz). Es gibt zudem zahlreiche Gesangvereine, Männergesangvereine und Frauenchöre.
27 der Chöre der Stadt sind in dem im Jahre 1926 gegründeten, 1961 wiedergegründeten Sängerkreis Hamm e. V. organisiert. Laut Bestandserhebung aus dem Jahre 2007 gehören dem Sängerkreis insgesamt 987 aktive Sänger und 1327 fördernde Mitglieder an. Den Hauptanteil bilden dabei Männerchöre, die gemischten Chöre liegen zahlenmäßig vor den Frauenchören. Es gibt aber auch einen Jazz-Chor, einen Gospelchor und einen Barber-Shop-Chor, außerdem Kinder- und Jugendchöre. Im kulturellen Leben der Stadt Hamm sind die Chöre des Sängerkreises ein fester Bestandteil. Der Sängerkreis war dabei auch der Ausrichter zahlreicher musikalischer Festivals.

##### Kulturbüro der Stadt Hamm
Das Kulturbüro gehört zu den größten Kulturanbietern der Stadt Hamm in den Bereichen Theater und Konzerte. Zum Repertoire gehören Kinder- und Erwachsenentheater, Jazz-, Sinfonie-, Chor- und Kammerkonzerte, das bunte Kultursommerprogramm Kunst-Dünger, der KlassikSommer Hamm, das Internationale Jazzfest sowie Ausstellungen in der Stadthaus-Galerie. Das Kulturbüro hat sich der Förderung von Kunst und Kultur verschrieben, auch soweit es die Projekt- und Regelförderung verschiedener Einrichtungen angeht (soziokulturelle Zentren, Freie Jugendkunstschule, Helios-Theater, Trägerverein Kulturbahnhof Hamm e. V., Kirchen). Es ist Geschäftsstelle des Fördervereins Stadttheater Hamm e. V. und Sitz der Geschäftsstelle Koordinationsbüro Kulturregion Hellweg.

##### Bands
Zu den bekannteren Musikbands der Stadt gehören Giant Rooks, Open Rim, High Gain, Delirious, Kapelle Petra und Violet Aufgelöst haben sich hingegen Cuatro X.

##### Jazzclub Hamm
Der Jazzclub Hamm wurde im November 1997 gegründet und hat inzwischen über 120 Mitglieder. Mit seiner Arbeit und dem musikalischen Programm von Traditionellem bis Modernem trägt er zur Prägung der Hammer Kulturszene bei. Der Jazzclub Hamm e. V. hat seit 2008 sein festes Domizil im Spiegelsaal des Kurhauses Hamm. In zentraler Lage gibt es hier in der Regel jeden Monat eine Veranstaltung.

##### Tanz
Die Entwicklung tänzerischen Ausdrucks wird durch die Tanzschulen ADTV Pape Eicker-/Schmidt (die frühere Tanzschule Emil Liesegang), art of moving, Güth und Annelieses ADTV Tanz- und Ballettschule gefördert. Verdient gemacht hat sich auch Anke Lux mit der Tanzwerkstatt und ihrer Leitung der Tanztheater & Musical Company der Stadt Hamm.

#### Bedeutendere Veranstaltungen

##### Wiederkehrende Veranstaltungen
Mehrmals im Jahr findet in den Zentralhallen die Terraristika statt; die inzwischen weltweit größte Terrarien- und Reptilienmesse wird von Naturschutzorganisationen kritisiert, da im Umfeld im Ursprungsland geschützte Arten gehandelt werden. Zwar ist dies in der EU nicht verboten, aber die Beschaffung im Ursprungsland verstößt gegen die dortigen Gesetze und Arten mit kleinen Verbreitungsgebieten sind durch Wilderei in ihrem Bestand gefährdet.
In den Sommermonaten gibt es zahlreiche Veranstaltungen, die bedeutenderen darunter sind:
- Das Open Air Musikfestival Hammer Summer,
- Der KlassikSommer, eine anspruchsvolle Konzertreihe in den Sommermonaten,
- das Flugplatzfest – eine Flugschau – nahe der Innenstadt,
- der Hammer Orientbazar; zu Jahresbeginn in den Zentralhallen, im Sommer am Fuße des Glaselefanten im Maximilianpark,
- das Festival del Mar im Maximilianpark, das bis 2004 Italienische Nacht hieß,
- das „Feuerwerk“, das ebenfalls im Maximilianpark stattfindet,
- der jährlich stattfindende Mittelaltermarkt auf der Wiese des Maximilianparks unterhalb des Glaselefanten,
- die Hallenausgabe des Mittelaltermarktes, das Mittelalterlich Phantasie Spectaculum in den Zentralhallen,
- das einmal jährlich im Hafenbereich stattfindende Drachenbootrennen,
- die Herringer Kirmes
- „Wir sind Hamm“, „Messe für Leben, Freizeit, Wirtschaft“ (Verbrauchermesse)[69]
- Hamms Beste Band (2000–2012)
- sowie das seit Jahren etablierte Kurparkfest.
- das Sattelfest ist ein Fahrrad-Aktions-Tag in Kooperation der Städte Hamm und Soest. Dafür werden einige Straßen zwischen den Städten für den Autoverkehr gesperrt.

Seit einigen Jahren belebt der Stunikenmarkt, die Hammer Innenstadtkirmes, den Herbst.
Die Hammer City Night, ein seit Jahren etabliertes Radrennen, auf einem Innenstadtrundkurs um die Pauluskirche, wurde 2007 auf unbestimmte Zeit ausgesetzt. Ursache für das Ausfallen der 11. City Night war der Doping-Skandal im Radleistungssport. Im Jahr 2008 fand der Radsport eine neue Heimat im Stadtbezirk Bockum-Hövel, allerdings nur in Form eines Jugendradrennens.
In der Adventszeit wird die Pauluskirche von den Ständen des Weihnachtsmarktes gesäumt. Eine große Eisbahn wird für Schlittschuhläufer eingerichtet.
Seit vielen Jahren etabliert ist auch das Weihnachtskonzert des Chores Cantate '86 (Leitung: Werner Granz) in der Maximilianhalle, zu dem in jedem Jahr ein oder mehrere namhafte Solisten geladen werden.
In der Stadt werden verschiedene Musikfestivals abgehalten, darunter auch das Honky Tonk Festival und der Musikwettbewerb „Hamms beste Band“. Dieser wurde von 2000 bis 2012 einmal jährlich von der Band des Westfälischen Anzeigers ausgerichtet.
Die Städtische Musikschule Hamm ist ein weiteres prägendes Element des kulturellen Lebens der Stadt. Zu den wiederkehrenden Aufführungen gehören das Oostmalle-Abschlusskonzert – die Orchesterschüler der Musikschule halten einmal im Jahr eine intensive Probenwoche in dem belgischen Ort Oostmalle in der Nähe von Antwerpen ab – und die Weihnachtskonzerte. Das sinfonische Blasorchester der Städtischen Musikschule (Leitung: Georg Turwitt) gehört zu den regelmäßigen Gästen im Maximilianpark Hamm. Das Sinfonieorchester der Städtischen Musikschule Hamm (Leitung: Bernd Smalla) symbolisiert die Spitze der klassischen Orchesterschule. Der Popularbereich wird u. a. durch die Jazz-Combo (Leitung: Arno Mejauschek) und die Bigband (Leitung: Klaus Heimann) vertreten.
Das Collegium Musicum, das Orchester des Städtischen Musikvereins Hamm, wendet sich unter der Leitung von Ulrich Lütgebaucks mit seinen regelmäßig wiederkehrenden Sommer- und Weihnachtskonzerten vor allem, aber sicherlich nicht ausschließlich an Familien und Senioren. Der Chor des Städtischen Musikvereins unter der Leitung von Lothar R. Mayer bereichert das kulturelle Leben der Stadt regelmäßig mit anspruchsvollen Konzertprogrammen.
Der JazzClub Hamm gibt einmal im Monat ein Konzert im Spiegelsaal des Kurhauses. Das Repertoire reicht von Traditionellem bis zu Modernem.

##### Bedeutende einmalige Ereignisse
Vom 6. bis 7. September 2008 fand in der Hammer Innenstadt der 25. Westfälische Hansetag statt. Über 30 westfälische Hansestädte haben sich auf dem Marktplatz an der Pauluskirche mit ihrer Kultur und ihren Spezialitäten präsentiert.
Im Juni 2009 wurde in Hamm der Nordrhein-Westfalen-Tag abgehalten.

#### Künstlerviertel
Im durch die zentral gelegene Martin-Luther-Kirche geprägten Martin-Luther-Viertel entsteht durch den Einsatz einer Bürgerinitiative seit einigen Jahren ein Kunst- und Künstlerviertel. Vielseitige Kunst im öffentlichen Raum von Lichtgestaltung über Wandgemälde bis zu Skulpturen und Objektkunst wird mit dem Ziel einer positiv besetzten Umgestaltung des ehemaligen sozialen Brennpunktes verbunden.
Im August 2005 entstand ein neues Kunstwerk in der Rödinghauser Straße, der Verbindungsstraße zwischen der Weststraße und der Martin-Luther-Straße. Sieben verschiebbare Torelemente aus Edelstahl sind dort zu einem Blickfang geworden. Das Werk steht unter dem Motto: „Gegensätze im Einklang“, der Entwurf stammt von der Künstlerin Martine Mallet aus Hamm. Die Umsetzung erfolgte durch den Architekten Martin Weber aus Heiligenhaus. Verschiedenste kulturelle Aktivitäten begleiten das Viertel durch das Jahr und kulminieren in dem multikulturellen Fest La Fête am jeweils letzten Augustwochenende, das mittlerweile Kultstatus erlangt hat.

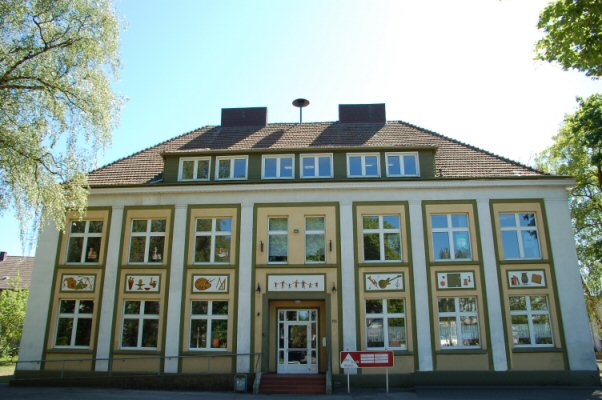
Alte Schule Werries

#### Künstlerwinkel
An der Ecke Alter Uentroper Weg/Braamer Straße befindet sich in der Alten Schule Werries das Gemeinschaftsatelier des Arbeitskreises Kunst Hamm e. V. Die Räumlichkeiten wurden seit der Renovierung 1975 mit vielen verschiedenen Arbeitsgeräten ausgestattet, damit die Künstler ihre Ideen umsetzen können. Es werden mehrmals im Jahr Ausstellungen veranstaltet, z. B. in der Stadthausgalerie in Hamm.

### Museen und Ausstellungen

Städtisches Gustav-Lübcke-Museum

#### Gustav-Lübcke-Museum
Das Gustav-Lübcke-Museum ist die bedeutendste Kulturinstitution in der Stadt Hamm und überregional bekannt. Es wurde im Jahr 1890 von Bürgern, die sich im Museumsverein organisiert haben, als Heimatmuseum für ihre Stadt gegründet. Der Name erinnert an den Kunstsammler Gustav Lübcke, der 1917 seine Sammlung in das Städtische Museum eingebracht hatte und auch erster Direktor wurde. Diese Sammlung bestand zu großen Teilen aus kunsthandwerklichen Gegenständen von der Antike bis zur Gegenwart. Ein weiterer Sammlungs- und Ausstellungsschwerpunkt ist die ägyptische Kunst. Diese Abteilung hat ihren Ursprung in der berühmten „Hammer Mumie“, die 1886 nach Hamm kam.
Die Sammlung zum Alten Ägypten zählt zu den größeren in Deutschland. Das Gustav-Lübcke-Museum hat heute fünf Abteilungen: Regionalarchäologie, Stadtgeschichte, Altes Ägypten, Angewandte Kunst und Freie Kunst. Außerdem finden im großen Oberlichtsaal regelmäßig Wechselausstellungen zu unterschiedlichen Themenbereichen statt. Darüber hinaus besitzt das Gustav-Lübcke-Museum eine eigene museumspädagogische Abteilung, die spezielle Angebote für Schulklassen und andere Zielgruppen organisiert.
Das Gustav-Lübcke-Museum ist seit 1993 in einem modernen Museumsbau untergebracht, der von den dänischen Architekten Jørgen Bo und Vilhelm Wohlert entworfen wurde.
2009 erhielt das Museum eine bedeutende Schenkung von mehr als 20 Arbeiten auf Papier zur Kunst der Klassischen Moderne aus Hammer Privatbesitz, darunter Aquarelle, Zeichnungen und Druckgraphiken von Willi Baumeister, Lovis Corinth, Erich Heckel, Karl Hofer, Max Liebermann, Franz von Lenbach, Wilhelm Morgner, Karl Otto Götz, Werner Schriefers und Jupp Lückeroth.
Das Museum wird von der Stadt Hamm getragen und ideell sowie finanziell unterstützt durch den Museumsverein Hamm e. V.

#### Stadthaus-Galerie
Hamm besitzt auch die Stadthaus-Galerie (im Pädagogischen Zentrum, Stadthausstr. 3) in gemeinsamer Trägerschaft des Kulturbüros und des Schul- und Sportamtes in Verbindung mit dem Kunstverein Hamm e. V. Hier werden jährlich mehrere Ausstellungen von lokalen Künstlern und Gruppen sowie Künstlern aus den Hammer Partnerstädten gezeigt.

#### Otmar Alt Stiftung
1996 wurde auf einem 10.000 m² großen Stiftungsgelände die Otmar Alt Stiftung gegründet. Das hierfür genutzte bäuerliche Anwesen aus dem 17. Jahrhundert beherbergt Atelier- und Aufenthaltsräume für junge Stipendiaten sowie einige Ausstellungsräume. In der Außenanlage befindet sich ein großer Skulpturengarten mit einem Amphitheater. Auf dem Stiftungsareal finden regelmäßig Ausstellungen verschiedener bildender Künstler, Konzerte und Kabarett- bzw. Theaterveranstaltungen statt.

#### Heimathaus Rhynern
Das Heimathaus Rhynern ist ein Baudenkmal, das vom Heimatverein Rhynern e. V. und der NRW Stiftung restauriert wurde. Seit 2004 steht das Gebäude unter Denkmalschutz.

#### Heimatmuseum Heessen
Der Heimatverein Heessen zeigt in einem ehemaligen Backhaus des Brokhofes in Heessen eine heimatkundliche Dauerausstellung zur Geschichte Heessens. Zu sehen sind unter anderem Exponate aus dem Mittelalter und dem Beginn der Industrialisierung. Insbesondere werden die Bereiche Kirche, Handwerk und Bergbau präsentiert.

#### Heimatverein Norddinker
Die 1998 eröffnete Ausstellung des Heimatvereins Norddinker widmet sich historischen Maschinen und Geräten der Landwirtschaft sowie Urkunden, Schriften und Fotografien. Die ältesten Ausstellungsstücke stammen aus der Zeit um 1700. Besondere Bedeutung hat eine umfangreiche Sammlung von Geräten zur Flachsverarbeitung, innerhalb derer die einzelnen Verarbeitungsmethoden und -möglichkeiten nahezu vollständig abgebildet werden. Herausragendes Ausstellungsstück ist der Nachbau eines germanischen Webstuhles.

#### Museumseisenbahn Hamm
Der gemeinnützige Verein Museumseisenbahn Hamm e. V. (MEH) arbeitet an der Erhaltung historischer Eisenbahnfahrzeuge und der Strecke Hamm – Lippborg. Mehrmals im Jahr kommen auf dieser Strecke die Dampfzüge der Museumseisenbahn Hamm zum Einsatz und können für nostalgische Spazierfahrten genutzt werden.

### Lichtkunst
Seit dem Jahr 2002 ist die Stadt Hamm im Kulturprojekt Hellweg – ein Lichtweg vertreten.

### Bemerkenswerte Örtlichkeiten

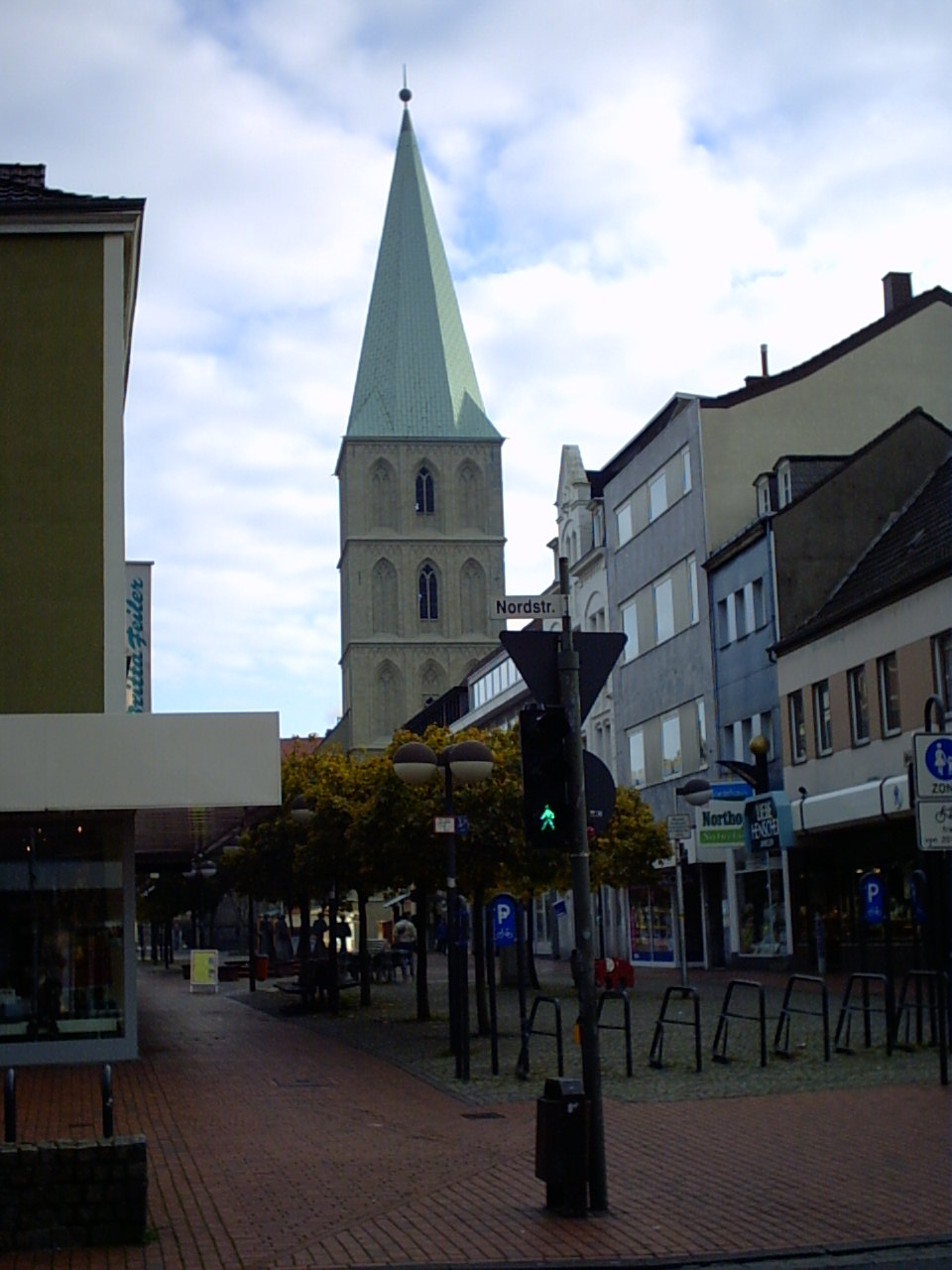
Pauluskirche von der Nordstraße aus gesehen, zentraler Kirchenbau in Hamm

#### Sakralbauten

##### Pauluskirche (St. Georg und Laurentius)
Der zentrale Kirchenbau in Hamm ist die heutige evangelische Pauluskirche, (früher 'Große Kirche' oder St. Georg und Laurentius nach den Schutzpatronen der Stadt), deren Pfarrgemeinde durch Abpfarrung im Jahre 1337 von der Pankratiuskirche im Dorf Mark entstand. Der Kirchenbau ist in gotischem Stil errichtet. Das genaue Alter des Bauwerks ist unbekannt, einige Quellen nennen das Jahr 1275 als das Jahr des Baubeginns. Die Errichtung der Kirche fand aber jedenfalls in der Zeit zwischen der Stadtgründung und der Abpfarrung statt. Sehr wahrscheinlich bestand vor dem eigentlichen Kirchenbau eine kleinere Kapelle o. ä. an gleicher Stelle. Ihr Turm, dessen Spitze ca. 80 Meter hinaufragt, gilt als altes Wahrzeichen der Stadt. Die Kirche wurde in ihrer langen Geschichte mehrfach stark beschädigt. Insbesondere im Zweiten Weltkrieg wurden große Teile der Kirche zerstört. Aus der Zeit des Wiederaufbaus nach 1945 stammt der pyramidenförmige Turmhelm, der sich wieder dem ursprünglich gotischen der Jahre vor dem großen Stadtbrand von 1741 anlehnt. Ihren heutigen Namen erhielt die Pauluskirche im Jahre 1912.

##### Martin-Luther-Kirche
Daneben prägt die barocke Martin-Luther-Kirche ein ganzes Viertel in der Hammer Innenstadt. Sie wurde in den Jahren 1734 bis 1739 erbaut, um der lutherischen Gemeinde und großen Teilen der Garnison in Hamm einen angemessenen Gottesdienst zu ermöglichen. Ursprünglich „Kleine Evangelische Kirche“, manchmal auch Garnisonskirche genannt, erhielt sie im Jahre 1912 den heutigen Namen. Nach längeren Umbauarbeiten, wurde die Martin-Luther-Kirche zur Jugendkirche Hamm.

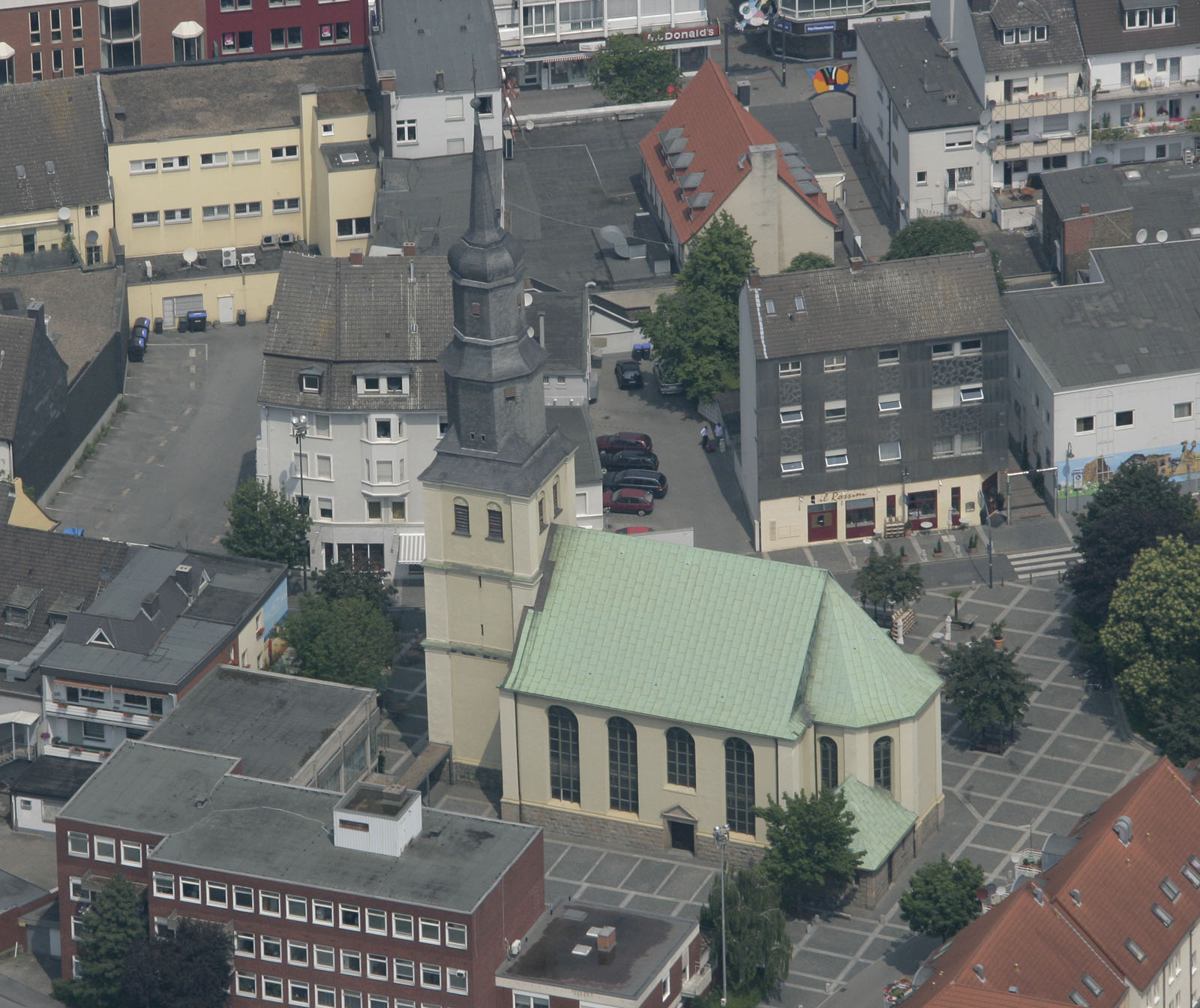
Ehemalige preußische Garnisonspfarrkirche, heute Martin-Luther-Kirche und das gleichnamige Stadtviertel

##### St. Agnes (ehemalige Klosterkirche der Franziskaner)
Der einzige katholische Kirchenbau in der Hammer Altstadt – die Kirche St. Agnes – geht auf die Gründung eines Franziskaner-Observanten-Klosters im Jahre 1455 zurück. In diesem Jahr erhielt der junge Franziskanerkonvent die der heiligen Agnes geweihte Kapelle der im Nordosten der Stadt liegenden landesherrlichen Burg von Graf Gerhard von der Mark zu Hamm geschenkt. Der Bau der Klosterkirche in ihrer heute noch existierenden Form begann im Jahre 1507 infolge einer Stiftung. Am 21. Mai 1515 erfolgte die Einweihung der Kirche. Graf Gerhard wurde 1461 im Vorgängerbau der Klosterkirche, seiner Hofkapelle St. Agnes zu Hamm, beigesetzt. Die Grabstätte ist dann in den Mittelgang des Neubaus verlegt worden. Die Grabplatte aus Messing blieb jedoch nicht erhalten. Sie zeigte auf 12 Messingplatten (1,51 m × 3,29 m) den Grafen auf einem gemusterten Teppich mit Kopfkissen und gefalteten Händen liegend, zu seinen Füßen das von zwei Schwänen gehaltene Doppelwappen Kleve-Mark. An den Seiten befanden sich Säulen, deren Kapitelle von einem Tudorbogen abgeschlossen wurden, und je ein Zierband mit vier Familienwappen. Die Umschrift hieß: „Am 12. September 1461 starb der erlauchte Schutzherr Herr Gerhard von Kleve-Mark, Gründer dieses Konvents der Minderbrüder von der Observanz. Betet für seine Seele, dass sie ruhe in Frieden. Amen.“ Er war der erste und einzige Landesherr, der in Hamm begraben wurde. Die Bombenangriffe im Zweiten Weltkrieg im Jahre 1944 vernichteten das Gotteshaus fast vollständig, nur die Außenmauern im östlichen Bereich blieben bestehen. Dabei wurde auch die Grabplatte des Grafen Gerhard zerstört.

##### Pankratius-Kirche in Mark
Die dem heiligen Pankratius geweihte Marker Dorfkirche wurde um 1100 in der Ortschaft Mark errichtet, ganz in der Nähe der späteren Burg Mark, dem Sitz der Grafen von der Mark. Die Mark und damit auch die evangelische Kirche St. Pankratius liegen heute im Stadtbezirk Uentrop. Sie gehört nicht nur zu den ältesten und bedeutendsten, sondern auch zu den schönsten Sakralbauten Hamms. Umgeben ist sie von dem ehemaligen Friedhof und einem Ensemble alter Fachwerkhäuser. Das weit ausladende Querschiff mit dem dreiseitig geschlossenem Chor überragt das niedrige Langhaus. Der etwas nach Süden verschobene, zweigeschossige Turm gibt Anlass zu der Vermutung, dass der Kirchenbau einfachen romanischen Ursprungs ist. Wie bei allen Kirchen aus dieser Zeit besteht das Mauerwerk aus grünem Sandstein. Die unbehauenen und nur grob verfugten Außenmauern waren über viele Jahre der Witterung stark ausgesetzt. Deshalb wurden sie 1989 mit einer weiß gekalkten Putzschicht überzogen. 1735 wurde das heutige Glockengeschoss aus Ziegeln aufgemauert und 1909 mit Schiefer verblendet. Seit 1796 wird der Turm durch eine Wetterfahne mit einem Posaune blasenden Engel gekrönt. Eindrucksvoll sind Anfang des vorigen Jahrhunderts hinzugefügten Glasmalereien in den Fenstern. Bis 1337 war die Kirche zu Mark die Mutterkirche der Stadt Hamm. Denn die Hammer Hauptkirche, die den beiden Heiligen Laurentius und Georg geweiht war (die heutige Pauluskirche), wurde erst in diesem Jahr zur selbständigen Pfarrei erhoben. Ihre maßgebliche kunstgeschichtliche Bedeutung erhält die schlichte Dorfkirche durch ihre Wandmalereien im Chor, die bei einer Erneuerung 1908/09 entdeckt wurden. Diese Fresken dürften nach der Erbauung des Chores in der Mitte des 14. Jahrhunderts entstanden sein. Sie bilden eine gemalte Predigt, die nach Umfang und Vollständigkeit in Westfalen einzigartig bleibt. Ältestes Ausstattungsstück der Kirche ist der aus Baumberger Sandstein gefertigte Taufstein aus der Mitte des 13. Jahrhunderts. Außerdem hat sich im Chor eine Anzahl von Grabmälern erhalten. Am bekanntesten ist das des Generalleutnants Karl Friedrich von Wolffersdorff († 1781). Die Marker Dorfkirche gehört heute zur evangelischen Kirchengemeinde Mark.

##### Christuskirche
Die evangelische Christuskirche im Hammer Westen gehört heute zum Stadtbezirk Mitte. Seit 1990 stehen Christuskirche und Gemeindehaus unter Denkmalschutz.

##### Filialkirche Herz Jesu
Die katholische Filialkirche Herz Jesu liegt im Stadtbezirk Bockum-Hövel. Seit 2006 stehen Kirche und Pfarrhaus unter Denkmalschutz.

##### Jakobuskirche
Die Jakobuskirche (St. Jakobus) in Pelkum, die mit dem sie umgebenden Häuserensemble ein eindrucksvolles kleinstädtisches Ambiente bietet, stammt aus insgesamt drei verschiedenen Bauzeiten. Dies ist heute nicht mehr unbedingt auf den ersten Blick wahrnehmbar. Während der letzten Renovierung (Mitte der siebziger Jahre) wurde weißer Schlämmputz zum Schutz des grob geschichteten Bruchsteinmauerwerks aufgetragen. Dieser hat den Gesamteindruck sehr vereinheitlicht. Das Gebäude ist völlig schmucklos, und zwar von außen wie von innen. Beachtlich ist allerdings das eindrucksvolle Glasfenster mit der Kreuzigungsgruppe, das von dem Glasmaler Victor von der Forst aus Münster gefertigt wurde. Die ältesten Versatzstücke der Jakobuskirche sind der Turm (mit Ausnahme des oberen Stockwerks) und seine beiden seitlichen, pultförmigen Anbauten. Es handelt sich um die Reste einer romanischen Kirche, die heute nicht mehr existiert. Der Turm hat vier Geschosse und erhebt sich auf einem quadratischen Grundriss völlig ungegliedert aus dem Unterbau. Oben befindet sich ein Glockengeschoss, das nicht zum ursprünglichen Bau gehört, sondern später angefügt wurde. Es hat vier rundbogige Schallöffnungen. Darauf setzt – nach einem Abschlussgesims – der Helm als schlichtes, viereckiges Zeltdach an. 1738/39 wurde das Kirchenschiff errichtet. Es handelt sich um einen querrechteckigen Saal, der in zwei schmale Gewölbejoche unterteilt ist.

##### Kapelle St. Anna
Die katholische St.-Annen-Kapelle ist im Stadtbezirk Heessen gelegen (Dolberger Straße). Seit 1986 steht sie unter Denkmalschutz. Die Kapelle wurde 1728 errichtet und ist Teil der Gesamtanlage Rotes Läppchen. Der achteckige Ziegelbau erhält seine barocke Eleganz vor allem durch die geschweifte Haube mit ihrem Dachreiter. Das Portal der Kapelle schmückt das Wappen der Bauherren, der Schlossherren von der Recke. Das große Altarbild aus dem 19. Jahrhundert zeigt die jugendliche Gottesmutter mit ihren Eltern, Joachim und Anna. Im Dachreiter der Kapelle befindet sich eine der ältesten Glocken in der Stadt Hamm, deren Ursprung vermutlich bis auf das frühe 13. Jahrhundert zurückgeht.

##### Kapelle St. Peter und Paul
Die katholische Kapelle St. Petrus und Paulus ist im Stadtbezirk Herringen gelegen. Sie wurde am 25. Oktober 1775 geweiht und trat damit die Nachfolge der Kapelle auf Haus Nordherringen an. Bis zu diesem Zeitpunkt diente diese den katholischen Einwohnern Herringens zur Messfeier. 1842 wurde die Kapelle durch den Paderborner Bischof Damberg zur Pfarrkirche erhoben, die sie bis 1930 blieb. Seit 1985 steht sie unter Denkmalschutz.

##### Kirche Drechen
Die evangelische Kirche Drechen befindet sich im Stadtbezirk Rhynern (Ortsteil Osterflierich). Seit 1994 ist die historische Ausstattung der Kirche in die Denkmalliste der Stadt eingetragen. Die Ursprünge der Kirche gehen auf einen schon im 9. Jahrhundert im Werdener Urbar genannten Haupthof (Drocni) zurück. Dieser befand sich im 12. Jahrhundert im Besitz der späteren Grafen von der Mark. Für 1188 ist in Drechen eine Kirche belegt. Der romanische Turm sowie Schiff und Chor aus dem 14. Jahrhundert wurden allerdings 1899 wegen Baufälligkeit abgebrochen. Die heutige Kirche wurde am 4. Juli 1901 geweiht. Sie befindet sich nicht am alten Standort.

##### Kirche Rhynern
Die evangelische Kirche Rhynern befindet sich im Stadtbezirk Rhynern. Sie wurde zwischen 1665 und 1667 als einfacher kleiner Sechseckbau mit Flachdecke errichtet und steht seit 1985 unter Denkmalschutz.

##### Kirche St. Victor
Die evangelische Kirche St. Victor in Herringen ist am Herringer Markt gelegen. Sie kann eine dreischiffige Halle mit geschlossenem Chor und einem offensichtlich älteren Westturm aufweisen. Die zweijochige Halle dürfte den in Westfalen häufig anzutreffenden Raumvorstellungen des 13. Jahrhunderts entsprechen, der Turm stammt vermutlich aus der Mitte des 12. Jahrhunderts. Er hat auf allen vier Seiten je zwei gekuppelte Schallöffnungen und wirkt gegenüber dem hochüberdachten Langhaus eher gedrungen. Das Mauerwerk wird von grünem Sandstein dominiert. In der nördlichen Seitenschiffwand ist eine spätgotische Nische mit vorkragendem profiliertem Rahmen zu finden. Die einstmals reichhaltigen Wandmalereien aus dem 14. Jahrhundert, die noch vor ihrer Erneuerung im Jahre 1900/01 entdeckt wurden, konnten aufgrund ihres schlechten Erhaltungszustandes nicht gerettet werden. Die Fenster des Chorraumes wurden 1952 von Professor Thol entworfen. Es zeigt die Himmelfahrt Christi und zehn Darstellungen aus dem Leben Jesu. Bemerkenswert sind auch die beiderseits angebrachten Epitaphien aus Baumberger Steinen: rechts das der Clara Anna von Pentinck (1604) verheiratete von Hugenpoth, links von einem anderen Familienmitglied von Hugenpoth. Seit 1973 ist die Kirche im Besitz einer Orgel mit 24 Registern. Sie bewahrt außerdem einen Abendmahlkelch auf, auf dem das Wappen von der Regel – silbervergoldet – zu sehen ist. Der Kelch stammt aus dem 14. Jahrhundert und ist eines der ältesten erhaltenen Werke Hammer Goldschmiedekunst.
Darüber hinaus verfügt die St. Victor-Kirche über die älteste noch in Funktion stehende Glocke nördlich der Alpen.

##### Liebfrauenkirche

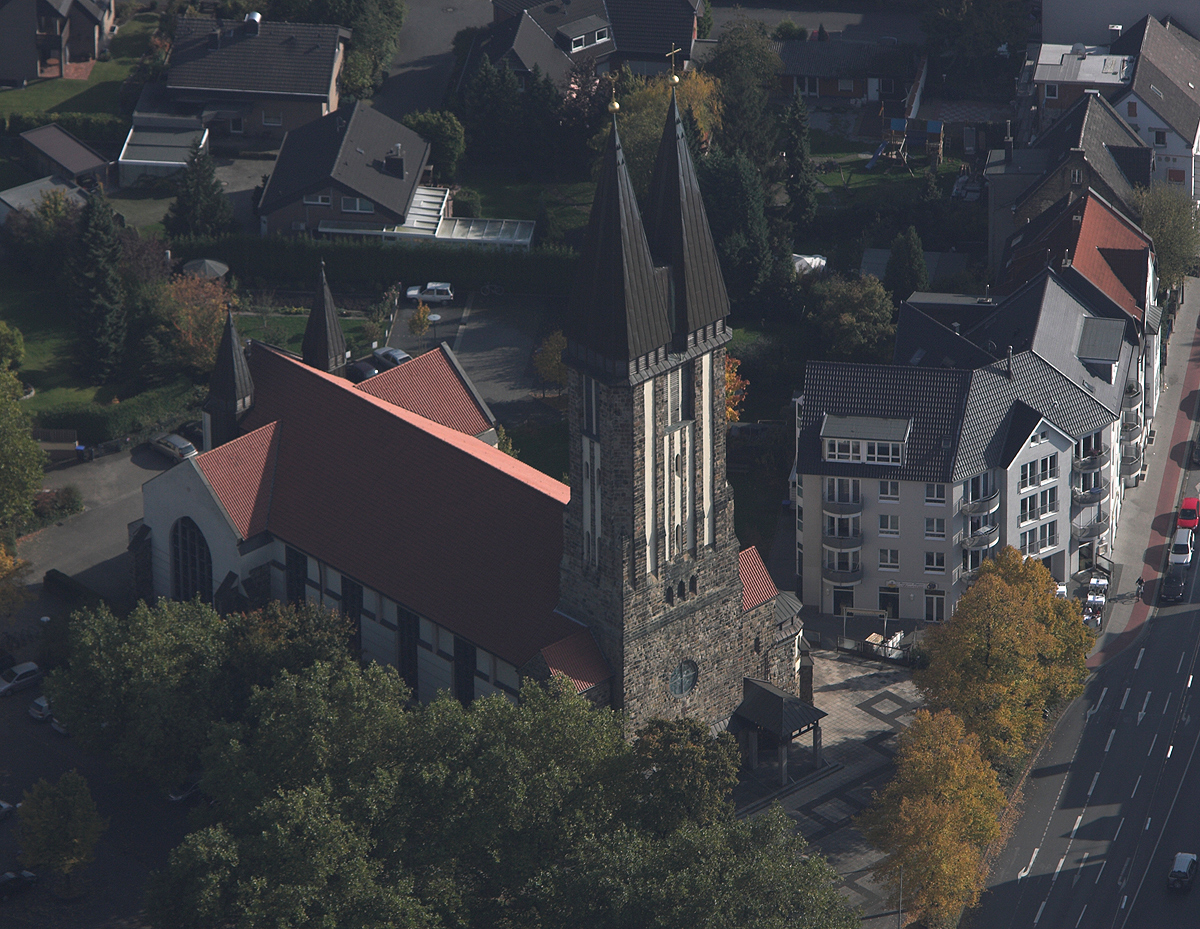
Pfarrkirche Liebfrauen im Hammer Süden

Die katholische Pfarrkirche Liebfrauen befindet sich im Stadtbezirk Mitte. Die feierliche Grundsteinlegung des ersten Kirchbaus erfolgte am 27. März 1897. Am 25. Juni 1899 wurde die Kirche dann durch den Weihbischof Augustin Gockel aus Paderborn eingeweiht. 1909 wurde die Liebfrauenkirche von der Muttergemeinde St. Agnes abgepfarrt. Die rasch anwachsende Zahl der Gemeindemitglieder machte einen zweiten, erheblich größeren Kirchbau notwendig. Der Grundstein dieser neuen Kirche wurde am 14. Mai 1911 gelegt. Bereits am 17. Dezember 1911 wurde die Kirche durch Bischof Josef Schule aus Paderborn eingeweiht. 1912 folgte die Einweihung des Josefsaltars, der ein Geschenk des Arbeitsvereins war. Am 7. September 1940 wurde die Kirche kriegsbedingt zerstört. In den Nachkriegsjahren konnte zunächst nur eine Notkirche errichtet werden. Erst am 19. Oktober 1952 erfolgte die Grundsteinlegung für einen Wiederaufbau der Liebfrauenkirche in vereinfachten Formen. Am 16. August 1953 weihte der Paderborner Erzbischof Lorenz Jaeger die Kirche ein. Erst in jüngerer Zeit fand der Wiederaufbau mit der Errichtung der parallelen Spitzhelme seinen Abschluss. Seit 2006 verfügt die Kirche über eine neue Orgel.

##### St. Pankratius in Bockum-Hövel
Die St.-Pankratius-Kirche im Ortsteil Hövel, Teil des Stadtbezirkes Bockum-Hövel, ist nach ungesicherten Informationen die älteste Kirche Hamms. Laut einer Vermutung des ehemaligen Bockum-Höveler Ortsheimatpflegers Willi E.Schroeder von 1980 sei sie „um 1025 bis 1030“ errichtet worden, „da der hl. Sankt Pankratius zu dieser Zeit hoch verehrt wurde“. Gestiftet habe die dem heiligen Pankratius geweihte Kirche der „Graf Bernhard von Werl“, der für Schroeder seit 1003 ein „Graf Bernhard von Hövel“ ist. Nach den Forschungen des Historikers Paul Leidingers hat es jedoch nie einen Grafen Hövel aus dem Hause Werl gegeben. In der ersten Hälfte des 14. Jahrhunderts wurde ein Sandsteinbau anstelle der angeblichen ursprünglichen durch „Graf Bernhard von Hövel“ errichteten Holzkirche erbaut. Starke Beschädigungen im Zweiten Weltkrieg machten den Wiederaufbau zwischen 1954 und 1956 erforderlich. Das 1564 errichtete Pastorat und zwei 1511 und 1678 gegossene Glocken stehen unter Denkmalschutz.

##### Pfarrkirche Berge
Die evangelische Pfarrkirche in Berge liegt auf dem Nordhang des Höhenzuges von Rhynern nach Bönen in Berge. Dieser trennt das Lippetal von der Hellwegzone. Die Ursprünge der Kirche gehen bis in das 11. Jahrhundert zurück. Zu dieser Zeit gab es hier bereits eine Hauskapelle. Der Kirchturm ist vermutlich im 14./15. Jahrhundert westlich an die alte Kapelle angebaut worden. Das Mauerwerk des mächtigen, 6,5 × 7 m großen, in drei Geschossen aufsteigenden Gebäudes besteht aus grünem Sandstein in kleinen Quaderschichten. Innerhalb des Turmes befindet sich eine gegossene Glocke mit einer Inschrift, deren Jahreszahl als 1504 oder 1519 zu entziffern ist. Sie stammt von dem Soester Meister Herman Vogel, einem der besten Glockengießer seiner Zeit. Anfang des 20. Jahrhunderts erhielt das renovierungsbedürftige Mauerwerk von Kirche und Turm einen Zementspritzbewurf. Das Kircheninnere wurde 1957/58 renoviert. Im Zuge dieser Arbeiten wurde der hölzerne Altar durch einen steinernen ersetzt. Die Kirche wurde außerdem mit einer neuen Orgel mit acht Registern ausgestattet. Von der Kirche aus hat man einen Blick auf fast die gesamte Stadt Hamm.

##### Pfarrkirche St. Antonius von Padua
Die katholische Pfarrkirche St. Antonius liegt in dem landwirtschaftlich eindrucksvollen Umfeld der Bauerschaft Geithe, die heute zum Stadtbezirk Uentrop gehört. Unmittelbar an der Kirche führt die Römer-Route entlang. Die im Schatten der Kirche gelegene Gastwirtschaft mit Biergarten lädt nicht nur Radtouristen zum Verweilen ein. In früheren Jahrhunderten befand sich hier eine Kapelle aus Fachwerk, errichtet im Jahre 1785. Sie bestand aus einem etwa 11 m langen, flachgedeckten Schiff und einem dreiseitigen Chor. Der hölzerne Dachreiter über dem Hauptportal war mit zwei kleinen Glocken bestückt. Die Grundsteinlegung für den bestehenden neogotischen Ziegelbau nach den Plänen von Kreisbauinspektor Reimann vom Staatshochbauamt in Soest erfolgte am 5. Juli 1896. Bereits am 12. September 1897 konnte der Bau dem Heiligen Antonius von Padua geweiht werden. Ein Teil der Ausstattung der bestehenden Kirche stammt vermutlich aus dem 1808 aufgelösten Kloster Kentrop.

##### Pfarrkirche St. Regina
Die katholische Pfarrkirche St. Regina ist in Rhynern gelegen und gilt als einer der interessantesten Kirchenbauten Hamms. Die Geschichte des in der Nähe verschiedener Fernstraßen auf dem Höhenrücken zwischen Lippetal und Hellwegmulde befindlichen Sakralbaus reicht bis in das 9. oder 10. nachchristliche Jahrhundert zurück. Schon aus diesem Grund steht die Kirche seit 1985 unter Denkmalschutz. Das Mittelschiff des aus heimischem Sandstein erbauten Gebäudes erreicht die beachtliche Höhe von zehn Metern. Der Turm ist 56 Meter hoch und weist einen aus der Zeit der Gotik stammenden Pyramidenhelm auf. Er wurde 1963 kupfergedeckt. Der Chorraum ist durch Wandarkaden geprägt. Diese stehen auf einer Sohlbank. An der Nordwand des Chores steht das in der Tradition vergleichbarer Werke in Westfalen aus hellem Sandsteine erbaute Sakramenthaus. Hier wird heute die Eucharistie aufbewahrt. Der Bau wird von einem flandrischen Schnitzaltar im Chor (2,60 m auf 5,40 bei geöffneten Flügeln, der Mittelschrein misst 2,60 m auf 2,70 Meter) aus den Werkstätten der St.-Lukas-Gilde in Antwerpen und vorzüglichen Steinmetzarbeiten geziert. Das älteste Stück dürfte der aus gelbem Sandstein gefertigte romanische Taufstein von Anfang des 13. Jahrhunderts sein. Im 19. Jahrhundert wurde der Bau erheblichen baulichen Veränderungen unterzogen. Sein ursprünglicher Charakter als romanische Gewölbebasilika mit Querhaus, querrechteckigem Chor und mächtigem Westhaus wurde dadurch nicht beeinträchtigt.

##### Pfarrkirche St. Stephanus
Die katholische Pfarrkirche St. Stephanus liegt im Stadtbezirk Heessen. Seit 1985 steht sie unter Denkmalschutz.

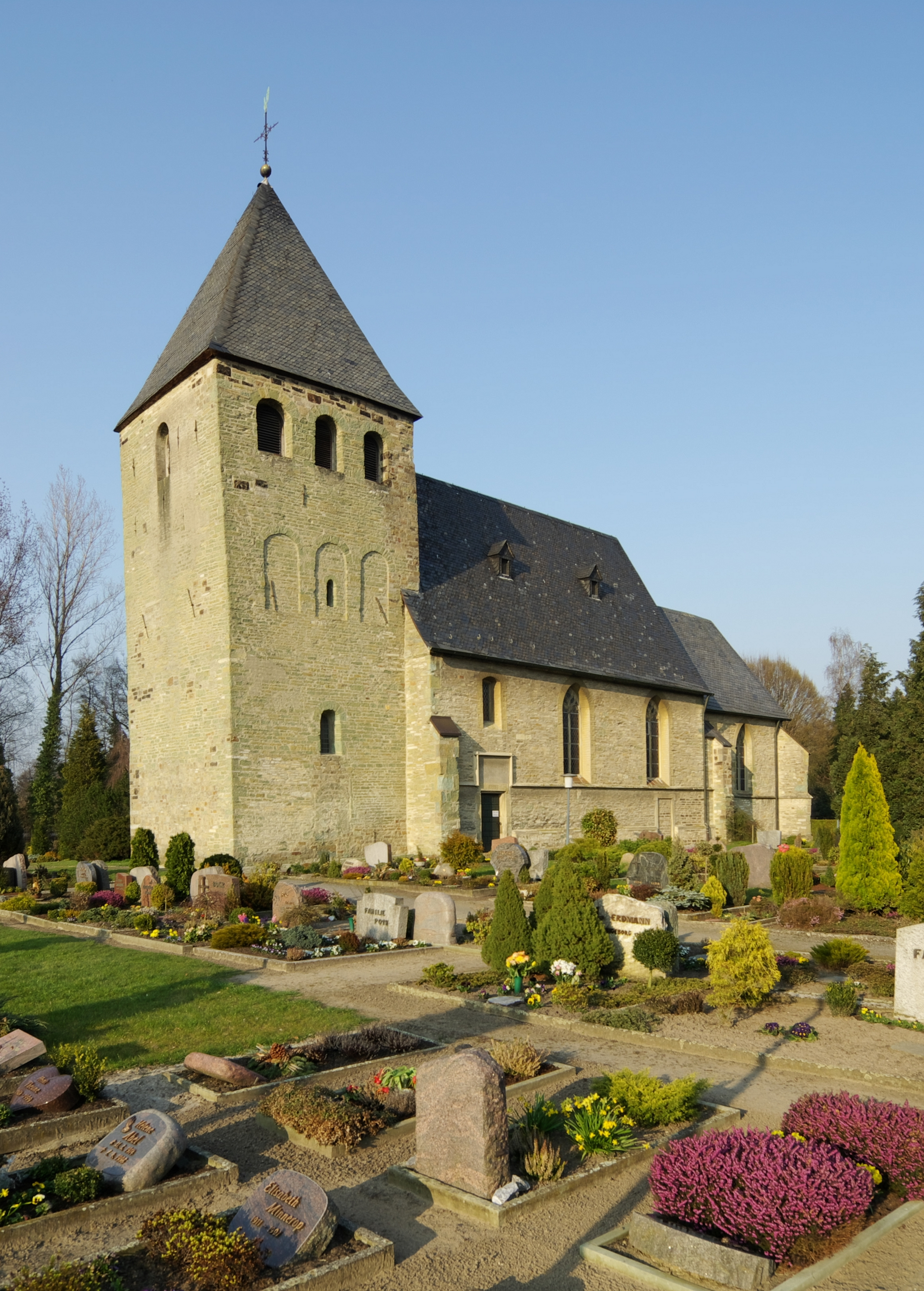
Evangelische Dorfkirche Uentrop

##### Pfarrkirche Uentrop
Die evangelische Pfarrkirche Uentrop bildet seit dem 11. Jahrhundert den Mittelpunkt eines Kirchspiels im heutigen Stadtbezirk Uentrop. Der quadratische Westturm ist dabei das älteste Bauteil der Kirche. Er wird in das 11. oder 12. Jahrhundert datiert. An ihn schloss sich nach Osten eine schmalere romanische Saalkirche an, die etwa zur gleichen Zeit errichtet wurde. Die Saalkirche ist nicht erhalten, ihre Dachlinie ist aber noch heute an der Ostwand des Turmes zu sehen. Mitte der 1960er Jahre konnte der Turm stabilisiert werden, nachdem sein lockeres Mauerwerk abzugleiten drohte. Seit 1870 krönen Kugel, Kreuz und Hahn die Spitze des Kirchturms. Ferner birgt der Turm eine 1723 vom Uhrmacher Diedrich Schmalt zu Herzebrock angefertigte, schmiedeeiserne Turmuhr. Diese schlägt seit einigen Jahren wieder zu jeder vollen Stunde. An den Turm schließt sich das Kirchenschiff an. Darauf befindet sich ein Satteldach, das aus dem 16. Jahrhundert stammt. Kunstgeschichtlich beachtenswert sind die Wandmalereien im Inneren des schlichten Kirchenbaus. Diese konnten während der Renovierungsarbeiten im Jahre 1966 aufgedeckt werden. Es handelt sich um einen Apostelzyklus in fragmentarischem Zustand, der sich an den Wänden des Chorraumes befindet. Bemerkenswert an der Uentroper Kirche ist auch der Taufstein aus Sandstein.

##### Sri-Kamadchi-Ampal-Tempel

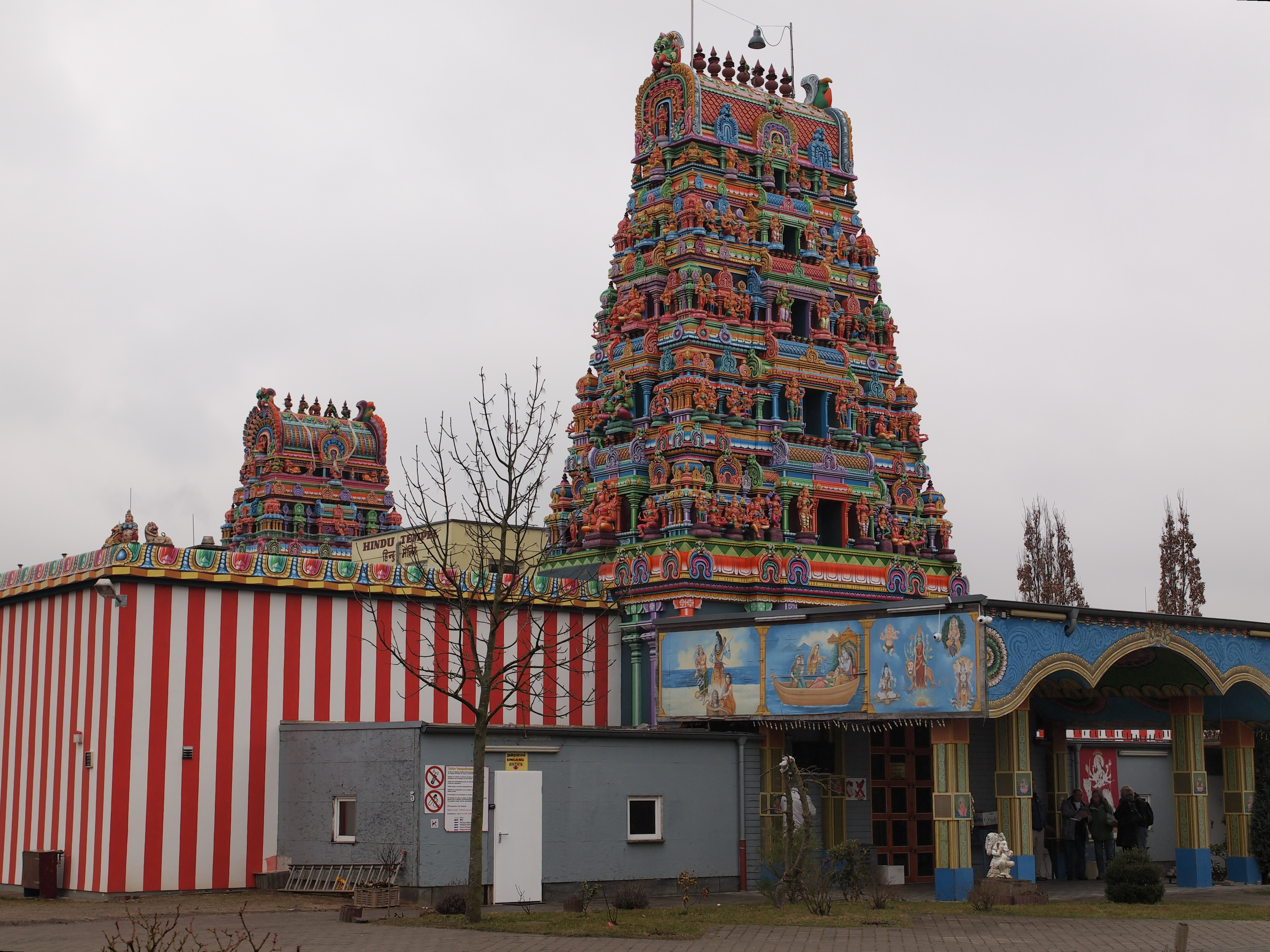
Sri-Kamadchi-Ampal-Tempel Hamm

Sehenswert ist der im Jahre 2002 eingeweihte Hindu-Tempel Sri Kamadchi Ampal, einer der größten Europas. Seine Architektur verbindet hinduistische Elemente mit der betont sachlichen Wirtschaftsarchitektur des späten 20. Jahrhunderts. Die Innenräume, aber auch das Gesamtgebäude bieten ein interessantes multikulturelles Erlebnis.

##### Pastoralverbund Hamm-Mitte-Westen
Die ehemals eigenständige Pfarrkirche St. Josef wurde im Rahmen von Renovierungsarbeiten Mitte der 1980er Jahre mit Kirchenfenstern des Malers und Kirchenkunstschaffenden Wilfrid Perraudin u. a. mit Fensterfriesen in Antikglas-Ausführung ausgestattet. Leitthema: Der Sonnengesang des heiligen Franziskus in der krassen Gegenüberstellung dessen, was der Mensch daraus gemacht hat.

#### Burgen und Schlösser

##### Burg Nienbrügge
Die vermuteten Reste der Burg Nienbrügge – eine Burggräfte – lassen sich in der Flur Steinwinkel in Bockum-Hövel, einem Stadtbezirk von Hamm, besichtigen.

##### Burg Mark
Burg Mark war einst der Stammsitz der Grafen von der Mark. Heute existieren von der ehemaligen Burganlage nur noch die Wassergräben um einen baumbestandenen Burghügel. Die Hauptburg wurde ab dem 18. Jahrhundert als Steinbruch benutzt. Im Jahre 1803 wurden sogar die Fundamente der Burg herausgebrochen, so dass während der archäologischen Ausgrabungen in den Jahren 1973 und 1975 nur noch die weitgehende Zerstörung der archäologischen Befunde festgestellt werden konnte. Dies ist bedauerlich, weil es sich bei der Burg Mark um eine der größten Motten in Westfalen handelte. Im Jubiläumsjahr 1976, 750 Jahre nach Gründung der Siedlung Hamm, wurde die ungefähre Lage des Palas (Donjon) auf dem Burghügel durch Mauerwerk im Boden kenntlich gemacht.

##### Stadtburg oder Burg der Grafen von der Mark
Die irgendwann nach der Stadtgründung erbaute Burg der Grafen von der Mark, die sich am Nordenwall befand und nördlich an die Stadtmauer angrenzte, ist heute nicht mehr erhalten. Bereits in den Zwanzigerjahren des 20. Jahrhunderts waren die Gebäude der Burg bis auf einen spärlichen Rest verfallen. Allerdings war zu dieser Zeit der Keller der Burg noch vollständig erhalten. Im Jahre 1944 wurde das Gelände dann durch die Luftangriffe völlig zerstört und später mit einer Kinderklinik überbaut, dem katholischen St. Elisabeth-Säuglingskinderheim. Dieses wurde schließlich 2006 zugunsten des Neubaus des Seniorenzentrums An St. Agnes zum Abriss freigegeben. Im Zuge der Ausschachtungsarbeiten konnten die Grundmauern der Burg im Erdreich nachgewiesen werden. Sie werden der Öffentlichkeit zugänglich bleiben. Zu diesem Zwecke wurden eine Kennzeichnung im Straßenbelag und eine Teilpräsentation der Originalfunde vorgenommen.

##### Schloss Heessen
Schloss Heessen ist eine an der Lippe gelegene Schlossanlage im Hammer Stadtteil Heessen. Die Schlossanlage wurde erstmals 975 als Erbgut des Bischofs Ludolf von Münster erwähnt. Heute ist diese historische Stätte im Besitz der Familie von Boeselager, die diese aber nicht selber bewohnt, da seit über 60 Jahren (1957) das Schloss als Landschulheim, privates Tagesgymnasium und Internat (Gymnasium) genutzt wird. Das dreiflügelige Hauptgebäude ist aus Backstein erbaut und besitzt als markantestes Bauteil zwei 30 Meter hohe Treppengiebel. Das heutige Schloss steht auf massiven Eichenpfählen aus dem 14. Jahrhundert, die schon als Fundament seiner Vorgängerbauten dienten. Mehrfach unter seinen verschiedenen Besitzern umgebaut und umgestaltet, erhielt es seine heutige Gestalt um 1908 unter dem Münsteraner Regierungsbaumeister Alfred Hensen, der dem Gebäude durch Turmbauten, Zinnen und eine Schlosskapelle nach englischem Vorbild ein neugotisches Aussehen verlieh. Von dem zur Anlage gehörigen, einstigen Barockgarten westlich des Schlosses sowie dem Park im englischen Landschaftsstil ist heute nur noch sehr wenig erhalten und wird heute Rosengarten genannt.

##### Schloss Ermelinghof
Schloss Ermelinghof ist ein ehemaliges Rittergut im Stadtbezirk Bockum-Hövel von Hamm. Urkundlich erwähnt wurde es erstmals im Jahre 1350.

##### Schloss Oberwerries

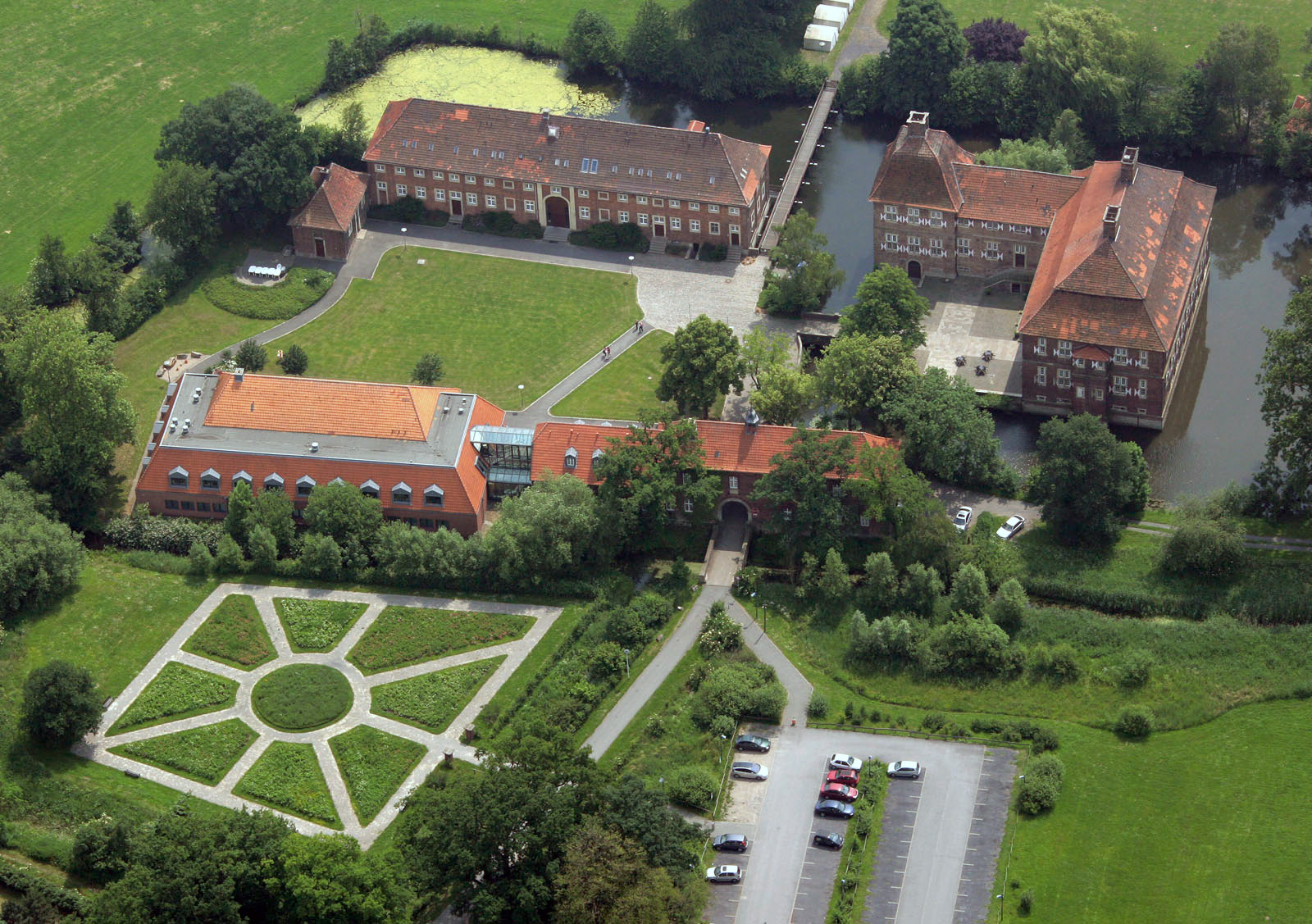
Luftbild des Wasserschlosses Oberwerries

Das Schloss Oberwerries ist ein zweiflügeliges Wasserschloss in den Lippeauen des Hammerer Stadtbezirks Heessen. Es wird erstmals 1284 im Lehnsregister des Grafen von Limburg im Besitz des Engelbert von Herbern genannt und umfasst mehrere Gebäude, die innerhalb verschiedener Jahrhunderte zur heutigen Schlossanlage zusammengewachsen sind. Seit 1942 im Besitz der Stadt Hamm, wurde es in der Zeit von 1952 bis 1975 restauriert. Heute bildet das Wasserschloss ein beliebtes Ziel für Schulen, Vereine, Verbände und Gruppen für Aus- und Weiterbildungszwecke. Es dient zudem als Bildungs- und Begegnungsstätte und als Veranstaltungsort repräsentativer Empfänge der Stadt Hamm. Im Pavillonturm gibt es die Möglichkeit, sich standesamtlich trauen zu lassen.

##### Haus Uentrop
Haus Uentrop ist ein Wasserschloss im Stadtteil Uentrop. Das 1720 errichtete Schloss befindet sich heute in privatem Besitz und ist restaurierungsbedürftig. Seit dem 6. Februar 1986 steht es unter Denkmalschutz. Es ist von einem Park umgeben.

##### Herrenhäuser
Zu den Herrenhäusern zählt Haus Gröneberg im Stadtbezirk Uentrop. Es stand um 1800 im Eigentum des August Gottfried von Sudhausen (1752–1802), einem Sohn des Diedrich Gerhard Friedrich Sudhausen. Da er kinderlos blieb, setzte er seinen Neffen Johann Adolph von Sudhausen als Universalerben ein. Letzterer verkaufte Haus Grönberg 1809 an den Hofrat Carl Bielefeld in Dortmund. Haus Gröneberg befindet sich noch heute in Privatbesitz und steht seit 1986 unter Denkmalschutz.
Ferner gibt es in Hamm noch die Adelsanwesen Haus Hohenover in Uentrop, Haus Kentrop in Hamm-Mitte und Haus Reck in Hamm-Lerche.

##### Nicht erhaltene Burgen und Schlösser
Nicht mehr erhalten sind die Burg Geinegge in Bockum-Hövel, die Burg Hövel in Bockum-Hövel und die Homburg in Herringen. Alle diese Gebäude sind heute überbaut und können deshalb nicht mehr besichtigt werden.
Nicht mehr erhalten ist außerdem das im 19. Jahrhundert abgebrochene Haus Nordherringen, das nach seinen früheren Besitzern auch Torksburg oder Torcksburg genannt wird. Es wurde als Burganlage der Grafen von der Mark an der Mündung des Herringer Bachs in die Lippe angelegt und diente der Sicherung der Lippegrenze nach Norden. Damit war es möglicherweise ein Nachfolgebau der Homburg.

##### Stadthöfe
Nicht erhalten sind auch die Stadthöfe von Hamm. Zahlreiche Familien konnten einen solchen ihr Eigen nennen. Die Stadthöfe dienten phasenweise als „Nebenhaushalte“, während der Hauptwohnsitz in das städtische Umland verlagert werden konnte.

###### Nassauer Hof
Das gilt vor allem für den Nassauer Hof. Dieser war ein Adelssitz an der nach ihm benannten Nassauerstraße. Ursprünglich war er der Stadthof der Familie von Hausen. Die Erbtochter Katharina (geb. von Hausen) heiratete den Dortmunder Bürgermeister Nikolaus von der Bersworth († 1679). Das Ehepaar von der Bersworth oder deren Erben veräußerten zu einem nicht genau bekannten Zeitpunkt den Stadthof in Hamm an die 1712 geadelte Familie von Westhoven, über die er dann an die von Sudhausens kam. Diedrich Gerhard Friedrich Sudhausen († 1770) und seine Ehefrau Luise Sibylla geb. von Westhoven lebten auf dem Heithof (Mark), während sie den Nassauer Hof von 1757 bis 1763 an die Landesdeputationskommission vermieteten. Für das Jahr 1766 ist folgender Hinweis urkundlich belegt: Nassauer Hof, stehet ledig und gehöret H. Kr. R. Sudhaus, dieser domiciliret außer der Stadt auf seinem Guth Heidhof, und will der Hauß Steuer, weil der Nassauer Hof adlich frey ist nicht bezalen. Als 1767 die Kriegs- und Domänenkammerdeputation in Hamm eingerichtet wurde, scheiterte jedoch eine neuerliche Vermietung an den zu hohen Mietvorstellungen des Eigentümers. Erst sein Sohn, KDK-Rat Carl Diedrich Wilhelm von Sudhausen († nach 1811) bewohnte den Hof zumindest phasenweise wieder selbst, da Haus Heithof nach erfolgter Erbteilung (1777) an seinen älteren Bruder gefallen war (belegt 1803). Im Dezember 1792 nahmen die Brüder Ludwigs XVI. von Frankreich, nämlich Ludwig, Graf de Provence, und Karl, Graf de Artois, im Nassauer Hof Quartier. Der preußische König hatte diesen Hamm als Exil angeboten, da sie nach dem Einmarsch der Revolutionstruppen in das Rheinland Koblenz hatten verlassen müssen. Am 28. Januar 1793 erklärte sich Ludwig de Provence in der sogenannten Hammer Erklärung zum Regenten von Frankreich, solange sein Neffe Ludwig XVII. unmündig sei. Der eigentliche Nassauer Hof an der Nassauerstraße 13 mit den dazugehörigen Nebengebäuden wurde 1850 an die katholische Kirchengemeinde verkauft, die auf dem Gelände das Marienhospital errichtete. Die Bezeichnung Nassauer Hof wurde daraufhin auf das repräsentative Gebäude Nassauer Straße 17 übertragen, das zwar zum ursprünglichen Areal des Adelssitzes gehörte, aber bereits 1783 an den Hofrat Kühlenthal verkauft worden war. 1932 musste dieses Haus an der Nassauer Straße 17 dem Erweiterungsbau des Marienhospitals weichen.

###### Heessischer Hof
Der Stadthof der Freiherren von der Recke zu Heessen, auch Heessischer Hof genannt (nicht Hessischer Hof), stand an der Brüderstraße, und zwar vermutlich an der Brüderstraße 60, für die 1886 unter anderem der Direktor des Gymnasiums Hammonense Carl Schmelzer als Mieter nachgewiesen ist. Das Gebäude befand sich unmittelbar östlich des Schulbaues von 1880. Zum ursprünglichen Hof gehörten als Nebengebäude die Häuser Brüderstraße 58 und 59, die bis zum Stadtbrand von 1734 unter einem Dach standen. Bereits vor 1734 hatten die Freiherren von der Recke die Brüderstraße 58 der katholischen Gemeinde als katholisches Schulhaus überlassen. Auch die Brüderstraße 59 befand sich bereits im Besitz des Glasmachers Konrad Schlömer. Das 1734 ebenfalls abgebrannte Haupthaus wurde 1763 von der Witwe Anna Elisabeth von der Recke zu Heessen an Johann Konrad Kirchhoff verkauft.

###### Heeren’sches Haus
Ebenso unterhielten die Freiherren von Plettenberg zu Heeren einen Stadthof (Heeren’sches Haus) am Marktplatz, der ab 1767 als Domizil der Märkischen Kriegs- und Domänenkammerdeputation in Hamm Verwendung fand.
Weitere Stadthöfe, wie zum Beispiel der der Freiherren von Galen zu Haus Ermelinghof, sind zwar belegt, aber bislang noch nicht eindeutig identifiziert.

#### Profanbauten
Durch die vielen Stadtbrände und die Kriegszerstörungen des Zweiten Weltkrieges sowie spätere Abbrüche sind in der Innenstadt nur noch wenige ältere Gebäude erhalten geblieben.

##### Stuniken-Haus

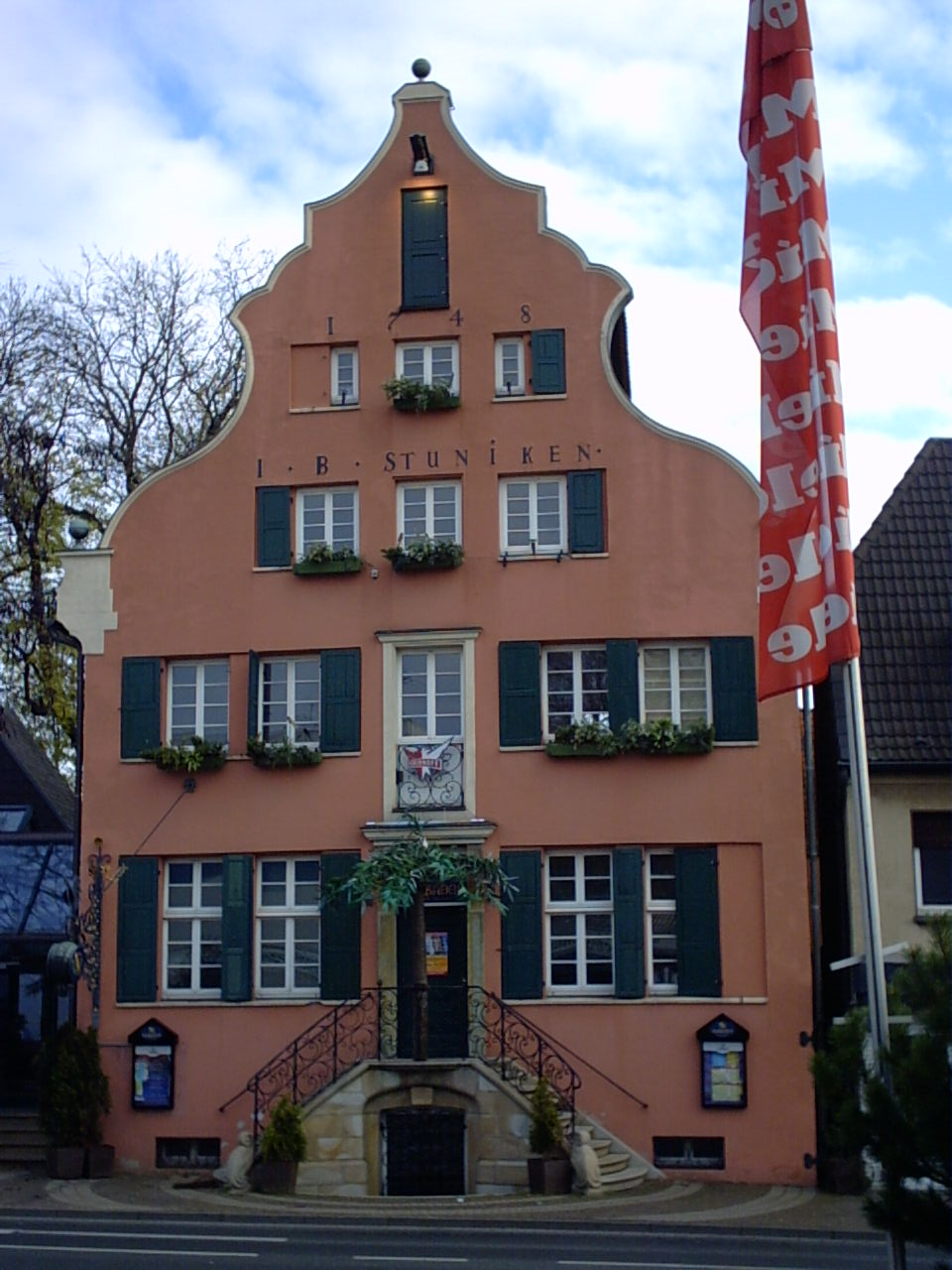
Der Brandmeister Stuniken ist Namensgeber für das Haus und den Stunikenmarkt (Kirmes)

Das Stuniken-Haus an der Antonistraße 10 ist ein Giebelhaus barocker Bauart mit Freitreppe. Es wurde von dem städtischen Oberbrandmeister Johann Bernhard Stuniken (1702–1784) im Jahre 1748 nach dem Vorbild norddeutscher Kaufmannshäuser errichtet. Als eines der wenigen Gebäude seiner Zeit hat es sowohl die zahlreichen Stadtbrände als auch die Luftangriffe auf Hamm im Zweiten Weltkrieg überstanden. Nach dem Tode des Erbauers wurde das Haus an seinen Sohn Nathanael Stuniken übertragen. Dieser vererbte es an seinen Schwager Johann Peter Schmits. Im Jahr 1842 verstarb seine Ehefrau, Magdalena geb. Stuniken. Das Haus ging daraufhin an den Kaufmann August Klaßmann über. 1864 verkaufte Klaßmann das Stunikenhaus an den Wirt Friedrich Leffert, der es wiederum 1878 an seinen Sohn Moritz Leffert vererbte. Von der Familie Leffert wechselte das Gebäude dann auf den Kürschner Anton Edel und nach dessen Tode auf seinen Sohn Johann Edel. 1977 verkaufte die Familie Edel die Immobilie an die Stadt Hamm. Das Haus wurde 1978 grundlegend restauriert. Sein Innenraum bietet heute Platz für Gastronomie. Seit 1986 steht das Gebäude unter Denkmalschutz.

##### Haus Vorschulze
Aus derselben Epoche stammt das nur wenig ältere Vorschulzehaus, Südstraße 8. Den zweigeschossigen palaisartigen Traufenbau mit Walmdach und Pilastergliederung ließen sich der Bürgermeister Gottfried Balthasar Rademacher (1694–1781) und seine Ehefrau Eva Catharina geb. Retberg im Jahre 1744 – also drei Jahre nach dem verheerenden Stadtbrand – auf zwei alten Hausstätten neu errichten. Es steht seit 1986 unter Denkmalschutz. Die Hauptfassade ist zur Südstraße hin durch vier Pilaster gegliedert, deren Kapitelle in der Fensterzone des Obergeschosses liegen. Das schmiedeeiserne Treppengeländer (1744 hinzugefügt) ist mit den Initialen der Erbauer GBR (= Gottfried Balthasar Rademacher) und ECR (= Eva Catharina Retberg) versehen. Nach dem Tode der Erbauer erbten die Tochter Marianne und deren Ehemann Oberstleutnant Ernst von Romberg das Haus. Noch 1805 wohnte hier die Witwe von Romberg. In der ersten Hälfte des 19. Jahrhunderts war Justizkommissar Friedrich August Overbeck Eigentümer. Im Anschluss daran bewohnte Wilhelm Johann Heinrich Lent (1798–1868), Präsident des Oberlandesgerichts Hamm, das Gebäude. Der Kornhändler Franz Klaphecke nutzte das Gebäude teilweise als Handelskontor und ließ zu diesem Zweck Lagerräume anbauen. Seine Tochter Antonia Klaphecke heiratete 1870 den Kornhändler Christian Heinrich Vorschulze, nach dem das Haus seinen heutigen Namen trägt. Es blieb dann bis 1976 im Besitz der Familie Vorschulze und wurde schließlich an die Stadt Hamm verkauft. Das Haus wurde 1980/81 grundlegend saniert und dem Originalzustand aus dem Erbauungsjahr weitgehend wieder angepasst. Im Haus Vorschulze befindet sich heute eines der Standesämter der Stadt Hamm.
Das südlich von Haus Vorschulze gelegene Nachbarhaus, das Restaurant Sofra, ließ 1746 die Witwe Bernhard Henrich Redicker unter Einbeziehung des von den Erben Hesselmann erworbenen Nachbargrundstückes neu errichten. Seit 1989 steht das Gebäude Südstraße 10 unter Denkmalschutz.

##### Altes Brauhaus Henin
Zu den letzten spätmittelalterlichen Fachwerkbauten der Stadt zählt das Alte Brauhaus Henin in der Eylertstraße 15, das wohl älteste Gebäude der Stadt nach der Schlossmühle in Heessen. Das im Frontbereich später veränderte Haus wurde dendrochronologisch auf das Jahr 1516 datiert. Das Obergeschoss kragt an der Traufseite über Knaggen vor. Die Hausstätte Eylertstraße 15 an der Ecke Widumstraße / Eylertstraße stand im 18. Jahrhundert im Besitz der Familie Auffmordt. Die Witwe des Albert Johann Auffmordt heiratete in zweiter Ehe den Wirt Wilhelm Möllenhoff (ca. 1757–1826). 1828 schaltete die Witwe ein Verkaufsinserat im Westfälischen Anzeiger. 1831 wird der Aufwärter Ludwig Scharnika als Besitzer des Hauses genannt. Seinen Namen hat das Haus nach der Familie Henin erhalten, die ab 1866 im Hause belegt ist. Nach aufwendiger Restaurierung beinhaltet es heute wieder eine Gaststätte.

##### Reichsbank und Bergamt

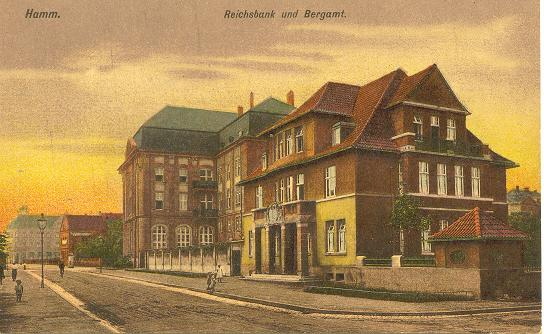
Reichsbankgebäude und Bergamt, ca. 1918

Von 1913 bis zu seiner Auflösung 1994 befand sich in der Goethestraße 6 das Bergamt Hamm.

##### Umfeld des alten Brauhauses
Ebenfalls in diese Zeit gehören Widumstraße 10 und 12. Letzteres wurde im 19. Jahrhundert überarbeitet. Das zweistöckige Fachwerkhaus Widumstraße 10 stammt aus dem frühen 16. Jahrhundert und zählt damit zu den ältesten Häusern in der Hammer Altstadt. Seit 1989 steht es unter Denkmalschutz. Es wurde im frühen 16. Jahrhundert als Beihaus der großen bürgerlichen Hausstätte Widumstraße 12 errichtet. Erhalten geblieben ist auch das Haus Freese in der Widumstraße 36. Im 19. Jahrhundert wurde das Haus nach hinten verlängert. Bei den aufwendigen Sanierungsmaßnahmen trat hinter der Stuckfassade des 19. Jahrhunderts das ursprüngliche Fachwerk zutage. Seit 1986 steht es unter Denkmalschutz.

##### Alt Hamm
Das Alt Hamm in der Nordstraße 16, in dem sich seit der Erbauung bereits eine Gaststätte befindet, ist das letzte Haus vor der Einmündung des Nordenwalls in die Nordstraße. Diese Eckbebauung erklärt den fünfeckigen Hausgrundriss. Es wurde innerhalb von vier Tagen nach einem großen Brand am 11. September 1734 erbaut und ist damit eins der ältesten Gebäude Hamms. Anfangs befand sich im Gebäude auch eine Brauerei, dann eine Brennerei, später eine Bäckerei und heute an der Stelle ein großer Stammtisch. Den Zweiten Weltkrieg überstand es unbeschadet, sodass es auch heute noch seine ursprüngliche, eigentümliche Form aufweist. Seit 1985 steht das Gebäude unter Denkmalschutz.

##### Hauptbahnhof
Das Empfangsgebäude des Bahnhofs wurde 1920 in neobarocken Formen erbaut und steht seit 2001 unter Denkmalschutz. Es wurde Mitte der 1990er Jahre und 2017/2018 restauriert.

##### Buchhandlung Edmund Peters
Das in der Oststraße 26 gelegene und im 19. Jahrhundert verputzte Fachwerkhaus steht seit 1996 unter Denkmalschutz. Hier bestand von 1920 bis 2020 die Buchhandlung Edmund Peters, heute Yuphas Nuad-Thai Traditionelle Thaimassage.

##### Haus Dabelow
Haus Dabelow in der Weststraße 26 wird heute von einem Nagelstudio genutzt. Darüber hinaus ist dort eine Rechtsanwaltskanzlei ansässig. Seit 1995 steht das Haus unter Denkmalschutz. Aus der Hausstätte ging ein jährlicher Kanon von 45 Stübern an das Antonius-Gasthaus und von 32 Stübern an das Westenhospital (belegt 1790, 1802). Das Haus stand 1790 im Eigentum der Witwe Predigerin Cochius (belegt noch 1802). Johann Maximilian Cochius († 1766) war Pfarrer in Drechen. 1803 bewohnte Leutnant von Plettenberg das Haus zur Miete. 1820 und 1822 sind als Mieter die Schreinerfamilie Volmer (Schreiner Heinrich Christoph Volmer aus Unna († 1820) und 1822 Sohn Schreinergeselle Heinrich Florens Wilhelm Volmer) nachgewiesen. Das Haus war zu diesem Zeitpunkt bereits an die Tochter des Pfarrers Johann Maximilian Cochius namens Wilhelmine Amalie Cochius vererbt worden. Diese hatte die 1800 Wilhelm Halfmann – Pfarrer in Hagen – geheiratet. Noch im Jahre 1831 ist sie als Eigentümerin des Hauses nachgewiesen. 1846 schalteten die Erben Frau Pastorin Halfmann eine Verkaufsanzeige im Westfälischen Anzeiger. Kaufmann Heinrich Toppe ist 1866 und 1886 als Hauseigentümer belegt. Er betrieb dort eine Eisen-, Stahl- u. Messinghandlung, die noch 1902 bestand. 1908 ließ Otto F. Dabelow das Haus zu der bekannten Buchhandlung Dabelow umbauen, die bis in die 1990er Jahre Bestand hatte. 1926 wurde nach Plänen des Architekten Hanns Jacquemar Dabelows Blauer Saal im Stil der Neuen Sachlichkeit errichtet, in dem unter anderem Dichterlesungen stattfanden. Otto F. Dabelow ist auch bekannt als Herausgeber des Heimat-Kalenders für Kreis und Stadt Hamm, der nur für die Jahre 1925, 1926 und 1927 erschienen ist.

##### Einhorn-Apotheke
Die Einhorn-Apotheke befindet sich in der Weststraße 22. Das Gebäude wurde 1888 erbaut und steht seit 1997 unter Denkmalschutz. Ebenfalls denkmalgeschützt (seit 1997) ist das Wohn- und Geschäftshaus Nordstraße 1 (Gilli Couture & Trends), das sich nördlich an die Einhorn-Apotheke anschließt. Es handelt sich dabei um einen Neubau, der zwischen 1900 und 1905 errichtet wurde.

##### Finanzamt Hamm
Das Finanzamt Hamm ist für die Städte Hamm, Kamen und Bergkamen zuständig und für die Gemeinde Bönen im Kreis Unna. Das ursprüngliche Gebäude in der Grünstraße wurde 1924/25 errichtet. Später erfolgte ein Neubau, in dem auch der heutige Haupteingang liegt. Das Gebäude steht seit 1985 unter Denkmalschutz.

##### Geschäftshaus Lommel

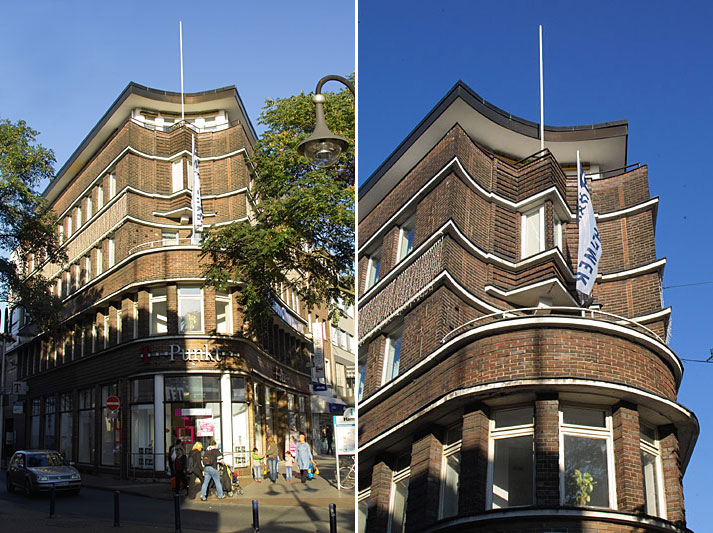
Geschäftshaus Lommel von Max Krusemark

Unter den Bauten des frühen 20. Jahrhunderts ist das an der Ecke Weststraße / Ritterstraße gelegene Geschäftshaus Lommel hervorzuheben. Bauherr war der Schuhhändler Viehoff. Im Obergeschoss befand sich das „Cafe Metropol“, ein beliebter Treffpunkt für jung und alt in der damaligen Zeit. Der Backsteinbau in expressionistischen Formen wurde 1927 nach einem Entwurf des Architekten Max Krusemark erstellt und ist dem Backsteinexpressionismus zuzurechnen. Weitere Beispiele dieser Stilrichtung in Hamm sind die Polizeiwache, die Justizvollzugsanstalt und der Bürgersaal, der Anfang 2010 abgerissen wurde.

##### Hammer Meile
Die Hammer Meile ist eine Ansammlung gastronomischer Etablissements an der Südstraße (zwischen Pauluskirche und Rathaus). Es konnten sich nicht alle ursprünglich hier angesiedelten Gaststätten halten, so dass eine Reihe von Leerständen zu verzeichnen sind. Für einige von ihnen hat sich inzwischen ein Investor gefunden. Das St. Marienhospital hat hier ein neues Klinikgebäude errichtet.
Im Jahre 2008 wurde beschlossen, die Fassaden der historischen Gebäude an der Hammer Meile während ihres Umbaus zum Klinikgebäude zu erhalten. Nach neuesten archäologischen Erkenntnissen – Andreas Schulte hat dazu Recherchen vor allem in Berlin, Bielefeld und Münster betrieben – lässt sich nachweisen, dass die Südstraße in diesem Bereich im 18. Jahrhundert allerbeste Wohnlage war. Der für die erste Hälfte des 18. Jahrhunderts nachweisbare Verkaufsdruck auf dem Hammer Immobilienmarkt – unter anderem veräußerten Adelsfamilien ihre Stadthäuser – konnte in der zweiten Jahrhunderthälfte durch den Erwerb von Hausbesitz seitens der Räte an der Kriegs- und Domänenkammer kompensiert werden. Schulte kann die Lage und Besitzer einzelner, wichtiger Häuser (Beamten-, Pastoren- und Professorenhäuser, Armenhäuser) beschreiben und den Standort des Stadtweinhauses an der heutigen Weststraße 4 nachweisen. Damit lassen sich Aussagen zur Bewohnerstruktur ganzer Straßenzüge und -viertel treffen, unter anderem auch der Hammer Meile. Schulte hat eine Kartierung des Brandareals von 1741 fertiggestellt, jedoch steht die Kellerkartierung noch aus. Daraus soll dann ein Häuserbuch für die Zeit zwischen 1734 und 1886 entstehen, das auch diesen interessanten Bereich der Stadt näher beleuchten wird.

##### Isenbeck-Bierglas

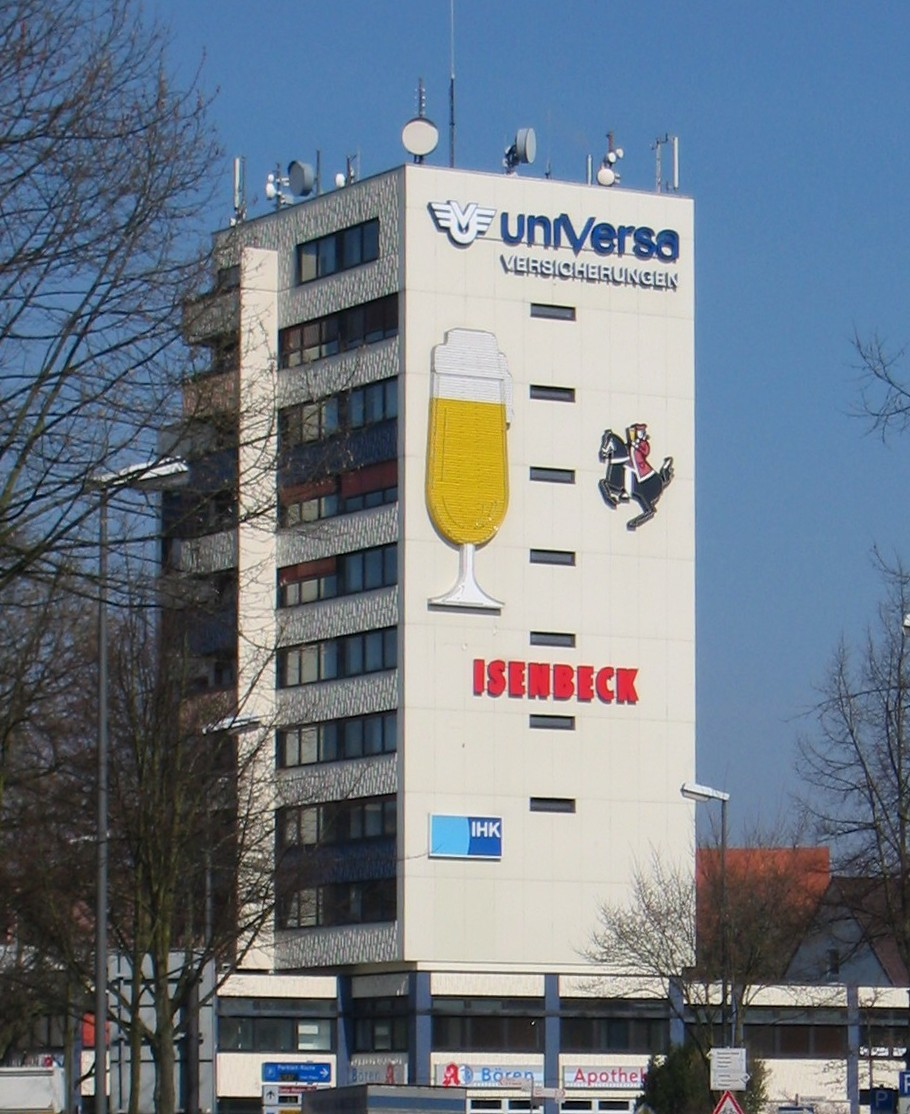
Nachbildung des ursprünglichen Wahrzeichens des Isenbeck Stammhauses, heute am Universahaus

Im Jahr 2004 erhielt die Stadt Hamm ein weiteres Wahrzeichen zurück. Das überschäumende Bierglas der ehemaligen Isenbeck-Brauerei wurde als Rekonstruktion in Originalgröße am Universahaus (Südstraße) angebracht. Allerdings läuft die Abfolge der Lichtelemente langsamer als beim Original. Die Brauerei selbst wurde 1990 abgerissen; an ihrer Stelle steht nun das Allee-Center.

##### Komödienhaus
Das ursprünglich als Gartenhaus errichtete Komödienhaus am Nordring 9 entstand um 1735 und wurde 1777 umgebaut. Nach schwerer Beschädigung im Zweiten Weltkrieg wurde es anschließend vereinfacht wiederaufgebaut.

##### Kurhaus
Inmitten des Kurparks mit seinem alten Baumbestand und den Kurparkteichen, der im Zuge des traditionellen Bad Hamm entstanden ist, liegt das Kurhaus der Stadt Hamm. Es stammt aus dem späten 19. Jahrhundert und steht seit 1996 unter Denkmalschutz. Es erinnert an die Zeit von „Bad Hamm“, dessen „Nachfolge“ die benachbarte Klinik für Manuelle Therapie antrat.

##### Kriegerdenkmal auf dem Exerzierplatz
Das Kriegerdenkmal zur Erinnerung an die Gefallenen des Deutsch-Französischen Krieges (1870/71) wurde 1875 an der Westseite des Marktplatzes errichtet. Über einem sechs Meter hohen Sockel mit neogotischen Stilelementen und zwei Inschriftentafeln erhebt sich eine weibliche Figur, die die Germania als Symbol des Deutschen Reiches darstellt. Schon 1914 wurde das Denkmal an den Rand des Exerzierplatzes verlegt, um für ein zweites Straßenbahngleis Platz zu schaffen. 1969 wäre das Denkmal aufgrund des schlechten Erhaltungszustandes und geringen kulturellen Wertes beinahe beseitigt worden. Seit 1989 steht es unter Denkmalschutz, da mittlerweile der geschichtliche Zeugnischarakter anders beurteilt wird. Im Jahr 2000 wurde es grundlegend saniert.

##### Marktplatz

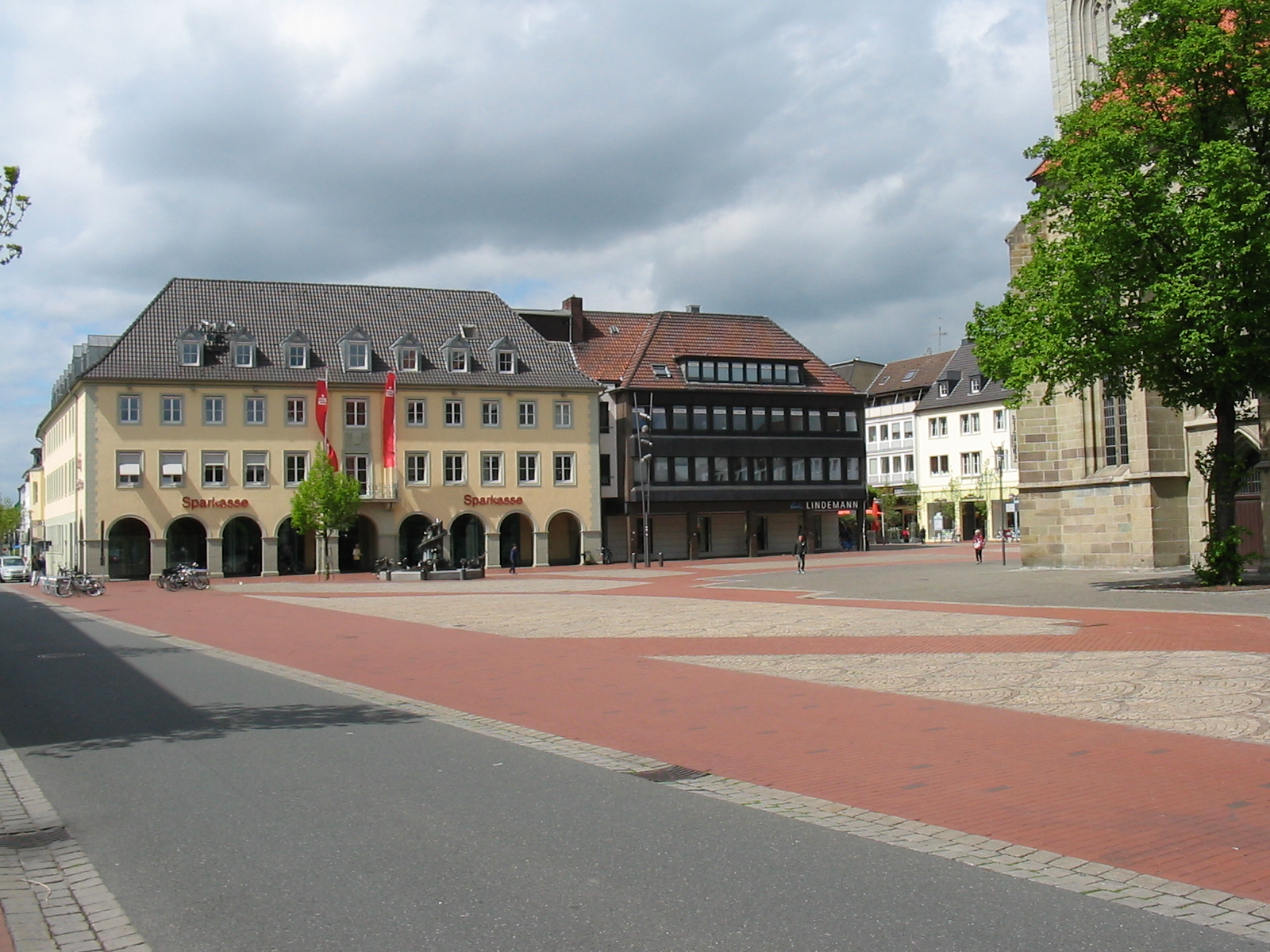
Marktplatz Hamm

Mittelpunkt der über einen Kilometer langen Fußgängerzone ist der alte Marktplatz mit der Pauluskirche. Die im 18. Jahrhundert erbauten Bürgerhäuser, die noch zu Beginn des 20. Jahrhunderts den Marktplatz schmückten, fielen der fast vollständigen Zerstörung der Hammer Innenstadt im Zweiten Weltkrieg zum Opfer. Das alte Rathaus, ebenfalls im Krieg zerstört, wurde nicht wieder aufgebaut. An seiner Stelle befindet sich heute die 1950/51 erbaute Hauptstelle der Sparkasse Hamm. Der Bau erinnert u. a. durch seinen Arkadengang äußerlich an das alte Rathaus.

##### Mühle Koch
Das Haus Mühle Koch in der Nordstraße 19 wurde nach dem Stadtbrand von 1734 auf zwei vorherigen Hausstellen errichtet. Seit 1990 steht das Gebäude unter Denkmalschutz.

##### Polizeipräsidium
Das „alte“ Polizeipräsidium Hamm befindet sich an der Hohe Str. 80. Das Gebäude wurde 1926/27 erbaut und steht seit 1985 unter Denkmalschutz. Dahinter erstreckt sich der moderne Neubau, erreichbar über die Grünstr. 10. Alt- und Neubau sind im Hof durch einen verglasten Gang miteinander verbunden. Die vier Sandsteinfiguren des Düsseldorfer Bildhauers Josef Körschgen über dem Haupteingang des „alten“ Polizeipräsidiums symbolisieren die vier Kardinaltugenden Mut, Weisheit, Gerechtigkeit und Besonnenheit.

##### Hafenstraße
In der Hafenstraße befanden sich einige legendäre städtische Notunterkünfte. Hier lebten neben alter Armut mit „reisender“ Vergangenheit und neuer Armut seit etwa dem Ende des Ersten Weltkrieges auch in Hamm beheimatete sowie zugezogene Sinti unter äußerst ärmlichen Bedingungen. Ende der 1960er Jahre wurde das Barackenlager aufgelöst, die Bewohnerschaft auf die Stadt verteilt und das Gelände bebaut.

##### Stadtmauer
Reste der mittelalterlichen Stadtmauer wurden 1985 am Nordenwall freigelegt und zum Teil neu aufgemauert.

##### Wassertürme Berge
Die Wassertürme am Hellweg im Stadtteil Berge sind nur von außen zu besichtigen. Der östliche Wasserturm wurde 1907 errichtet und fasst 2.000 m³ Wasser. Der zweite Turm wurde 1915 errichtet und fasst 3.000 m³. Sein höchster Wasserstand liegt bei 132 m über NN. Die Wassertürme dienen dem Druckausgleich, bevor das von der Ruhr kommende Wasser in Hamm verteilt wird.

#### Parkanlagen

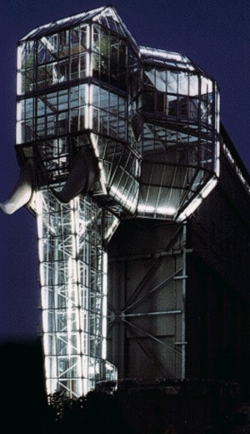
Wahrzeichen der Stadt im Maximilianpark: Der Glaselefant

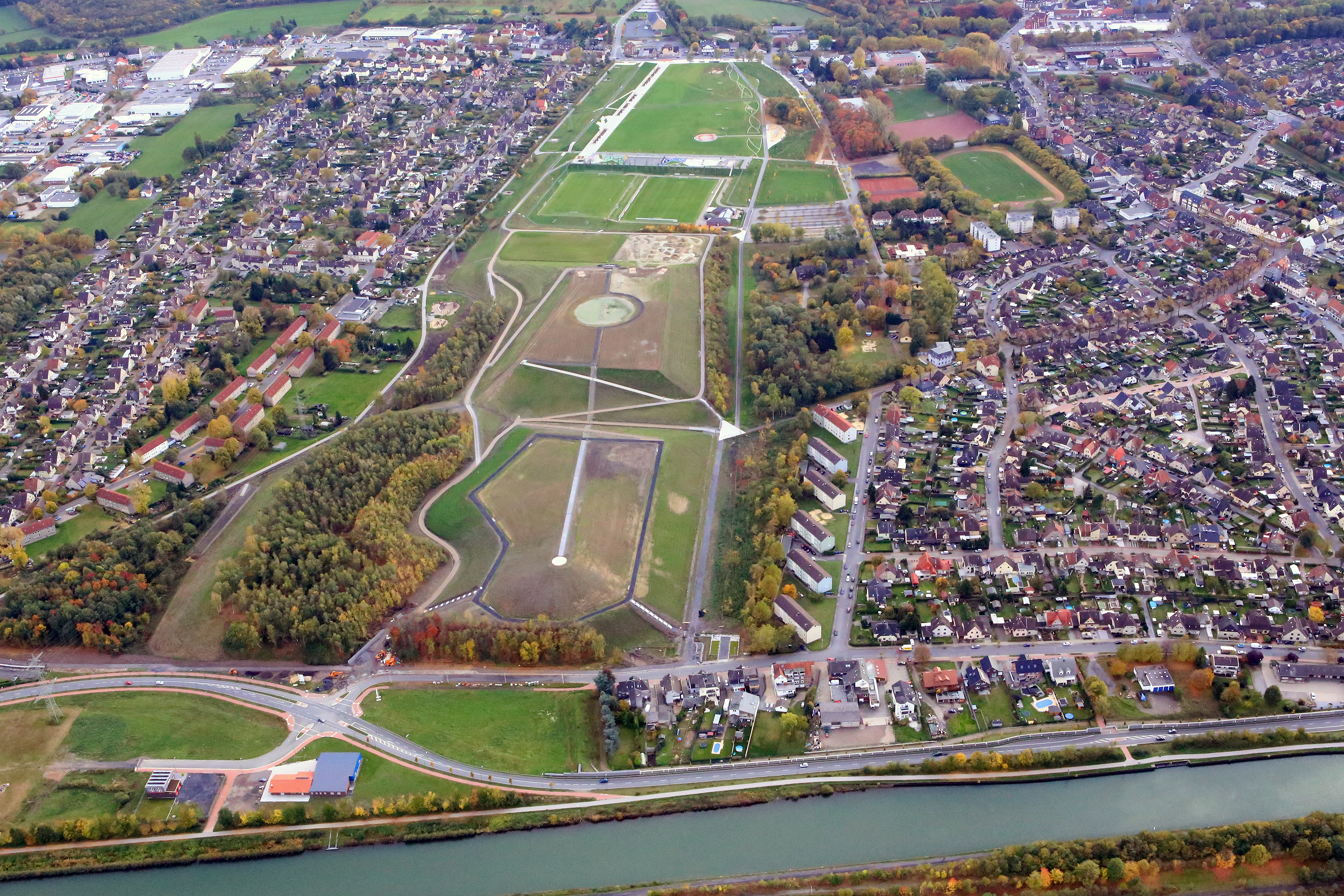
Luftbild vom Lippepark Hamm, 2013

Hamm wird oft als Stadt im Grünen bezeichnet, was neben der fast ländlichen Lage nicht zuletzt auch den zahlreichen Parks in den Stadtbezirken und den freigegebenen renaturierten Bergehalden geschuldet ist.

##### Friedrich-Ebert-Park
Der im Westen Hamms gelegene Friedrich-Ebert-Park oder kurz Ebertpark erstreckt sich zwischen Oberonstraße, Wilhelm-Liebknecht-Straße und Wilhelmstraße. Im Volksmund heißt er auch Germaniapark. An ihm liegen die Friedrich Ebert Realschule, die Parkschule und das Märkische Gymnasium, das Szenelokal „Hoppegarden“, sowie die Kulturwerkstatt und das seit 2008 neue Gelände des ehemaligen Germaniabades/Titaniaparks mit einem Steinlabyrinth und einem Erlebnisparcour. Im Park befindlich sind zwei große Weiher nebst einem Eschenhain, einem kleinen Wäldchen, sowie eine reiche Fauna und Flora.

##### Kurpark
Sehr beliebt bei den Bürgern der Stadt ist auch der Kurpark Bad Hamm, der sich östlich an den Exerzierplatz und südlich des Datteln-Hamm-Kanal anschließt. Der Park umschließt dabei das Kurhaus nebst Theatersaal und die Klinik für manuelle Therapie.

##### Maximilianpark
Im Stadtteil Ostwennemar liegt der Maximilianpark. Hierbei handelt es sich um einen Naherholungs- und Veranstaltungsort, der anlässlich der ersten Landesgartenschau 1984 auf dem Gebiet der ehemaligen Zeche Maximilian entstanden ist. Als (neues) Wahrzeichen der Stadt Hamm entstand hier der Glaselefant durch Umbau der ehemaligen Kohlenwäsche der Zeche. Heute befinden sich in dem Glaselefanten das Maxi-Labor und ein kleiner Garten im oberen Bereich.
Maximilianpark und Kurpark sind Teile der Themenrouten 7 und 23 der Route der Industriekultur.

##### Ringanlagen
Um die Innenstadt herum befindet sich ein Grüngürtel, die sogenannten Ringanlagen. Sie geben einerseits im südlichen und westlichen Teil den Verlauf der Ahse vor ihrer Verlegung wieder und gibt noch heute einen guten Eindruck vom Verlauf der Stadtmauer, der Festungswälle und der Gräben der Stadt Hamm.

##### Selbachpark
Der Selbachpark liegt im Stadtteil Pelkum und entstand 1974/75 in Anlehnung an die Revierparks des Ruhrgebietes. Er bietet ein reichhaltiges Angebot zur Naherholung und zur sportlichen Betätigung. Neben dem Freizeitbad mit Wellenbad gibt es auch noch eine Minigolf- und weitere Sportanlagen, z. B. für Leichtathletik und Tennis. Die parkartigen Grünanlagen sind in die umgebenden Wald- und landwirtschaftlichen Flächen eingebettet.

##### Tierpark
Südlich der Innenstadt an der Grünstraße liegt der Tierpark Hamm. Dieser wurde zunächst am 30. Juni 1934 als Tier- und Pflanzengarten „Südenstadtpark“ eröffnet. Nach seiner Zerstörung bei einem Bombenangriff am 22. April 1944 wurde der Tierpark 1950 wieder aufgebaut.

##### Wanderwege
Hamm verfügt über ein umfangreiches Angebot an Wanderwegen und Radwanderwegen, die in überregionale Netze wie die Römerroute eingegliedert sind. Nach der Freigabe der Kissinger Höhe als Naherholungsgebiet stehen dort weitere 7 km Wanderwege zur Verfügung. Der höchste Punkt der Halde bietet einen weiten Ausblick ins Land, unter anderem bis zum Haarstrang.
Zum Wandern besonders geeignet ist auch der Heessener Wald, ein Waldgebiet, das sich vom Stadtbezirk Hamm-Heessen bis nach Ahlen erstreckt. Im Bereich des Heesener Walds liegt auch die Waldbühne Heessen.

##### Lippepark
Der Lippepark ist ein Grünzug im Bereich des ehemaligen Schachtes Franz der Zeche de Wendel im Stadtbezirk Hamm-Herringen. Er erstreckt sich in nord-südlicher Richtung zwischen dem Datteln-Hamm-Kanal und der Dortmunder Straße.

## Sport
In Hamm ist eine Vielzahl von Sportarten in einer großen Anzahl unterschiedlich großer und bedeutender Vereine vertreten. Die ca. 160 Sportvereine sind dabei wesentlicher Bestandteil des Vereins- und Sozialwesens der Stadt. Einige Vereine haben eine überregionale Bedeutung erlangt. Außerdem ist die Stadt Sitz des Westfälischen Turnerbundes e. V. im Schloss Oberwerries.

### Fußball
Momentan ist Westfalia Rhynern der klassenhöchste Verein in Hamm. Nach dem Abstieg aus der Regionalliga West im Jahre 2017/18 spielte die Westfalia zusammen mit dem Lokalrivalen Hammer SpVg in der Oberliga Westfalen, aus der die Hammer Spielvereinigung allerdings 2022 abstieg. In den 1980er Jahren war der SC Eintracht Hamm bedeutend, der fast in die 2. Fußball-Bundesliga aufgestiegen wäre, jedoch entscheidende Spiele verlor und dadurch finanzielle Probleme bekam.

### Eishockey
Der Eissport wurde in Hamm durch drei Clubs vertreten. Insbesondere das Eishockey erfreute sich während der 1990er Jahre sehr großer Beliebtheit. Als erster Verein betrat der ASV Hamm (Hammer Eisbären) die Eisflächen. Ab der Saison 1994/95 spielte der Verein bereits in der 1. Liga Nord. Nach zwei Spielzeiten 1996/97 musste er schließlich eine Saison in der 2. Liga Nord verbringen, bevor er erneut in die 1. Liga Nord aufstieg. Die Eisbären beendeten diese letzte Saison in der zweithöchsten Spielklasse jedoch nicht mehr. Zwei Spieltage vor Abschluss musste der Spielbetrieb wegen Insolvenz nach einem Konkursantrag im März 1998 durch den Spieler Brad Scott eingestellt werden. Die Vereinsauflösung erfolgte kurz darauf. In der folgenden Spielzeit trat der neugegründete ESC Hamm (Hammer Huskies) den Spielbetrieb an und stieg gespickt mit einer Reihe von Spielern der aufgelösten Hammer Eisbären zügig in die Regionalliga auf. Der Verein spielte dort fünf Spielzeiten, ehe auch er aufgelöst wurde. Wie schon bei den Eisbären spielten Finanzierungsprobleme eine Rolle, jedoch waren diese bei weitem weniger gravierend als noch bei den Hammer Eisbären am Ende der Saison 1997/98.
Heute gibt es nur noch den Verein Lippe-Hockey-Hamm (Young Stars), der als Nachfolger der Hammer Huskies zunächst die Jugend auffing, die nach Auflösung des ESC Hamm heimatlos geworden war. Die erste Mannschaft spielt seit Beginn der Saison 2010/11 in der Eishockey-Oberliga 2010/11 des LEV NRW. Der Dachverein widmet sich vor allem der Jugendarbeit. Die erste Mannschaft firmiert seit dem 31. Mai 2011 wieder unter dem Traditionsnamen Hammer Eisbären.

### Handball
Erfolgreichster Vertreter des Handballsports in Hamm ist der ASV Hamm 04/69 Handball, der mit seiner ersten Herrenmannschaft seit der Saison 2006/07 in der 2. Handball-Bundesliga spielte. Nach dem Gewinn der Meisterschaft in der 2. Liga im Jahr 2010 erhielt die erste Herren-Mannschaft in der Saison 2010/11 die Spielberechtigung in der ersten 1. Handball-Bundesliga.
Vor Beginn der Saison bildete man mit dem früheren Ligakontrahenten Ahlener SG die Handballsportgemeinschaft Ahlen-Hamm unter dem Dach der Spielbetriebsgesellschaft des ASV Hamm. Nach einem turbulenten Jahr des gemeinschaftlichen Spielbetriebs und dem Aufbau eines Handballleistungsstützpunktes in Ahlen haben sich beide Vereine wieder getrennt und treten mit ihren jeweiligen ersten Mannschaften wieder unter ihren eigenen Namen auf. Nach der Trennung tritt die Mannschaft unter dem Namen ASV Hamm-Westfalen in der neuen eingleisigen 2. Handball-Bundesliga an. Dort belegte die Mannschaft 2011/12 Platz sechs. Mit im Schnitt knapp 2.000 Zuschauern zählt die Mannschaft nach wie vor zu den Publikumsmagneten in der Stadt Hamm. Heimspielstätte ist seit 2008 die Westpress-Arena mit 2.500 Sitzplätzen.

### Wassersport und Wasserball
Ein bekannter Vertreter des Wassersports in Hamm ist das Maxi-Swim-Team Hamm. Es gründete sich im Dezember 2005 aus den Leistungsträgern der damaligen Schwimm-Abteilung des SC Rote Erde Hamm. Seitdem konnten die Leistungsschwimmer zahlreiche Medaillen auf NRW- und deutschen Meisterschaften erringen.
Der bereits genannte SC Rote Erde Hamm war in seinen Glanzzeiten elfmal deutscher Meister und ist deutscher Rekordvizemeister, nachdem er als Rekordmeister durch die Wasserfreunde Spandau 04 abgelöst wurde. Zuletzt spielte die Herrenmannschaft des SC Rote Erde in der Zweiten Liga West. Am ersten September 2010 gründeten SC Rote Erde und der SV Brambauer – ehemaliger Konkurrent aus Erst- und Zweitliga Zeiten – die Startgemeinschaft SGW SC Rote Erde / SV Brambauer. Die Startgemeinschaft hat neben der Förderung des Nachwuchses und der Einrichtung eines Talentzentrums das gemeinsame Ziel, eine Mannschaft in der 1. Bundesliga zu etablieren. Die Startgemeinschaft unterhält neben dem Team in der Zweiten Liga, je ein Oberliga-, Verbands- und Bezirksligateam.
Der Stammverein SC Rote Erde hat den Wasserballbereich damit vollständig in die Startgemeinschaft eingebracht und beschränkt sich seitdem auf den Aufbau einer neuen Schwimmmannschaft, das Kunstschwimmen und das Aquafitness-Angebot.
Der 1962 gegründete Deutsche Unterwasser-Club Hamm – auch DUC Hamm – führt jährlich ein Kanalschwimmen im Juni oder Juli durch. Die Streckenlänge beträgt 2.000 Meter. Außerdem startet eine Mannschaft des DUC im Unterwasserrugby, das Team trat unter anderem in der dreigleisigen 2. Bundesliga Gruppe West an.
Zahlreiche weitere Hammer Vereine sind ebenfalls in der Schwimmausbildung tätig, u. a. die DLRG Ortsgruppen Hamm, Heessen und Nord-West deren Schwerpunkte jedoch in der Ausbildung von Nichtschwimmern zu Schwimmern und von Rettungsschwimmern liegt.

### Faustball
Im Faustballsport wurde die Stadt jahrzehntelang von den Mannschaften des TV Westfalia Hamm vertreten. Diese traten nach der Wintersaison 2011/12 dem Hammer SC 2008 bei. Die erste Mannschaft der Damen spielt in der 1. Bundesliga Nord und die erste Mannschaft der Herren nach ihrem Zwangsabstieg in der 2. Bundesliga. In den Jahren davor konnten die Herren mehrere deutsche Meisterschaften und auch Europapokalsiege erringen. Hier spielen zahlreiche ehemalige und aktuelle Nationalspieler.

### Rollhockey
Der SK Germania Herringen vertritt Hamm mit der ersten Herrenmannschaft und der ersten Damenmannschaft mit einigen Ausnahmen seit einigen Jahrzehnten in der ersten Rollhockey-Bundesliga und nimmt seit 2006 durchgehend am Europapokal teil. Die Herren gewannen in der Saison 2012/13 in den Finalspielen gegen die ERG Iserlohn erstmals die deutsche Meisterschaft.

### Weitere Sportarten
Im Tischtennis gastierte der TTC Grünweiß Bad Hamm mit einer Herrenmannschaft lange Jahre in der 1. Tischtennis-Bundesliga.
Auch der American Football ist in Hamm durch die Aces Ahlen-Hamm vertreten, seit 2005 lassen sie die Lippebowl austragen.
Der Boxverein MBR Hamm gehörte 2007/08 zur Oberliga Nord.

## Zukunftspläne
Hamm ist durch den Strukturwandel im Ruhrgebiet darauf angewiesen, in die Zukunft zu investieren. Da Hamm ein Konglomerat ursprünglich selbständiger kreisangehöriger Mittelstädte ist, wird seit der Gebietsreform 1975 versucht, die Stadtteile miteinander zu verbinden. In der Vergangenheit wurden bereits mehrere Projekte umgesetzt, für die Zukunft sind weitere geplant:
- Umbau des Bahnhofsviertels, Hauptprojekte: Neubebauung der Brachen des Stadtbades und der alten Hauptfeuerwache, Umgestaltung der Neuen Bahnhofstraße und der anliegenden Bebauung, Rückbau der Unterführung Neue Bahnhofstraße.
- Masterplan Verkehr mit neuen Verkehrskonzepten für Straße und Schiene. Vorgesehen sind unter anderem die Schaffung zweier neuer Bahnhaltepunkte im Süden der Stadt, die Anlage einer Stadtbahn unter Ausnutzung der Zechenbahntrassen nach 2015 sowie der Bau einiger neuer Straßenverbindungen. Beispiel dafür ist die seit Mitte 2012 fertiggestellte Warendorfer Straße. Sie verbindet die Stadtbezirke Bockum-Hövel und Heessen miteinander. Ein weiteres Projekt im Straßenbau ist die Verlagerung der B 63 zwischen Bönen und der Hammer Innenstadt auf eine bahnparallele Trasse. Letzteres soll vor allem den Bezirk Pelkum vom Verkehr entlasten und Güterbahnhof, Hafen und angegliederte Industriegebiete schneller an die Anschlussstelle Bönen der A 2 anschließen.
- Hamm ans Wasser (Das Hauptprojekt Lippesee wurde abgelehnt, restliche Teilprojekte zum Teil umgesetzt oder in Umsetzung)[88]
- Einrichtung eines überkommunalen Gewerbe- und Industriegebietes (150 ha) mit der Gemeinde Bönen unter dem Projektnamen InlogParc (in Planung)
- Umnutzung der leerstehenden Kasernen: Zur Debatte steht auch ein (Teil-)Abriss einzelner Objekte. Die ehemalige Panzerjäger-Kaserne der Wehrmacht, die später als Cromwell Barracks der Britischen Rheinarmee diente, wurde 2008 abgerissen. Die 9 ha Fläche sollen als Bauland genutzt werden (in Planung und Umsetzung).

## Persönlichkeiten

### Hammer oder Hammenser?
Heißen die Einwohner von Hamm nun Hammer oder Hammenser?
Die Beantwortung dieser Frage hängt wohl davon ab, welcher lokalpatriotischen Fraktion man zugeneigt ist. Die einen reden von Hammensern, die anderen von Hammern.
Auf der offiziellen Website der Stadt Hamm ist überwiegend von Hammern die Rede. Ebenso sprechen die lokalen Medien einheitlich von Hammern.
Meist bezeichnen sich die Menschen als Hammenser, die seit vielen Generationen dort leben und die einer bestimmten, zumeist humanistisch geprägten Bevölkerungsschicht angehören. Der einfache Bürger, Angestellte oder auch Arbeiter hat sich schon immer als Hammer bezeichnet, und viele wissen heutzutage gar nicht, dass es den Begriff Hammenser überhaupt gibt.

### Ehrenbürger
Vor 1945 hat die Stadt Hamm unter anderem folgenden Personen das Ehrenbürgerrecht verliehen:
- 1844: Rulemann Friedrich Eylert
- 1877: Wilhelm von der Marck
- 1879: Franz Borberg
- 1881: Ludwig Hartmann
- 1898: Adalbert Falk
- 1900: Hermann Irgahn
- 1907: Eduard Windthorst
- 1919: Richard Matthaei

Die Stadt Hamm hat seit 1945 folgenden Personen das Ehrenbürgerrecht verliehen:
- 1946: Josef Schlichter
- 1953: Hugo Bröcker
- 1954: Josef Weidekamp
- 1959: Peter Röttgen
- 1959: Ferdinand Poggel
- 1965: Heinrich Luhmann
- 1971: Gerhard Krampe
- 1990: Werner Figgen
- 1990: Günter Rinsche

### Söhne und Töchter der Stadt

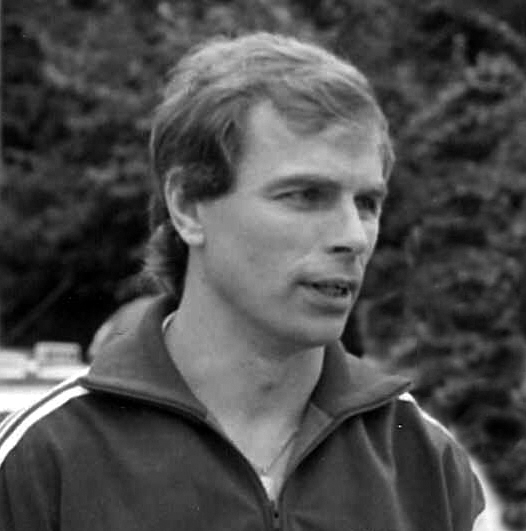
Bernard Dietz, deutscher Fußballnationalspieler und Europameister 1980, geboren am 22. März 1948 in Bockum-Hövel, heute zu Hamm

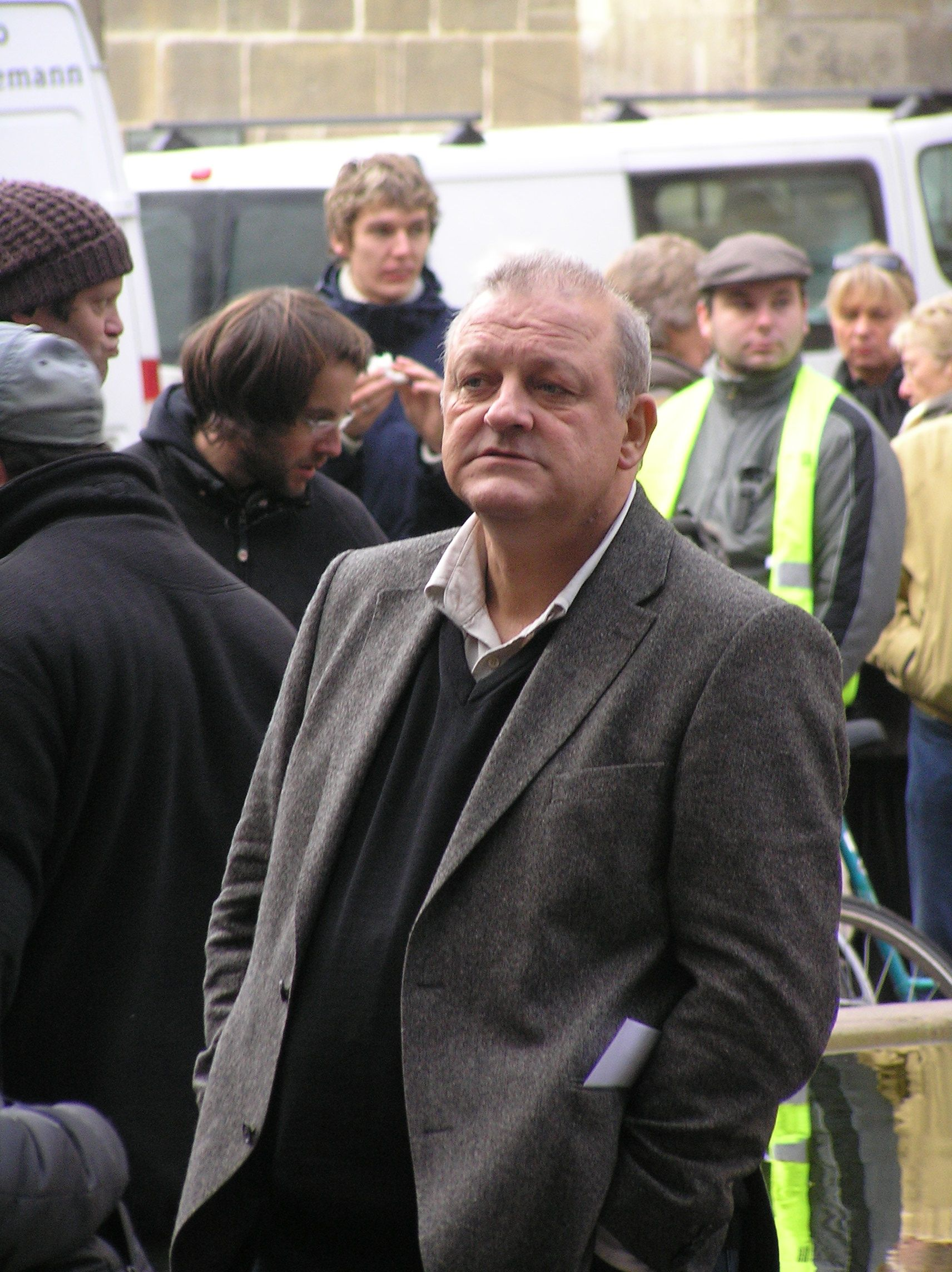
Leonard Lansink, Schauspieler (u. a. Wilsberg), geboren am 7. Januar 1956 in Hamm

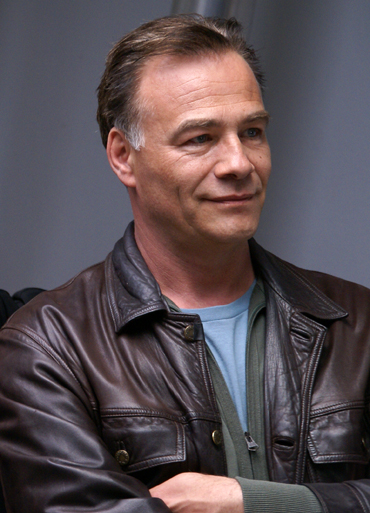
Klaus Johannes Behrendt, Schauspieler (u. a. Das Wunder von Lengede), geboren am 7. Februar 1960 in Hamm

In Hamm wirkten unter anderem der Freiherr vom Stein als Präsident der Kriegs- und Domänenkammer der Grafschaft Mark sowie der ehemalige preußische Kultusminister Adalbert Falk als Präsident des Oberlandesgerichts. Unter Letztgenanntem bezog das Gericht ein neues Gebäude am heutigen Theodor-Heuss-Platz. Dieses Gebäude wird seit vielen Jahren als Rathaus der Stadt Hamm genutzt.
Hier eine kleine Auswahl der in Hamm geborenen Personen:
- seit dem 13. Jahrhundert, Familie Asbeck, Vorsteher der Bäckergilde, Bürgermeister, Inhaber der Brauerei und Hefefabrik Asbeck.
- 1674, 14. März, Christian Gerhard Offerhaus, Professor der Philosophie am Akademischen Gymnasium zu Hamm.
- 1699, 18. November, Leonard Offerhaus, Historiker in den Niederlanden.
- 1738, 19. Juli, Johann Karl Theodor von Brabeck, Abt und Fürstbischof von Corvey.
- 1765, 20. Juni, Elias Marks, jüdischer Kaufmann und Philanthrop.
- 1770, 5. April, Rulemann Friedrich Eylert, reformierter Pfarrer in Hamm, ev. Bischof in Potsdam.
- 1796, 29. August, Franz Borberg, Bäcker und Stadtverordneter.
- weitere…

### Menschen, die mit Hamm verbunden sind
Mit Hamm in enger Verbindung stehen unter anderem:
- Familie Brechte, stellte mehrere Bürgermeister und andere Beamte und leistete soziale Stiftungen.
- Edelherren von Rüdenberg, langjährige Lehnsnehmer von Dorf und Burg Mark.
- Galen (Adelsgeschlecht), waren die Burgmannen der Grafen von der Mark.
- Grafen von Werl, ursprüngliche Beherrscher der Region.
- Grafen von Hövel, Begründer der Grafschaft Hövel.
- Grafen von der Mark. Sie gründeten die Stadt und beherrschten die Grafschaft Mark und damit auch Hamm.
- Recke (Adelsgeschlecht). Zu ihren Stammsitzen gehörte über 300 Jahre lang das Schloss Heessen.
- Torck, Adelsfamilie, lange ansässig auf Haus Nordherringen.
- Vollenspit, zum Ritterstand gehörendes westfälisches Adelsgeschlecht, Burgmannen der Grafen von der Mark und Lehnsnehmer auf Haus Nordherringen.
- 15. Jahrhundert, Christina von Hamm, Mystikerin und Heilige. Sie trug angeblich die Wundmale Christi.
- 1519, Hermann von Kerssenbrock, Rektor der Lateinschule zu Hamm.
- weitere…